# T-72
T-72 là xe tăng chiến đấu chủ lực (MBT) của Liên Xô, được sản xuất vào năm 1971 và ra mắt vào năm 1977. Mặc dù có hình dạng rất giống T-64, T-72 được các kỹ sư của nhà máy Uralvagonzavod phát triển từ khung gầm của T-62 (cũng của Uralvagonzavod) kết hợp với những chi tiết kỹ thuật tiên tiến từ T-64 (của Phòng thiết kế Morozov và Nhà máy Malyshev).
T-72 nhanh chóng trở thành xe tăng chủ lực trong Quân đội Liên Xô những năm 1970 và là niềm tự hào của Lực lượng tăng thiết giáp Liên Xô. Ngay lúc nó ra đời, những mẫu xe tăng cùng thời như M60A3 Patton và Leopard I trở thành "đồ bỏ". Tuy nhiên, thời gian "tại vị" của nó không dài. Từ cuối thập niên 1980 trở đi, các phiên bản đời đầu của nó đã trở nên lạc hậu so với các loại xe tăng như T-80U, M1 Abrams, Leopard 2, Challenger,... Dù vậy, các phiên bản hiện đại hóa của T-72 như T-72BM "Rogatka", T-72B3 vẫn được đánh giá là một trong những loại xe tăng hiện đại nhất trên thế giới. Một phiên bản hiện đại hóa của T-72 chính là T-90, loại xe tăng hiện đại bậc nhất thế giới trong thập niên 2010.
Hiện nay, T-72 vẫn còn được sử dụng tương đối rộng rãi ở 40 quốc gia với nhiều phiên bản từ cũ tới mới, thậm chí vẫn được xem là đối thủ đáng gờm của các xe tăng hiện đại của phương Tây. Bản thân Nga vẫn đang sử dụng hàng ngàn xe tăng T-72 và vẫn đang nâng cấp chúng để tiếp tục phục vụ trong quân đội của mình.
T-72 đã tham gia rất nhiều cuộc chiến tranh ở châu Âu và trên thế giới như: Chiến tranh Lebanon 1982, Chiến tranh Chechnya lần 1 và lần 2, Chiến tranh Kosovo, chiến tranh Vùng Vịnh 1991, nội chiến Syria 2014,...

## Hoàn cảnh ra đời
Chiếc T-64 sản xuất cuối thập niên 1960 là loại tăng hiện đại nhất của Liên Xô và thế giới thời đó. Tuy nhiên, chi phí sản xuất, bảo trì quá cao cùng với các trục trặc kỹ thuật ban đầu liên quan đến động cơ, xích xe tăng và pháo tăng khiến cho T-64 chỉ được sản xuất hạn chế và chỉ trang bị cho các đơn vị tinh nhuệ của Hồng quân Liên Xô, cũng không được phép xuất khẩu cho các nước đồng minh (để tránh bị lộ bí mật công nghệ).
Yêu cầu lúc đó là phải chế tạo ra một mẫu xe tăng chủ lực mới đơn giản, rẻ tiền, kinh tế, không dùng quá nhiều linh kiện kỹ thuật cao để có thể trang bị rộng rãi cho Hồng quân cùng quân đội các nước đồng minh, nhưng sức mạnh của nó phải gần bằng T-64 và vượt trội hơn T-62. Và thế là, dự án "Obyekt 172" do Leonid Karchev chế tạo ra đời. Mẫu thử nghiệm "Obyekt 172M" được Valeri Venidikov hoàn thiện. Nhà máy xe tăng Uralvagonzavod đảm trách sản xuất. Sau khi thiết kế được quân đội Liên Xô thông qua vào năm 1971, nhà máy Chelyabinsk cũng lập tức đình chỉ sản xuất các loại xe tăng T-55 và T-62 để tập trung vào T-72.
Thế là, trong khi T-64 chỉ được sản xuất và trang bị hạn chế trong nội bộ Liên Xô, T-72 nhanh chóng trở thành loại xe tăng chủ lực phổ biến của Hồng quân Liên Xô và của quân đội nhiều nước trên thế giới, kể cả một số nước tư bản lớn. Theo tính toán của Liên Xô, T-72 là một thiết kế rất hiệu quả dựa trên tiêu chí tính năng - giá thành. Sức chiến đấu của T-72B chỉ kém hơn T-80U khoảng 10%, trong khi giá thành lại rẻ chỉ bằng 1/3 (theo thời giá năm 1986, T-72B có giá chỉ 280.000 rúp, trong khi T-80U có giá tới 824.000 rúp).
T-72 vẫn kế tục kiểu dáng thấp bé của các dòng xe tăng tiền nhiệm T-55, T-62 và T-64. Nhìn chung, về bề ngoài, T-72 rất giống với T-64. T-72 có 6 bánh xích chạy bọc viền cao su và 3 bánh lăn hồi chuyển. Hệ thống nhìn đêm của xạ thủ gắn bên phải súng chính. Trên tháp pháo được trang bị 1 đại liên 12,7mm NSV có bệ xoay nhưng không có hệ thống bắn tự động trong xe, ngoài ra còn 1 khẩu đại liên đồng trục 7,62mm. Ống thông hơi gắn bên trái tháp pháo. T-72 có khoang động cơ rộng hơn T-64 và bộ tản nhiệt nằm gần đuôi xe.
Nhiều nước khác cũng tham gia sản xuất T-72 hoặc các mẫu tăng giống như T-72, có nước sản xuất công khai hợp pháp, có nước sản xuất "chui". Đã có hơn 25.000 xe tăng T-72 thuộc mọi phiên bản được sản xuất trên thế giới. Xe tăng T-64 và các hậu duệ của nó là T-80, T-84 có chất lượng cao hơn T-72. Tuy nhiên, các bản nâng cấp của T-72, nhất là sau năm 1985 trở nên mạnh mẽ hơn rất nhiều: nó đã vượt qua T-64 và đạt sức mạnh gần bằng T-80 (trong khi giá thành vẫn rẻ).

## Tính năng kỹ thuật

### Độ cơ động
T-72 có độ cơ động cao hơn so với T-62, với động cơ diesel V-12 có công suất 780 mã lực, đến năm 1985 được trang bị động cơ V-84 công suất 840 mã lực, đến T-72B3 thì được trang bị động cơ 1000 mã lực giống T-90. Động cơ của T-72 được thiết kế rất tốt trong việc thải khói và chạy rất êm, giảm rất nhiều độ dằn xóc gây mệt mỏi cho tổ lái chứ không như T-62. Mặc dù có khoang động cơ lớn hơn T-64, nhưng do trọng lượng nặng hơn (41 tấn) nên T-72 được cho rằng có tốc độ thấp hơn T-64: 60 km/h trên đường nhựạ và 45 km/h trên đường gồ ghề. Mẫu T-72B còn được tăng cường động cơ V-12 piston làm mát bằng không khí, công suất 840 mã lực, có thể chạy bằng ba loại nhiên liệu: Diesel, Benzen, Kerosene. 2 bình nhiên liệu phụ 200 lít có thể gắn sau đuôi xe. Mặc dù T-72 không kín nước, nó có thể gắn ống thở dùng cho việc lội nước qua nơi sâu, việc chuẩn bị lội nước mất khoảng 20 phút. Nếu xe tăng chết máy giữa sông, nó sẽ chìm do giảm áp suất hoặc cần 6 giây để tái khởi động.
Tốc độ tối đa của T-72 là 60 km/h trên đường bằng phẳng và 45 km/h trên đường ghồ ghề. Tuy nhiên, tốc độ sẽ cao hơn ở các phiên bản sau (được trang bị động cơ mạnh hơn) và nếu tổ lái có nhiều kinh nghiệm vận hành. Ví dụ, trong cuộc thi Tank Biathlon vào ngày 12/8/2019, đội tuyển xe tăng Nga đã đưa chiếc T-72B3 của họ đạt tốc độ tới 84 km/h trên đường đất bằng phẳng.
Mặc dù to hơn T-64, T-72 vẫn bị cho là "mi-nhon" hơn các xe tăng phương Tây. T-72BM nặng nhất nhưng cũng không quá 48 tấn, còn M1 Abrams bản nhẹ nhất là 61 tấn. Một số trục đường rất nhỏ tại Liên Xô chỉ thiết kế riêng cho T-72 di chuyển, xe tăng phương Tây không thể đi được trên những trục đường này vì chúng có kích thước quá lớn. Tuy nhiên, để đánh đổi lấy trọng lượng nhẹ và giáp dày, khoang lái của T-72 trở nên khá chật hẹp, khiến cho tổ lái nhiều khi bị căng thẳng và mau mệt mỏi, nhưng dù sao thì khoang lái của T-72 vẫn rộng hơn một chút so với T-64.

### Giáp trụ
Giáp trụ của T-72 thay đổi tùy theo phiên bản, các phiên bản cao cấp có giáp dày gấp đôi những phiên bản cấp thấp. Nhưng nhìn chung, T-72 có hệ thống giáp bảo vệ tốt hơn nhiều so với T-62 nhờ sử dụng giáp dày hơn, phẩm chất tốt hơn và thừa hưởng những công nghệ mới từ T-64.

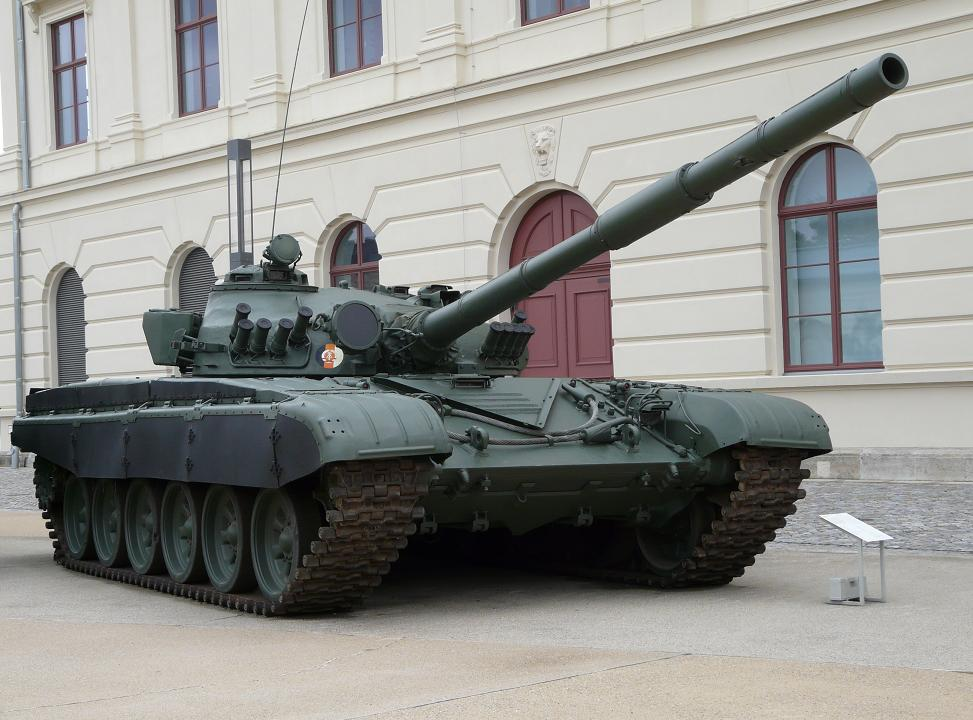
Phiên bản xuất khẩu T-72M với giáp thép thông thường

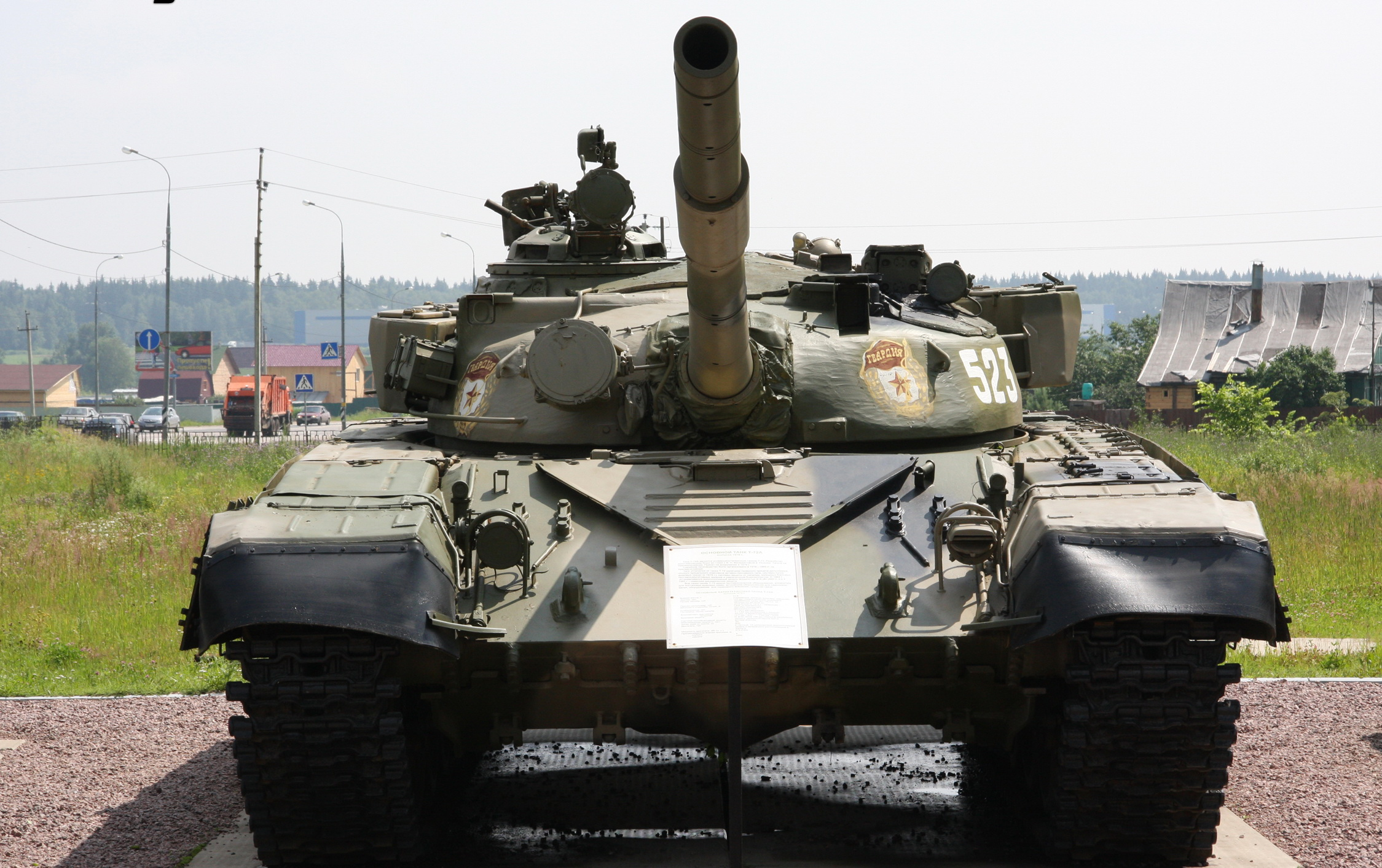
Phiên bản T-72A có giáp composite ở mặt trước tháp pháo

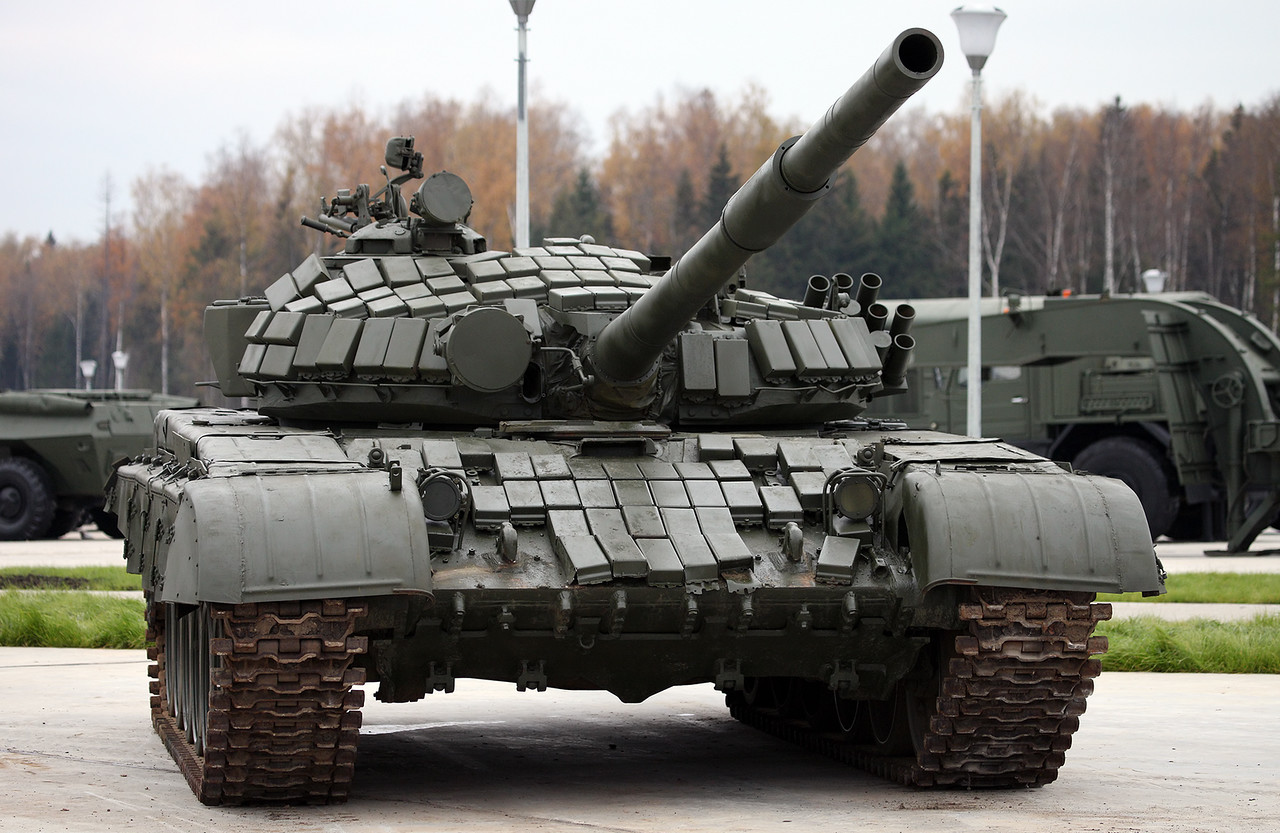
Phiên bản T-72B1 được trang bị giáp phản ứng nổ thế hệ 1 (loại Kontakt-1)

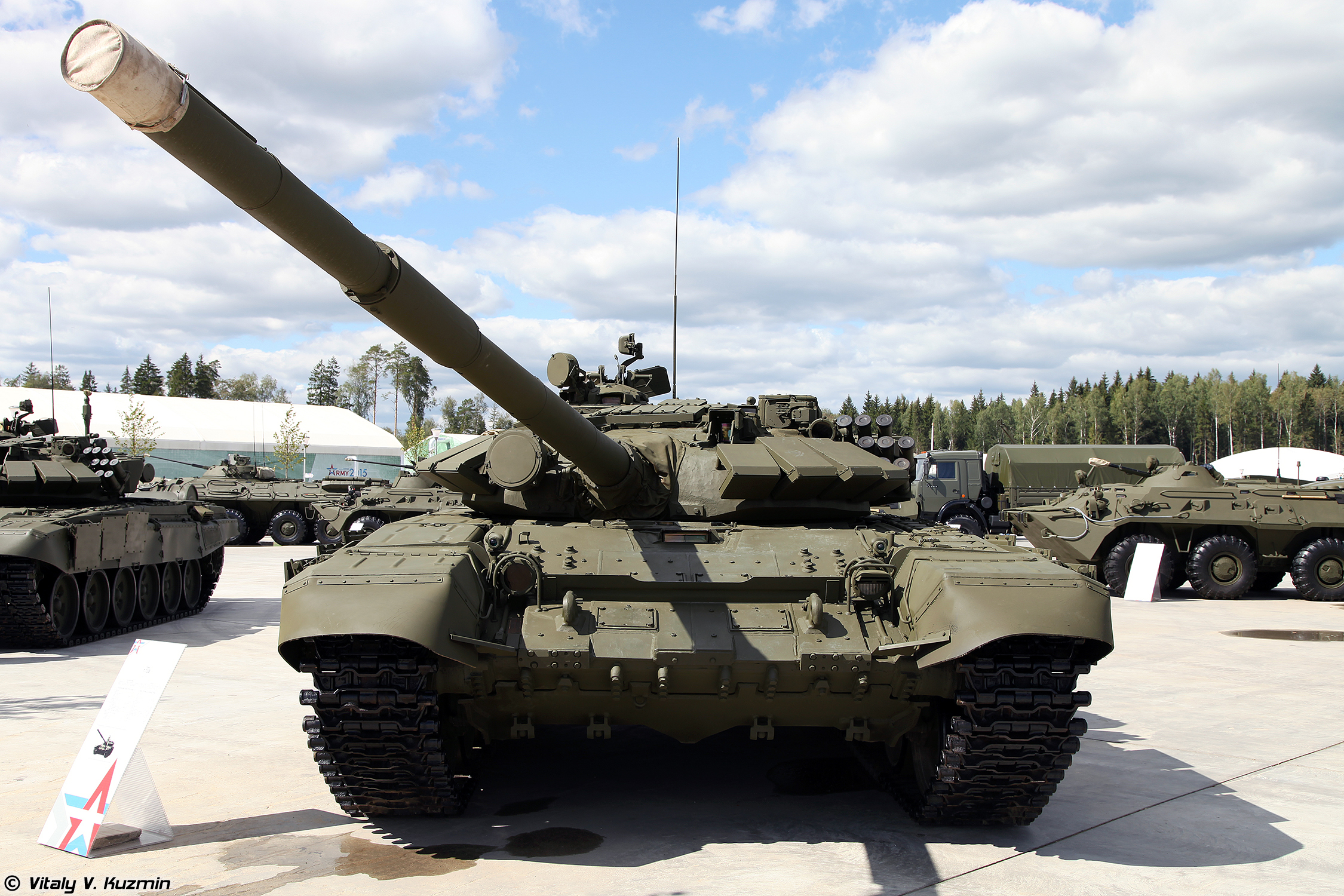
Phiên bản T-72B năm 1989 được trang bị giáp phản ứng nổ thế hệ 2 Kontakt-5

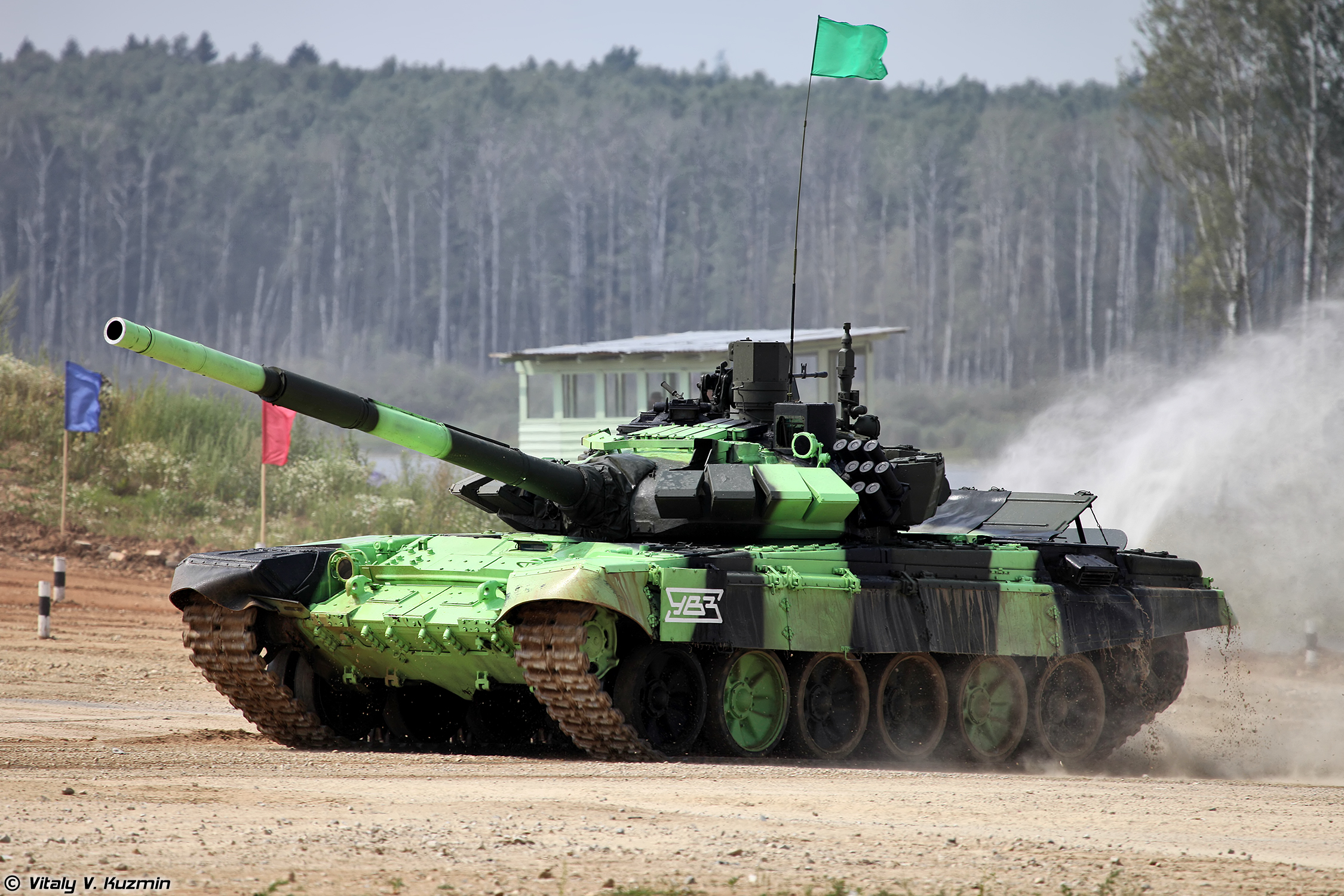
Phiên bản T-72B3 được trang bị giáp phản ứng nổ thế hệ 3 (loại Relikt)

Nguyên mẫu T-72 (T-72 Ural) và các phiên bản giá rẻ dùng cho xuất khẩu (T-72M, T-72M1) dùng giáp thép đúc liền khối. Giáp trước của T-72 Ural, T-72M được đánh giá là đủ sức chống lại các loại đạn APFSDS cỡ 105mm vào giữa thập niên 1970 trên các xe tăng phương Tây cùng thời.
Giáp trước tháp pháo trên mẫu T-72 Ural, T-72M và T-72M1 (phiên bản xuất khẩu của T-72) là thép đúc liền khối, dày tương đương 380mm thép cán đồng nhất RHA tiêu chuẩn. Theo báo cáo của cơ quan nghiên cứu đạn đạo gửi do tình báo Mỹ vào năm 1977, đạn xuyên giáp động năng (APFSDS) kiểu M735 cỡ 105mm (loại đạn hiện đại nhất của Mỹ khi đó, ra đời năm 1976) cũng chỉ có thể xuyên được mặt trước T-72 Ural nếu may mắn bắn trúng những điểm yếu nhỏ ở mặt trước xe (xác suất vào khoảng 22%).
Với các phiên bản T-72 cao cấp trang bị cho quân đội Liên Xô như T-72A (năm 1979) và T-72B (năm 1985), khả năng phòng thủ còn được tăng lên một cách đáng kể nhờ việc tăng cường độ dày các chi tiết giáp, đặc biệt là giáp trước tháp pháo, cũng như sự tiếp nhận giáp phức hợp và với việc độn thêm các vật liệu phi kim mới. T-72A/B sử dụng giáp composite và trang bị thêm váy bảo vệ hông. Do sự tăng lên rõ rệt của độ dày gò trán tháp pháo T-72A/B, nên trong quân đội Mỹ, nó được gọi bằng tên lóng không chính thức là "Dolly Patton" do gợi đến tượng bán thân của các nữ diễn viên Mỹ.
Mặt trước của T-72A được cấu tạo bởi 3 lớp: thép - thép phức hợp - thép. Trong đó, lớp thép ngoài và trong cùng dày 80mm và 20mm. Còn lớp thép phức hợp (gồm hỗn hợp sứ + chất dẻo hoặc vật liệu nhựa có độ bền cao) được kẹp ở giữa, dày 104mm. Mặt trước của thân xe nghiêng 68 độ làm tăng thêm độ dày của vỏ thép và tăng khả năng chống đạn xuyên giáp. Xe tăng cấu tạo bằng vật liệu composite có khả năng chống đạn cao hơn 20-25% và trọng lượng nhẹ hơn 14-18% so với xe tăng thông thường. Ngoài ra, hai bên sườn xe tăng T-72A còn được thiết kế tấm quây nhằm bảo vệ thân xe. Phần trong thân xe được lắp đặt tấm lót bằng nhựa thấm chì nhằm bảo vệ trong trường hợp xe trúng đạn. Phía dưới mũi xe có thể lắp đặt xẻng ủi đất để đào hố ẩn nấp khi cần. Khi xẻng thu lại sẽ trở thành một lớp giáp bổ sung cho đầu xe.
Phiên bản T-72B tiếp tục được tăng cường thêm vỏ giáp so với T-72A (hai bên má tháp pháo được tăng cường thêm vật liệu composite, giáp trước thân xe được hàn thêm tấm thép dày 16mm nghiêng 68 độ).
Vào năm 1982, Liên Xô được tiếp cận với loại đạn APFSDS M111 cỡ 105mm tiên tiến nhất của Mỹ vào thời điểm đó. Loại đạn này đã được thử nghiệm trên giáp trước của xe tăng, bao gồm cả T-72A. Các cuộc thử nghiệm cho thấy mặt trước tháp pháo (dày tương đương 450 - 500mm thép RHA khi chống APFSDS) vẫn an toàn, nhưng mặt trước thân xe T-72A (như T-64A, T-64B, T-80B) có mức bảo vệ tương đương 360mm thép RHA thì không đủ sức chống lại loại đạn này. Nhằm tăng cường lớp giáp trước thân xe, từ năm 1984, những chiếc T-72A được hàn thêm một lớp thép dày 16mm nghiêng 68 độ, khiến độ dày tương đương của lớp giáp trước thân xe tăng lên 405mm để chịu được loại đạn M111. Kể từ năm 1988, giáp xe tiếp tục được gia cố bằng tổ hợp giáp phản ứng nổ Kontakt-5.
Sau này, thử nghiệm của Đức năm 1991 với một chiếc T-72M1 cho thấy, mặt trước tháp pháo của T-72M1 vẫn có thể chịu được đạn APFSDS cỡ 105mm kiểu mới (chế tạo cuối thập niên 1980) Nhìn chung, vào thập niên 1980, mặt trước của T-72M1 phiên bản xuất khẩu có thể chống đỡ được các loại đạn APFSDS cỡ 105mm của xe tăng M60 Patton và Leopard 1 (đối thủ phương Tây cùng thời của T-72) từ khoảng cách 2.000m, hoặc chịu được đạn nổ lõm (HEAT) cỡ 105mm từ mọi cự ly. Thậm chí, năm 2003, một chiếc T-72M1 của Iraq được báo cáo là đã chịu được một phát đạn nổ lõm cỡ 120mm trên xe tăng M1 Abrams của Mỹ bắn vào mặt trước tháp pháo.
Các phiên bản T-72A/B (các phiên bản cao cấp chỉ được dành riêng cho quân đội Liên Xô) thì được trang bị thêm giáp composite, đạt độ dày tương đương 500 - 550mm thép cán tiêu chuẩn ở mặt trước tháp pháo, có thể chịu được mọi loại đạn cỡ 105mm ngay cả ở cự ly gần.
Các mẫu T-72 ở đầu thập niên 1980 trở đi được trang bị thêm giáp phản ứng nổ (ERA) thế hệ 1 tên là Kontakt-1, đến năm 1986 thì T-72 được trang bị giáp phản ứng nổ (ERA) thế hệ 2 tên là Kontakt-5. Kontakt-5 có khả năng giảm 50% sức xuyên phá của đạn nổ lõm và giảm 25% độ xuyên phá của đạn xuyên giáp động năng. Phiên bản T-72B khi được gắn Kontakt-5 sẽ đạt độ dày bảo vệ tương đương 780 - 800mm thép cán tiêu chuẩn ở mặt trước tháp pháo khi chống đạn APFSDS hoặc đạt gần 1.200mm thép khi chống đạn nổ lõm. Trong suốt 20 năm (1985-2005), các chỉ số này là không thể xuyên phá bởi các loại đạn pháo cỡ 120mm của M1 Abrams, Leopard 2 hoặc Leclerc (các loại xe tăng chủ lực của phương Tây giai đoạn 1990-2020). Phải tới khoảng năm 2010, khi công nghệ phát triển hơn thì đạn pháo APFSDS cỡ 120mm của xe tăng NATO mới có thể xuyên được lớp giáp này, nhưng cũng chỉ ở cự ly gần hơn 1.500 mét.
Không chỉ thân xe mà nóc xe của T-72 cũng được tăng cường đáng kể, độ dày đạt 65 - 70mm thép cán tiêu chuẩn (gấp đôi độ dày nóc xe của các xe phương Tây cùng thời như M1 Abrams, Leopard 2...) nhằm mục đích chống lại đạn xuyên cỡ 30mm của máy bay cường kích diệt tăng như A-10 Thunderbolt II hay trực thăng vũ trang AH-64 Apache, giúp tăng khả năng sống sót nếu gặp phải máy bay địch.
Năm 1991, Tây Đức đã đem 1 chiếc T-72M1 của quân đội Đông Đức ra thử nghiệm độ bền của giáp xe trước hỏa lực pháo 105mm (khi đó là cỡ pháo tiêu chuẩn trên xe tăng NATO như M60 Patton, Leopard 1,...), kết quả như sau:
- Đạn xuyên động năng DM33 chỉ có thể xuyên thủng mặt trước tháp pháo ở cự ly dưới 1.500 mét.
- Đạn nổ lõm cỡ 105mm DM12 chỉ có thể xuyên thủng phần hông tháp pháo, trong khi giáp trước tháp pháo thì không thể xuyên thủng.

Cần lưu ý là chiếc T-72 thử nghiệm chỉ là phiên bản T-72M1 dành cho xuất khẩu, có vỏ giáp mỏng hơn so với T-72A, T-72B nội địa của Liên Xô và cũng không được trang bị giáp phản ứng nổ. Thử nghiệm này khiến Đức và phương Tây rất ngạc nhiên, buộc họ phải tăng tốc nghiên cứu ra các loại đạn xuyên giáp kiểu mới để có thể đánh bại T-72. NATO cũng loại bỏ pháo 105mm bởi nó đã tỏ ra vô dụng, thay vào đó là cỡ pháo 120mm mạnh hơn.
Tháng 5/1996, Quân đội Hoa Kỳ cũng đã đem một số chiếc T-72A có trang bị giáp phản ứng nổ Kontakt-5 ra bắn thử. Kết quả là đạn xuyên giáp cỡ 120mm loại M829A1 (loại đạn hiện đại có lõi Urani nghèo trang bị cho xe tăng M1A2 của Hoa Kỳ khi đó, sức xuyên ~650mm thép RHA ở cự ly 2000 mét theo cách tính của Mỹ hoặc ~550mm theo cách tính của Liên Xô) đã không thể xuyên thủng giáp trước của chiếc T-72A mục tiêu, kể cả ở cự ly gần. Quân đội Mỹ cũng đã thử nghiệm pháo 30mm GAU-8 Avenger (của máy bay cường kích diệt tăng A-10 Thunderbolt II), pháo 30mm M320 (của máy bay trực thăng AH-64 Apache) bắn vào nóc xe của T-72A, và bắn thử một loạt các tên lửa chống tăng tiêu chuẩn của NATO vào mặt trước T-72A - tất cả đều có cùng một kết quả: không thể xuyên thủng giáp trước của T-72A gắn thêm Kontakt-5. Thử nghiệm này cho thấy khả năng bảo vệ cao của giáp phản ứng nổ Kontakt-5, khi được trang bị loại giáp này thì ngay cả một xe tăng T-72A (phiên bản ra đời năm 1979) cũng có thể chống lại hỏa lực trên xe tăng hiện đại năm 1995 của phương Tây.
Phát ngôn viên Quân đội Hoa Kỳ đã phát biểu sau buổi thử nghiệm: "Những ảo tưởng rằng xe tăng Liên Xô là yếu kém, được duy trì bởi sự thất bại của phiên bản T-72 hạ cấp (T-72M) mà Liên Xô xuất khẩu cho Iraq trong cuộc chiến tranh vùng Vịnh, cuối cùng đã chấm dứt. Kết quả của các thử nghiệm cho thấy rằng nếu một cuộc đối đầu NATO - Khối Warsaw nổ ra ở châu Âu, kỹ thuật Liên Xô là ngang ngửa (hoặc thậm chí vượt trội) trong lĩnh vực tăng thiết giáp"
Năm 2006, Nga cho ra mắt loại giáp phản ứng nổ thế hệ 3 tên là Relikt, trang bị cho T-72B nâng cấp (T-72BM Rogatka). So với Kontakt-5, Relikt có hiệu quả gấp đôi khi chống đạn xuyên giáp động năng, tức là có thể giảm 50% sức xuyên phá của đạn xuyên giáp động năng. Nếu trang bị loại giáp phản ứng nổ này, T-72B có thể đạt độ bảo vệ ~ 1.050mm thép chống đạn xuyên giáp động năng, mức độ này là rất khó xuyên phá với pháo cỡ 120mm trên xe tăng phương Tây, kể cả khi sử dụng các loại đạn APFSDS mới nhất.
Bên cạnh hệ thống phát hiện phóng xạ PAZ, T-72 còn được trang bị hệ thống chống phóng xạ (trừ các phiên bản xuất khẩu), hệ thống bảo vệ NBC (bảo vệ trước vũ khí hạt nhân, sinh học, hoá học). T-72 có thiết bị tạo màn khói ngụy trang giống như các mẫu T-55, T-62, các ống phóng lựu đạn khói được lắp ở 2 bên hông tháp pháo.
Tuy nhiên, giống như phần lớn xe tăng Liên Xô, hòm đạn của T-72 đặt ở khoang chính và không cách biệt với tổ lái. Vì vậy, nếu vỏ giáp khoang chính bị bắn thủng, các đám cháy trong xe có thể làm hòm đạn bị kích nổ nếu tổ lái không kịp chữa cháy, có khi hòm đạn nổ làm cả tháp pháo bị hất tung lên không trung.
Độ dày lớp giáp của T-72 quy đổi ra lớp thép tiêu chuẩn được ghi trong bảng dưới:
| Phiên bản                | Mặt trước tháp pháo (chống đạn xuyên động năng APFSDS) | Mặt trước tháp pháo (chống đạn nổ lõm HEAT) | Mặt trước thân xe (chống đạn xuyên động năng APFSDS) | Mặt trước thân xe (chống đạn nổ lõm HEAT) |
| ------------------------ | ------------------------------------------------------ | ------------------------------------------- | ---------------------------------------------------- | ----------------------------------------- |
| T-72 'Ural' 1973         | 380 mm (15 in)                                         | 450 mm (18 in)                              | 335 mm (13,2 in)                                     | 410 mm (16 in)                            |
| T-72A (1979-1985)/1988   | 450–500 mm (18–20 in)                                  | 500–560 mm (20–22 in)                       | 360–420 mm (14–17 in)                                | 490–500 mm (19–20 in)                     |
| T-72M 1980               | 380 mm (15 in)                                         | 410 mm (16 in)                              | 335 mm (13,2 in)                                     | 450 mm (18 in)                            |
| T-72M1                   | 380 mm (15 in)                                         | 490 mm (19 in)                              | 400 mm (16 in)                                       | 490 mm (19 in)                            |
| T-72B + Kontakt 1 1985   | 540 mm (21 in)                                         | 900–950 mm (35–37 in)                       | 480–530 mm (19–21 in)                                | 900 mm (35 in)                            |
| T-72B + Kontakt 5 1988   | 770–800 mm (30–31 in)                                  | 1.180 mm (46 in)                            | 690 mm (27 in)                                       | 940 mm (37 in)                            |
| T-72B + Relikt (T-72B3M) | 1.100 mm (43 in)                                       | Ít nhất 1.300 mm (51 in)                    | 960–1.060 mm (38–42 in)                              | Ít nhất 1.100 mm (43 in)                  |

### Hệ thống bảo vệ chủ động
Một số phiên bản T-72 trong thập niên 1980 đã được trang bị hệ thống bảo vệ chủ động (APS - Active Protection Systems) tên gọi Drozd. Drozd là hệ thống APS cho xe tăng làm việc tin cậy và được trang bị thực tế đầu tiên trên thế giới. Hệ thống được thiết kế vào khoảng 1977-1978 bởi nhóm thiết kế do A. Shipunov của KBP dẫn đầu. Hệ thống cải tiến tốt hơn Drozd-M (1030М Дрозд) và sau đó là Drozd-2 ra đời năm 1983, sau đó hệ thống này được trang bị cho cả các xe đời cũ như T-54, T-62, T-64. Drozd-2 tăng cường bảo vệ 4 mặt và góc cao, bắn ra chùm đạn hình dẹt tăng chiều cao, từ đó, các Drozd-M được gọi là Drozd-1. Hệ thống gồm radar 24,5 GHz, khi phát hiện đạn chống tăng với tốc độ 70 m/s-700 m/s bắn vào xe ở cự ly 7 mét, hệ thống tự động kích hoạt đạn chùm đặt trong các ống phóng cỡ 107mm, đạn này phóng ra và phát nổ, tạo chùm mảnh văng để phá hủy quả đạn chống tăng trước khi nó kịp lao vào xe. Trong chiến tranh ở Afghanistan, Drozd đã thể hiện tốt vai trò bảo vệ khi 80% số đạn RPG-7 bắn về phía T-72 đã bị hệ thống này phá hủy trước khi nó kịp gây hư hại cho xe. Nhờ hệ thống này, thiệt hại của T-72 do bị du kích Afghanistan phục kích được hạn chế đáng kể.

Mô phỏng nguyên lý hoạt động của ARENA

Đến đầu thập niên 1990, phiên bản hiện đại hóa T-72BU (chính là T-90) đã được trang bị hệ thống phòng thủ chủ động ARENA-E (hệ thống này được phát triển để thay thế Drozd). ARENA-E được thiết kế để lắp đặt trên nhiều phương tiện chiến đấu khác nhau, có khả năng bảo vệ xe tăng trước tên lửa chống tăng, đạn chống tăng các loại với góc bảo vệ đạt tới gần 300 độ xung quanh xe (trừ hướng phía sau có bộ binh). Hệ thống gồm một radar sóng mm lắp trên nóc tháp pháo, máy tính điều khiển và 26 hộp phóng đạn đánh chặn lắp xung quanh tháp pháo. Nguyên lý hoạt động của hệ thống như sau: radar sẽ quét xung quanh xe, nếu phát hiện tên lửa/rocket phóng về phía xe tăng, thông số mục tiêu (vị trí, vận tốc, hướng bay) sẽ được cảm biến thu nhận rồi truyền về cho máy tính điều khiển, máy tính sẽ kích hoạt vũ khí đánh chặn (gồm 26 khối nổ chứa trong các hộp lắp xung quanh xe), hộp đạn sẽ tung ra 1 quả đạn nổ cách xe tăng khoảng 7 - 10 mét, phóng ra hàng nghìn mảnh nhỏ để phá hủy tên lửa hay đầu đạn của vũ khí chống tăng. Với các mục tiêu có tốc độ bay từ 50 – 70 m/s thường được coi là không nguy hiểm với xe tăng nên máy tính của hệ thống ARENA không ra lệnh đánh chặn, chỉ những mục tiêu có vận tốc trên 70 m/s, thiết bị phóng đạn mới được kích hoạt. ARENA cung cấp khả năng bảo vệ hữu hiệu trước đạn chống tăng có tốc độ bay đạt tới 700m/giây và thời gian phản ứng là khoảng 0,07 giây. Sau khi đánh chặn, chỉ từ 0,2 - 0,4 giây sau, xe đã có khả năng đánh chặn tiếp 1 quả đạn khác.
Phiên bản xuất khẩu của ARENA là ARENA-E, có giá khoảng 300.000 USD/hệ thống (thời giá năm 2000). Do giá khá cao nên ARENA-E không được gắn kèm T-90, khách hàng muốn trang bị thì phải chi thêm tiền để mua, do đó ít khi thấy T-72 các phiên bản xuất khẩu được gắn ARENA-E. Năm 2017, Nga tiếp tục cải tiến và cho ra mắt phiên bản hiện đại hóa là ARENA-M, có khả năng đánh chặn được nâng cao hơn

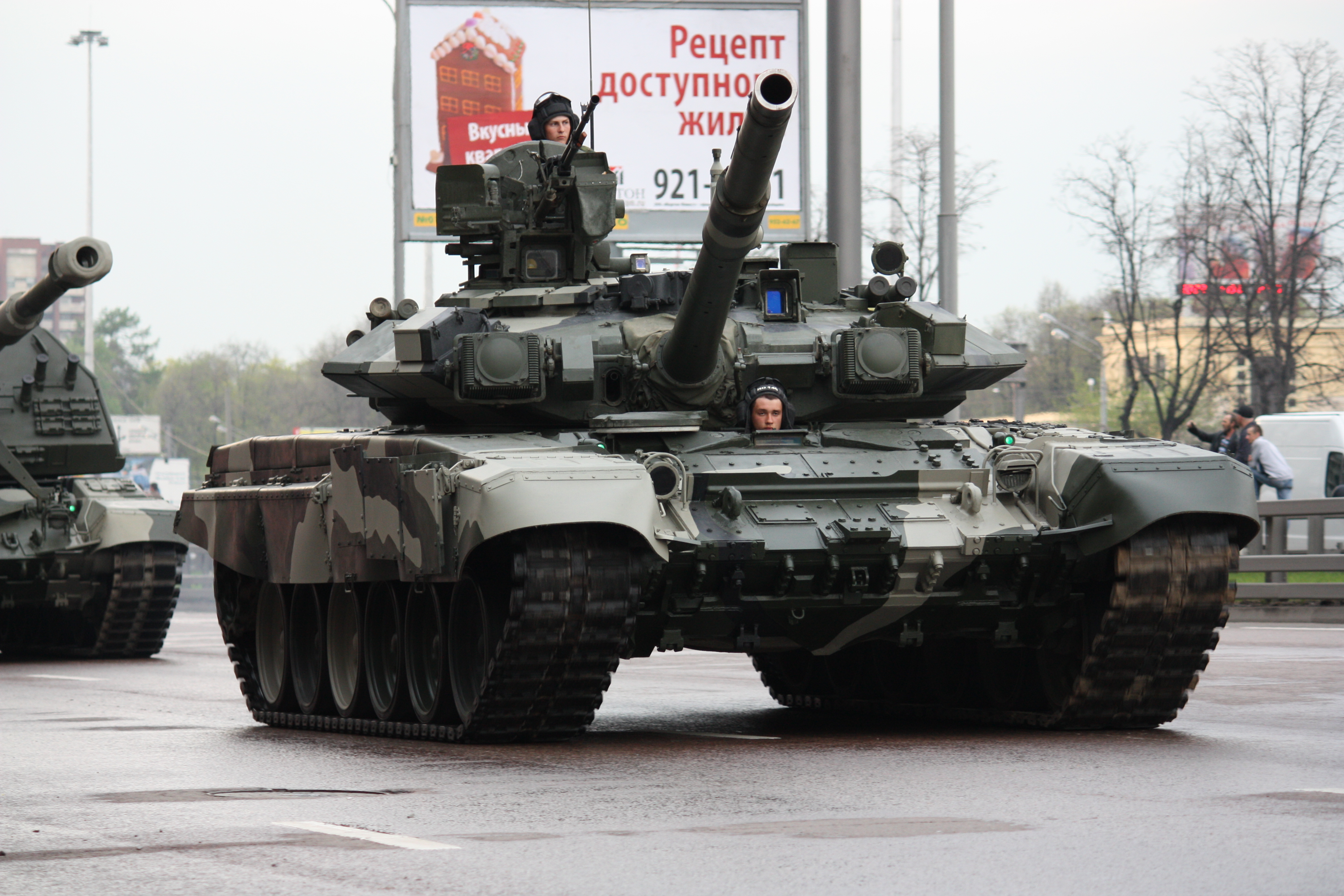
2 đèn hồng ngoại của Shtora-1 gắn 2 bên tháp pháo của T-90

Các phiên bản hiện đại hóa sâu của T-72 (T-72BM Rogatka, T-72B3 và T-90) còn có thể được trang bị hệ thống đo ngăn chặn quang điện tử học TShU-1-7 Shtora-1 (tiếng Nga: Штора-1, có nghĩa là "Bức màn chắn") sản xuất bởi Elektromashina. Shtora được thiết kể để phá hoại sự chỉ định mục tiêu bằng laser và thiết bị đo xa của tên lửa điều khiển chống tăng đang bay đến. Shtora-1 là một thiết bị gây nhiễu âm điện quang (electro-optical), khi hoạt động nó sẽ làm nhiễu quá trình điều khiển đường ngắm bán tự động (semiautomatic command to line of sight - SACLOS) của hệ thống định hướng của tên lửa chống tăng có điều khiển, làm nhiễu máy dò laser và máy chỉ thị mục tiêu của kẻ địch. Shtora-1 có trường quan sát tới 360 độ theo chiều ngang và từ -5 đến +25 độ theo chiều dọc, nó có 12 ống phóng đạn tạo màn khói, cả hệ thống cân nặng 400 kg. Có thể nói Shtora-1 là một hệ thống tiêu diệt mềm hay hệ thống trả đũa, có tác dụng "lái" cho tên lửa của địch bay chệch hướng hoặc khiến xạ thủ ngắm bắn bị "mù" trong một thời gian. Trong Triển lãm quốc phòng quốc tế (IDEX) được tổ chức tại Abu Dhabi năm 1995, hệ thống này lắp đặt vào một xe tăng trưng bày của Nga.
Nguyên lý hoạt động của hệ thống Shtora-1 như sau: Hai đèn hồng ngoại OTShU-7-1, mỗi chiếc ở một bên của tháp pháo, liên tục phát ánh sáng hồng ngoại công suất lớn để làm giả tín hiệu hồng ngoại, khiến hệ thống điều khiển bắn của tên lửa chống tăng nhầm lẫn giữa tín hiệu tên lửa và Shtora, làm nó đưa ra chỉ dẫn sai cho tên lửa dẫn tới việc tên lửa bay chệch hướng. Ngoài ra, khi các cảm biến của hệ thống phát hiện xe tăng đã bị chiếu tia hồng ngoại hoặc laser định vị thì máy tính sẽ tính toán xác định các thông số về hướng chiếu của tia laser, và sau đó sẽ phát lệnh phóng các quả đạn khói về phía đó. Đạn khói nổ sẽ tạo thành màn khói chỉ trong chưa đầy 3 giây kéo dài khoảng 20 giây, phạm vi của màn khói cách xe khoảng 70 mét để che kín xe tăng. Khi gặp màn khói này, tín hiệu điều khiển bằng laser sẽ bị nhiễu và tên lửa sẽ mất điều khiển, nó chỉ còn bay theo quán tính. Trong khi đó, xe tăng tiếp tục cơ động và di chuyển tới vị trí khác, khiến tên lửa trượt mục tiêu.
Khi sử dụng cả Shtora-1 và ARENA-E, T-72 sẽ có khả năng tạo thế phòng thủ 4 lớp: lớp đầu tiên là Shtora-1 gây nhiễu; nếu gây nhiễu không thành công thì lớp phòng thủ thứ 2 là ARENA sẽ đánh chặn quả đạn; nếu việc đánh chặn thất bại thì lớp phòng thủ thứ 3 là giáp phản ứng nổ sẽ làm giảm sức công phá của quả đạn trước khi nó tác động đến lớp phòng thủ thứ 4 là vỏ giáp chính của xe tăng. Khả năng sống sót của xe tăng sẽ tăng lên nhiều lần nhờ sự phối hợp này.

### Hệ thống điều khiển hỏa lực
Tài liệu phương Tây (nhất là vào thời Chiến tranh Lạnh) thường chỉ trích xe tăng T-72 có hệ thống ngắm bắn chất lượng thấp. Điều này một phần là do tuyên truyền chính trị, một phần khác là bởi các phát bắn thiếu chính xác của tổ lái các nước ở châu Á, châu Phi (do các nước này huấn luyện tổ lái sơ sài, áp dụng chiến thuật kém). Một nguyên nhân khác là những mẫu T-72 mà phương Tây thu được thời đó đều chỉ là những phiên bản xuất khẩu bị cắt giảm tính năng (T-72M hoặc T-72M1). Sau thời Chiến tranh Lạnh, khi các thông số của T-72 được công bố rộng rãi, có thể thấy hệ thống ngắm bắn trên T-72 đã được thiết kế tốt, phù hợp cho những chiến thuật được thiết kế và có một số điểm ưu việt hơn so với các xe tăng phương Tây vào thập niên 1970, và vẫn có khả năng nâng cấp rất tốt sau khi các thiết kế mới hơn ra đời.
Tất nhiên, hệ thống ngắm bắn trên T-72 thời đó không hiện đại bằng dòng xe cao cấp T-80, nhưng điều đó là đương nhiên với dòng xe tăng giá rẻ như T-72. Cũng như Liên Xô, quân đội các cường quốc thời đó duy trì 2 dòng vũ khí khác nhau: dòng cao cấp (giá đắt) để sản xuất số lượng nhỏ, và dòng thấp cấp (giá rẻ) để sản xuất số lượng lớn. Hoa Kỳ thời đó cũng trang bị 2 dòng xe tăng: các hệ thống tốt nhất được dành cho dòng xe tăng cao cấp M1 Abrams, trong khi dòng xe tăng M60 Patton chỉ được trang bị các hệ thống kém hơn.

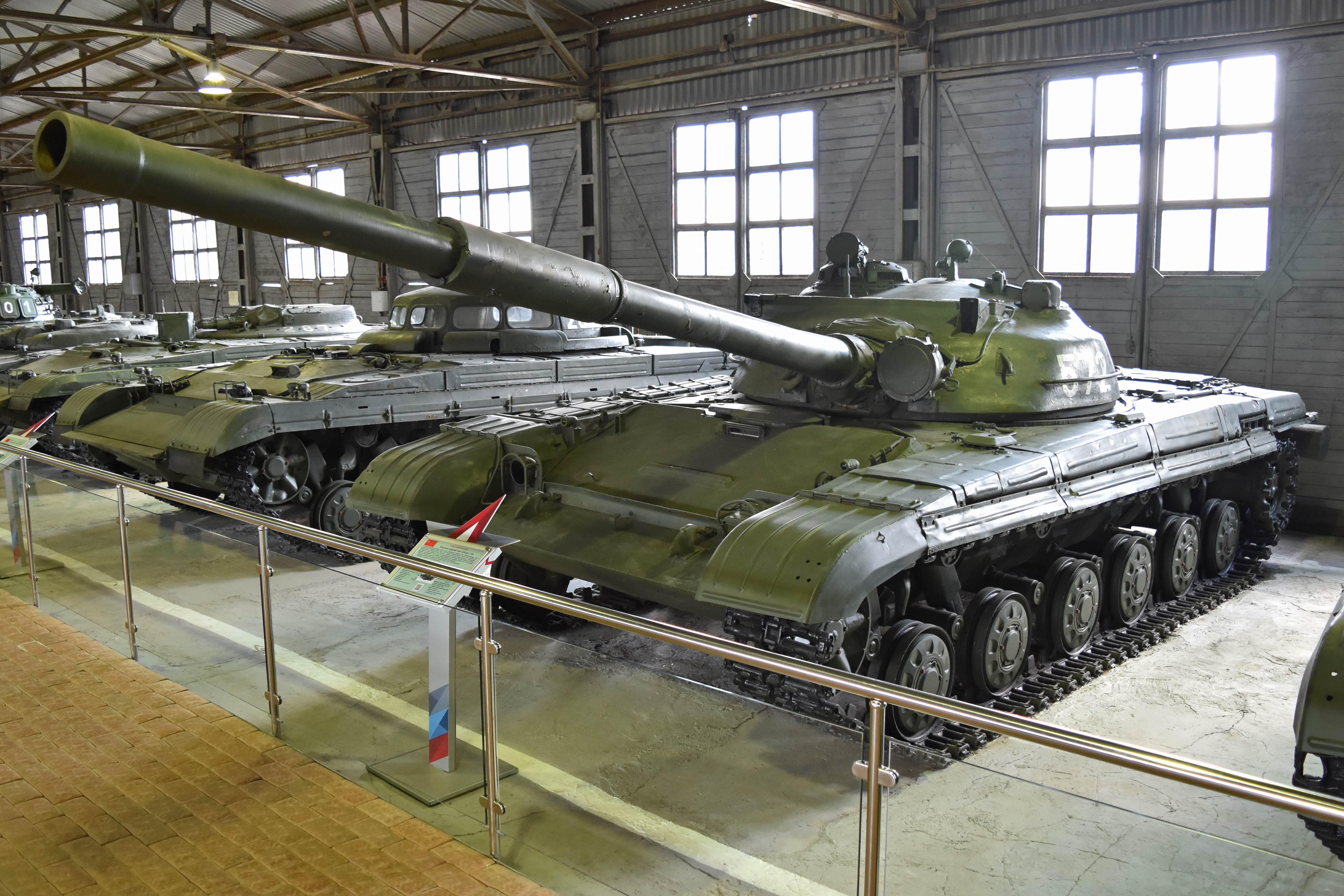
Xe tăng dự án 172 (Object 172), mẫu thử nghiệm đầu tiên của T-72

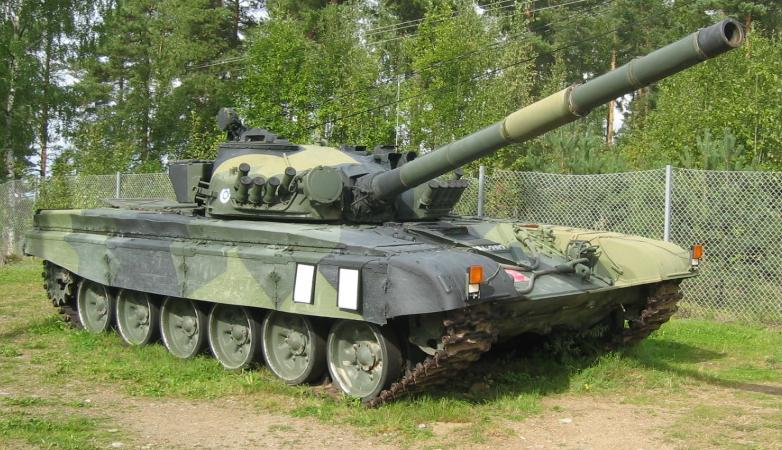
Phiên bản xuất khẩu T-72M1 trong quân đội Phần Lan

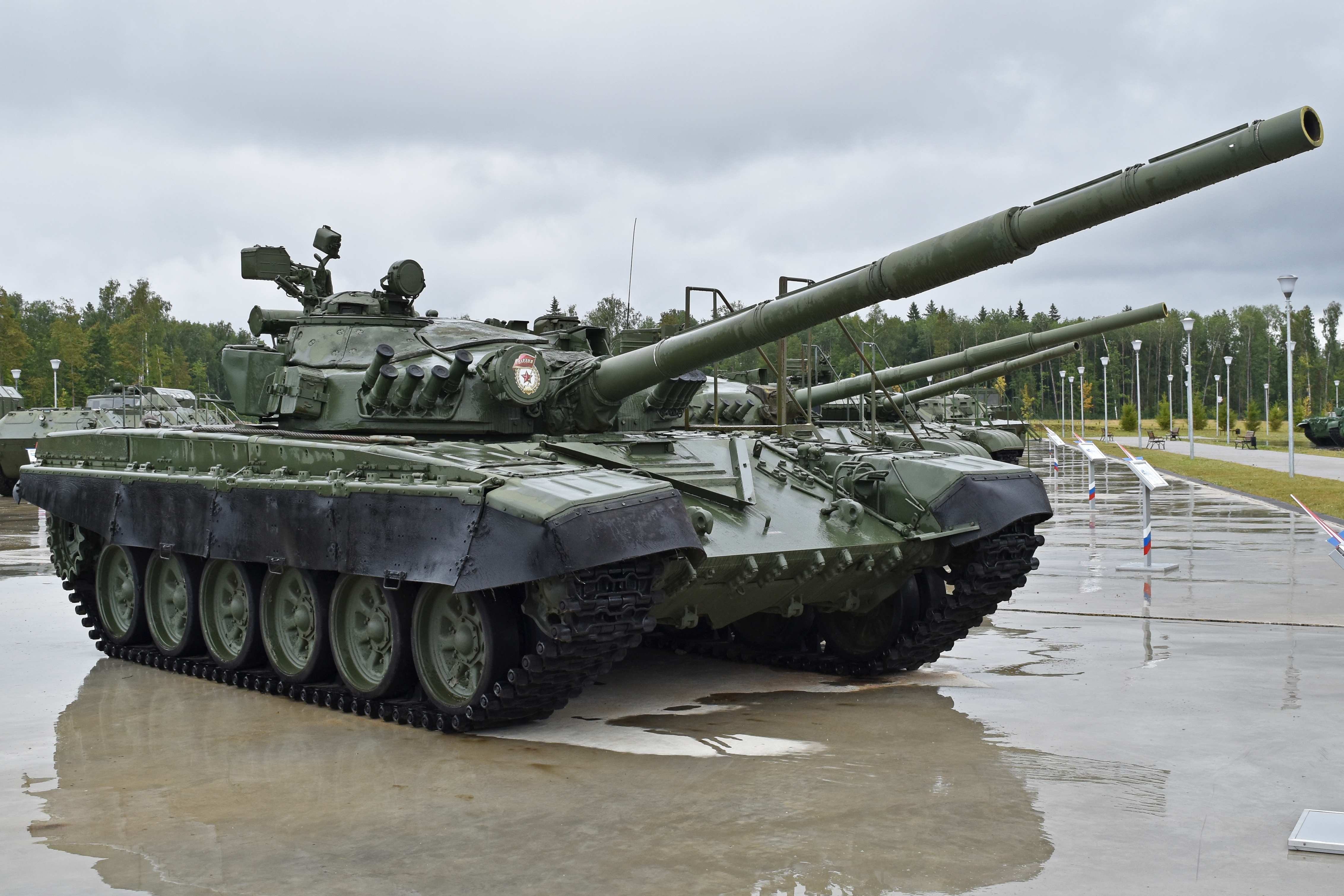
Phiên bản T-72A năm 1979

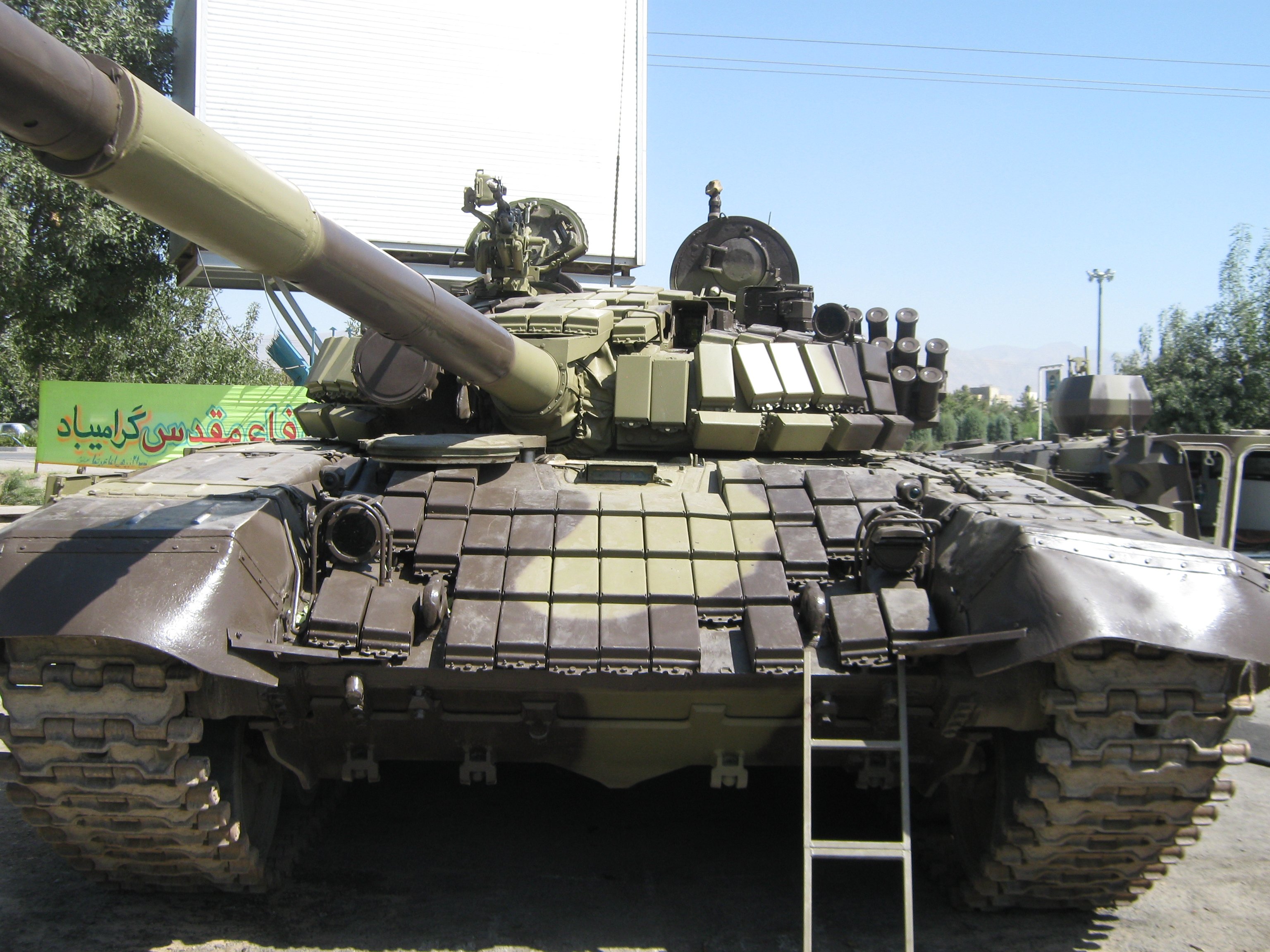
Phiên bản xuất khẩu T-72S được phủ lớp giáp phản ứng nổ thế hệ 1 (loại Kontakt-1)

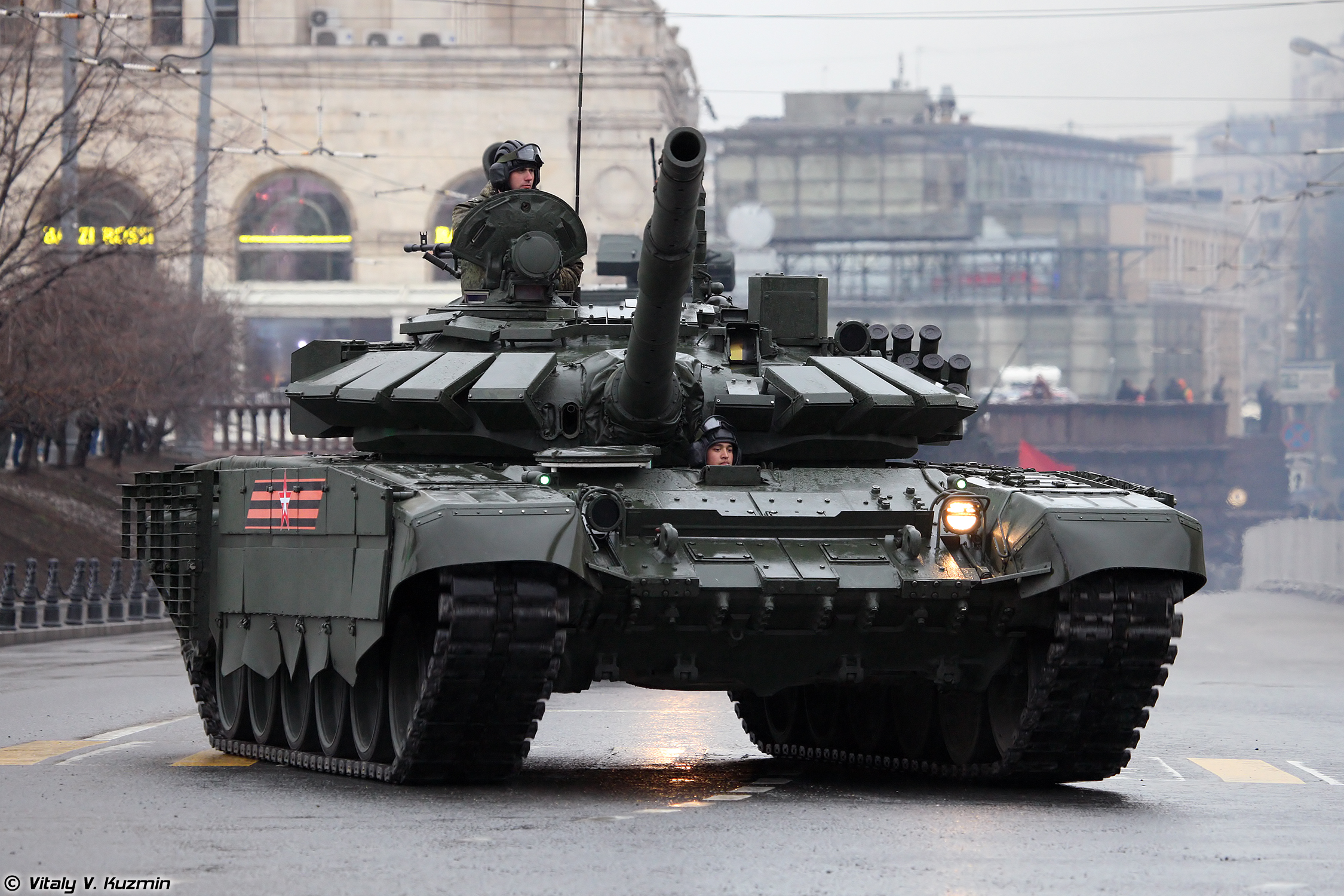
Phiên bản T-72B3M năm 2016

T-72 được trang bị vũ khí và đạn dược giống như T-64, nhưng hệ thống điều khiển hoả lực kém hơn T-64. Để giảm chi phí chế tạo (T-72 là dòng xe tăng giá rẻ sản xuất đại trà), các phiên bản T-72 thập niên 1980 không có hệ thống điều khiển bắn tự động như dòng xe tăng "cao cấp" T-64/T-80. Hệ thống ngắm bắn 1A40-1 tuy đơn giản và đáng tin cậy nhưng không có các tính năng hiện đại như hệ thống điều khiển hỏa lực 1A45 "Irtysh" sử dụng trên T-80U/UD. Đến đầu thập niên 1990, các phiên bản nâng cấp của T-72 là T-72BU và T-90 mới được trang bị hệ thống điều khiển bắn tự động.
Pháo thủ được cung cấp một bản sao của bảng điều khiển chính của người chỉ huy. Bên cạnh việc có thể khởi động hệ thống điều khiển hỏa lực, điều khiển hệ thống thông gió, bật hệ thống chiếu sáng, pháo thủ có thể hoàn toàn kiểm soát hầu hết các thiết bị điện trong xe tăng thay cho người chỉ huy nếu cần thiết. Điều này có nghĩa rằng T-72 về mặt lý thuyết có thể được vận hành chỉ với tổ lái 2 người (nếu người thứ 3 bị thương vong trong chiến đấu).
Phiên bản T-72 đời đầu (năm 1974) được trang bị hệ thống kính tiềm vọng TKN-3M dành cho chỉ huy. TKN-3M có độ phóng đại 5x cố định trong kênh ngày và 3x trong kênh đêm, nó sử dụng công nghệ khuếch đại ánh sáng thế hệ thứ 1, với khả năng nhìn ban đêm ở hai chế độ: thụ động hoặc chủ động (đi kèm đèn hồng ngoại L-2 "Luna" công suất 600 W). Đây là cải tiến đáng kể so với hệ thống nhìn đêm trên T-55 và T-62 (chỉ có chế độ chủ động bằng đèn hồng ngoại). Ưu điểm nổi bật nhất của kính nhìn đêm chế độ thụ động là không cần dùng đèn hồng ngoại nên không phát ra tín hiệu hồng ngoại, giúp xe tăng không bị lộ vị trí. Công nghệ nhìn đêm thụ động là một tính năng mới, khá hiện đại ở xe tăng thập niên 1970. Trong chế độ hoạt động thụ động, với điều kiện đêm tối không trăng và có ánh sao (độ sáng 0,005 lux), một chiếc xe tăng địch có thể được xác định rõ ở cự ly 400 mét (cự ly này có thể tăng thêm vào buổi đêm có ánh trăng).
Phiên bản T-72B (năm 1985) được trang bị hệ thống nhìn đêm TKN-3MK sử dụng công nghệ khuếch đại ánh sáng thế hệ thứ 2. Cự ly quan sát đã tăng lên so với TKN-3M, một chiếc xe tăng địch có thể được xác định rõ ở cự ly 500 mét trong buổi đêm có độ sáng 0,005 lux. Hệ thống này nói chung vẫn kém hơn đáng kể so với các hệ thống nhìn đêm trang bị cho loại xe tăng cao cấp và đắt tiền T-80, nhưng bù lại thì giá thành cũng rẻ hơn nhiều, đây là điều cần thiết để duy trì mức giá rẻ của T-72.
Thiết bị nhìn đêm của T-72 gắn bên phải súng chính thay vì bên trái như T-64. Tuy nhiên, ở mẫu T-72 đầu tiên, nó vẫn nằm bên trái. Thiết bị ngắm 1K13-49 có thể dùng cho hai chức năng: nhìn đêm và làm thiết bị dẫn bắn tên lửa chống tăng qua nòng.
Đối với pháo thủ, phiên bản T-72 đời đầu (năm 1974) được trang bị hệ thống xác định khoảng cách cho pháo thủ bằng hình ảnh quang học lập thể TPD-2-49 (được trang bị cho T-64A vào năm 1967). Nó có độ chính xác ± 200 mét ở khoảng cách 4 km, hoặc ± 30 mét ở phạm vi 1 km. So với xe tăng NATO cùng thời kỳ, TPD-2-49 có tính năng ít nhất là ngang bằng so với thiết bị tương tự trên xe tăng Leopard 1 của Đức, và vượt trội so với hệ thống M17 trên xe tăng M60A1 của Mỹ.
Phiên bản nâng cấp T-72 Model 1976 đã thay thế TPD-2-49 bằng hệ thống TPDK-1 xác định tầm bắn bằng laser, tích hợp với máy tính đạn đạo có thể tính toán đường đạn dựa trên nhiệt độ môi trường xung quanh, nhiệt độ nòng pháo, áp suất khí quyển. Hệ thống này có sai số tối đa 10 mét ở khoảng cách 3 km, hoặc 15 mét ở khoảng cách 4 km. Nó giúp tăng đáng kể khả năng bắn trúng mục tiêu di chuyển ở khoảng cách trên 2.000 mét hoặc xa hơn. Hệ thống TPDK-1 ra đời năm 1974, là thiết bị rất tiên tiến ở thời bấy giờ và vượt trội so với xe tăng phương Tây. Phải tới năm 1978, xe tăng M60A3 của Mỹ mới có hệ thống xác định tầm bắn bằng laser AN/VVG-2. Các xe tăng Leopard 1 của Đức đã không có máy đo xa bằng laser cho đến khi những năm 1980, và các xe tăng của Anh phải đến năm 1988 mới có thiết bị này.
TPDK-1 phát triển để trở thành hệ thống kiểm soát hỏa lực 1A40, nó bắt đầu được dùng trên phiên bản T-72A (từ năm 1982). Hệ thống 1A40 bao gồm kính nhìn đêm kiểu TPN-3-49 và hệ thống điều khiển tên lửa 9K112 Kobra. Nhược điểm của 1A40 là thiếu tính tự động hóa, nên một số thao tác vẫn phải thực hiện thủ công. Ở thời điểm giữa thập niên 1980, hệ thống này đã lạc hậu hơn so với các hệ thống kiểm soát hỏa lực tự động hóa toàn diện trang bị trên T-80 (T-72 không được trang bị để tiết kiệm chi phí chế tạo).
Hệ thống 1A40 được cải tiến tiếp thành 1A40-1 trên T-72B kể từ năm 1985, so với 1A40 thì nó khác ở chỗ có hệ thống ngắm cải tiến TPDK-1M bao gồm máy đo xa laser cải tiến.
Đối với pháo thủ, T-72 các phiên bản đời đầu cũng như các phiên bản xuất khẩu (ngoại trừ T-72S) được trang bị kính ngắm đêm TPN-1-49-23 (hệ thống này từng được trang bị cho T-64B vào năm 1976). TPN-1-49-23 có thể được sử dụng trong chế độ khuếch đại ánh sáng thụ động hoặc ở chế độ chủ động, nhờ ánh sáng phát ra từ đèn chiếu hồng ngoại L-2AG "Luna-2". Cự ly phát hiện xe tăng trong buổi đêm có độ sáng 0,005 lux là 800 - 1.300 mét với đèn hồng ngoại chủ động hoặc 500 - 800 mét với chế độ thụ động (có thể đạt 1.000 mét vào đêm trăng, và khoảng hơn 1.300 m trong buổi tối chạng vạng). Các phiên bản nâng cấp T-72A, T-72B thì được trang bị kính ngắm đêm tiên tiến hơn là TPN-3-49, cự ly phát hiện xe tăng trong buổi đêm có độ sáng 0,005 lux tăng lên 800 mét (với chế độ thụ động) hoặc 1.300 mét (với đèn hồng ngoại chủ động). Nhìn chung, cự ly phát hiện mục tiêu ban đêm của T-72A, T-72B kém hơn xe tăng T-80U (đạt 1.500 - 1.700 mét ở chế độ thụ động), M60A3 của Mỹ (đạt 1.300 mét ở chế độ thụ động), nhưng cao hơn so với xe tăng Chieftain MK-3 của Anh.
Các phiên bản T-72 hạ cấp (bị cắt giảm tính năng) dành cho xuất khẩu như T-72M, T-72M1 thường không có hệ thống thiết bị xác định tầm bắn bằng laser, cũng thường chỉ được kính ngắm ban đêm kiểu cũ, tức là không có cải tiến gì nhiều so với T-62 đời đầu, và thậm chí còn kém hơn so với phiên bản T-62M của quân đội Liên Xô. Vì vậy, khả năng tác chiến ban đêm và bắn trúng mục tiêu ở cự ly xa của T-72M/T-72M1 sẽ kém hơn nhiều so với T-72A/T-72B (các phiên bản cao cấp dành riêng cho quân đội Liên Xô). Về sau, một số nước đã tự nâng cấp, mua bổ sung các thiết bị này để nâng cao khả năng chiến đấu cho T-72 của nước mình.
Các phiên bản T-72 hiện đại hóa vào đầu thế kỷ 21 thường loại bỏ các hệ thống ngắm bắn, nhìn đêm đã cũ để thay bằng các thiết bị mới (nguồn cung có thể đến từ nhiều nước khác nhau, tính năng cũng khác nhau), ví dụ như Agava-2 của Nga, SAGEM-produced ALIS của Pháp, các thiết bị này có thể dùng để dẫn bắn tên lửa chống tăng vào ban đêm. Ví dụ như phiên bản T-72B3 của Nga (năm 2011) và một số phiên bản T-72 xuất khẩu được trang bị hệ thống điều khiển hỏa lực SOSNA-U, nó sử dụng camera ảnh nhiệt thế hệ thứ 2 Catherine-FC do Pháp thiết kế, máy tính đạn đạo và con quay hồi chuyển kiểu mới. Trong điều kiện địa hình bằng phẳng, SOSNA-U có thể được xác định mục tiêu xe tăng ở khoảng cách 10,5 km vào ban ngày, và lên tới 3,3 km vào ban đêm thông qua thiết bị ảnh nhiệt.
Năm 2016, quân đội Nga cũng giới thiệu hệ thống nhìn đêm nội địa là "IRBIS-K" do hãng Krasnogorsky Zavod sản xuất, nó có cự ly phát hiện xe tăng đối phương là khoảng 3.240 - 4.000 mét, nó sẽ thay thế camera ảnh nhiệt Catherine-FC trong những xe T-72B3M của quân đội Nga (để không bị phụ thuộc vào nguồn cung nhập khẩu).

### Vũ khí

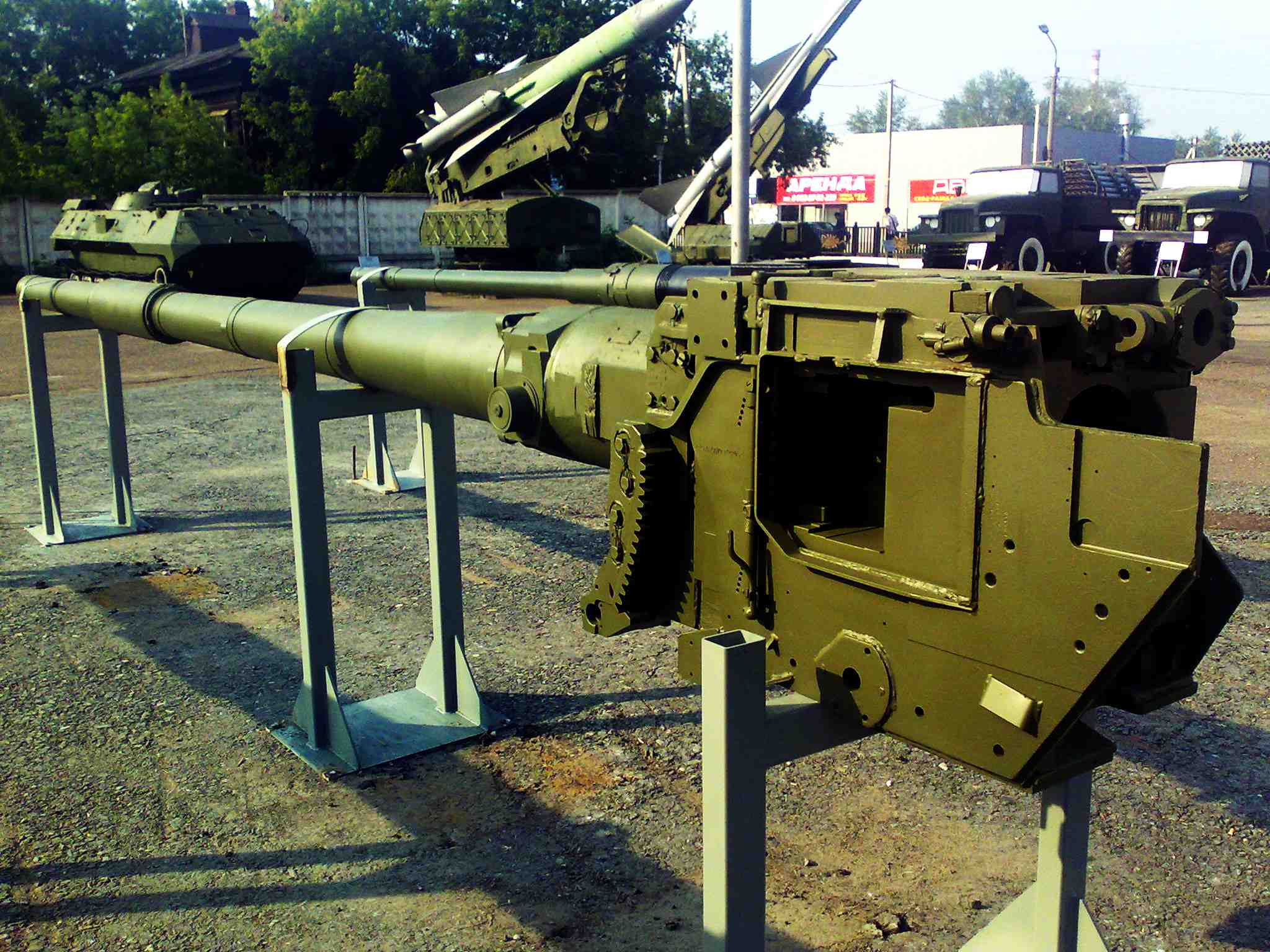
Pháo nòng trơn 125 ly 2A46-M1 trưng bày tại bảo tàng nhà máy xe tăng Motovilikha.

Vũ khí chính của các phiên bản T-72 đều là pháo nòng trơn 125 ly, tuy nhiên khẩu pháo này được cải tiến liên tục. Các phiên bản đầu được trang bị loại pháo 2A26-M2 (tên khác là D-81T), trong khi các phiên bản sau (T-72A model 1979) được trang bị loại pháo 2A46 (tên khác là D-81TM). So với D-81T, loại 2A46 có khả năng bắn chính xác hơn (do được bọc ốp cách nhiệt làm giảm độ cong nòng) và tuổi thọ nòng pháo cao hơn (800 phát so với 600 phát bắn sử dụng liều phóng tối đa), đồng thời có thể dễ dàng tháo gỡ khỏi tháp pháo để sửa chữa ngay cả trong điều kiện chiến trường. Kể từ năm 1981, T-72A được trang bị kiểu pháo mới 2A46M, nó có độ chính xác tăng thêm 50% so với 2A46, áp suất buồng đốt tăng từ 450 Bar lên 510 Bar để bắn được đạn APFSDS kiểu mới. Phiên bản T-72B thì trang bị loại 2A46-M1, T-72S là 2A46-M4. Đến phiên bản T-72B3 thì sử dụng pháo 2A46-M5, có tuổi thọ nòng được nâng cao thêm nữa (đạt 1.200 phát bắn), áp suất buồng đốt tăng lên 608 Bar để bắn được đạn APFSDS kiểu mới, độ tản mát của đạn giảm 15-20%, và độ chính xác khi bắn trong lúc di chuyển đã tăng 1,7 lần
Các khẩu pháo 2A26-M2 chỉ có thể chịu được 160 đến 170 phát đạn APFSDS trước khi trở nên không an toàn để bắn. Pháo 2A46-M2 trên T-72B có thể bắn được 220 đạn APFSDS hiện đại (có động năng cao), khẩu pháo 2A46-M5 thì có thể chịu được tới 500 phát bắn với loại đạn này.

Bố trí bên trong của T-72ː 1 - Lái xe; 2 - Trưởng xe; 3 - Pháo thủ; 4 - Hệ thống nạp đạn tự động.

Khẩu pháo có thể nâng lên +14 độ hoặc hạ thấp -6 độ khi hướng về trước. Bởi tháp pháo nhỏ và thấp nên góc hạ nòng của T-72 thường thấp hơn so với xe tăng phương Tây (xe tăng phương Tây có thể hạ nòng khoảng 8-10 độ). Phương Tây cho rằng đây là nhược điểm, bởi xe tăng sẽ không tận dụng được chiến thuật "Hull-Down" (nấp thân xe sau mô đất dốc, chỉ để hở một phần tháp pháo) khi phòng thủ. Tuy nhiên, các nhà thiết kế Liên Xô không xem đây là một nhược điểm, mà thực sự đó là đặc điểm đáng giá để giúp thu nhỏ tháp pháo. Bởi phương thức tác chiến chủ yếu của xe tăng không phải là phòng ngự mà là cơ động tấn công, tháp pháo nhỏ sẽ giúp giảm đáng kể xác suất trúng đạn khi tác chiến vận động. Nhiệm vụ ẩn nấp phòng ngự là của lực lượng pháo tự hành chống tăng chứ không phải là của xe tăng. Ngoài ra, nếu bắt buộc phải bố trí phòng thủ (vốn ít khi diễn ra) thì T-72 vẫn hoàn toàn có thể dùng lưỡi ủi đất (gắn trước thân xe) để tự đào hố ẩn nấp kiểu "Hull-Down" chỉ trong vài phút.
Trong thiết kế của T-72 có áp dụng giải pháp đột phá của T-64 là hệ thống nạp đạn tự động, giúp làm giảm số thành viên trong tổ lái từ 4 người của T-62 xuống còn 3 người, đồng thời giúp giảm kích thước tháp pháo (điều này giúp xe khó bị trúng đạn hơn cũng như làm giảm bớt khối lượng xe tăng). Dù mang pháo mạnh, giáp dày hơn hơn nhưng tháp pháo của T-72 lại nhỏ hơn T-62, điều này rất có lợi trong chiến đấu (xe khó bị trúng đạn và dễ ẩn nấp hơn).

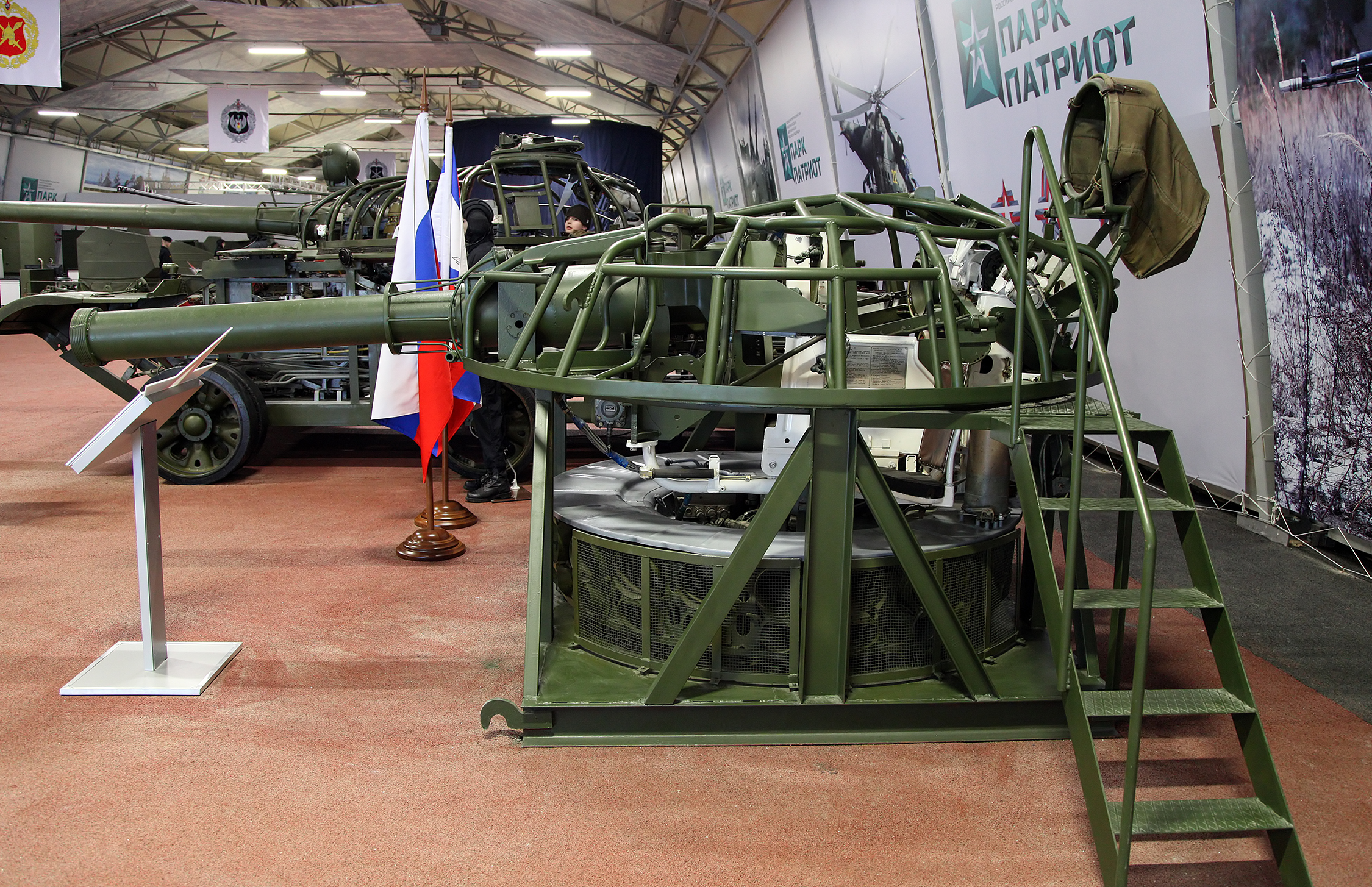
Hệ thống nạp tự động T-72.

T-72 không dùng thiết bị nạp đạn hiện đại (nhưng phức tạp và đắt) của T-64 và T-80 (T-72 dùng hệ thống nạp ngang, còn T-64 dùng hệ thống phát động dọc). Tốc độ nạp vẫn tốt (6,5-8 giây/viên, tùy vị trí ổ quay) nhưng độ tin cậy thấp hơn, dễ có trục trặc nếu bảo dưỡng kém. Thiết bị tự nạp sẽ đẩy nòng súng lên cao 3 độ nhằm ấn đuôi nòng xuống để nạp đạn, nhưng không ảnh hưởng đến tầm ngắm độc lập của pháo thủ. Nói chung việc nạp đạn cũng không gây nhiều phiền hà, và vỏ đạn cũng dễ cầm hơn.
Pháo chính của các phiên bản T-72 là giống nhau về cỡ nòng, nhưng sức mạnh hỏa lực giữa các phiên bản thì rất khác nhau tùy theo hệ thống điều khiển hỏa lực và loại đạn sử dụng. ở thời điểm cuối thập niên 1980, những phiên bản của T-72 có thể chia làm ba nhóm:
- Các xe T-72 phiên bản cấp thấp dành cho xuất khẩu và bị cắt giảm tính năng để tránh bị lộ công nghệ (T-72M, T-72M1): Các phiên bản này thường chỉ được trang bị loại đạn 3BM9 lõi bằng thép cứng chế tạo năm 1962, có thể bắn xuyên 290mm thép ở cự ly 2.000 mét (đủ sức bắn xuyên giáp trước các loại xe tăng phương Tây thập niên 1970 như M60 Patton, Leopard 1...). Hệ thống điều khiển hỏa lực cũng bị cắt giảm, chỉ ở mức tối thiểu (chỉ có kính ngắm đêm thế hệ đầu, không có máy tính đạn đạo, máy đo xa laser).
- Các xe T-72 phiên bản trung cấp dành cho những nước đồng minh thân cận ở Đông Âu (như Ba Lan, Đông Đức, Tiệp Khắc...) thì có thể được trang bị loại đạn tiên tiến hơn (lõi bằng thép-niken-tungsten) như 3BM22 chế tạo năm 1976 (có thể bắn xuyên 430mm thép ở cự ly 2.000 mét), hoặc 3BM26 chế tạo năm 1983 (có thể bắn xuyên 450mm thép ở cự ly 2.000 mét), đủ sức bắn hạ các loại xe tăng phương Tây ở thập niên 1980 như M1A1, Leopard 2A1).Tên lửa 9M119F1 Invar-M

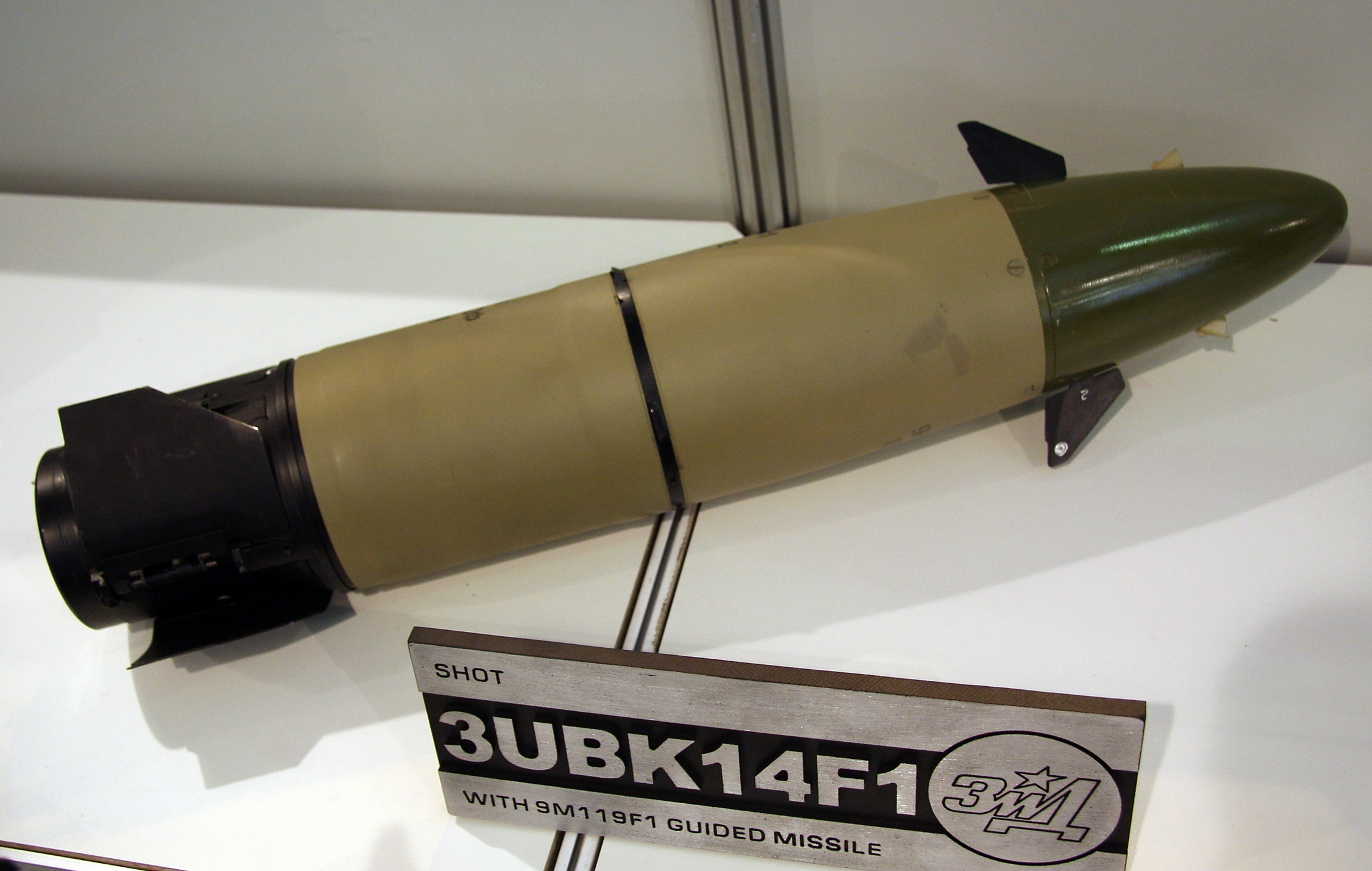
Tên lửa 9M119F1 Invar-M

- Các xe T-72 phiên bản cao cấp dành cho quân đội Liên Xô (T-72A, T-72B) thì được trang bị hai loại đạn cao cấp: loại 3BM32 lõi bằng uranium nghèo (chế tạo năm 1985) có thể bắn xuyên 560mm thép ở cự ly 2.000 mét, hoặc loại 3BM42 lõi bằng tungsten (chế tạo năm 1986) có thể bắn xuyên 500mm thép ở cự ly 2.000 mét[25], đủ sức bắn xuyên giáp trước các loại xe tăng hiện đại nhất của phương Tây ở đầu thập niên 1990 như M1A1 HA/HC, Leopard 2A4. Hệ thống điều khiển hỏa lực khá hiện đại theo tiêu chuẩn thời bấy giờ (có kính ngắm đêm dùng bộ khuếch đại ánh sáng thế hệ 3, máy tính đạn đạo, máy đo xa laser))

Sau này, Nga tiếp tục cải tiến và cho ra đời những loại đạn 125mm mới. Đạn xuyên giáp động năng kiểu mới 3BM-69 (lõi bằng uranium nghèo) hoặc 3BM-70 (lõi bằng tungsten) chế tạo năm 2005 có thể xuyên thủng 800 - 900mm thép cán tiêu chuẩn ở cự ly 2.000m, có khả năng xuyên thủng giáp trước của các loại xe tăng hiện đại nhất của phương Tây ở thập niên 2010 như M1A2, Leopard 2A7... từ khoảng cách 1.500 tới 3.000 mét.

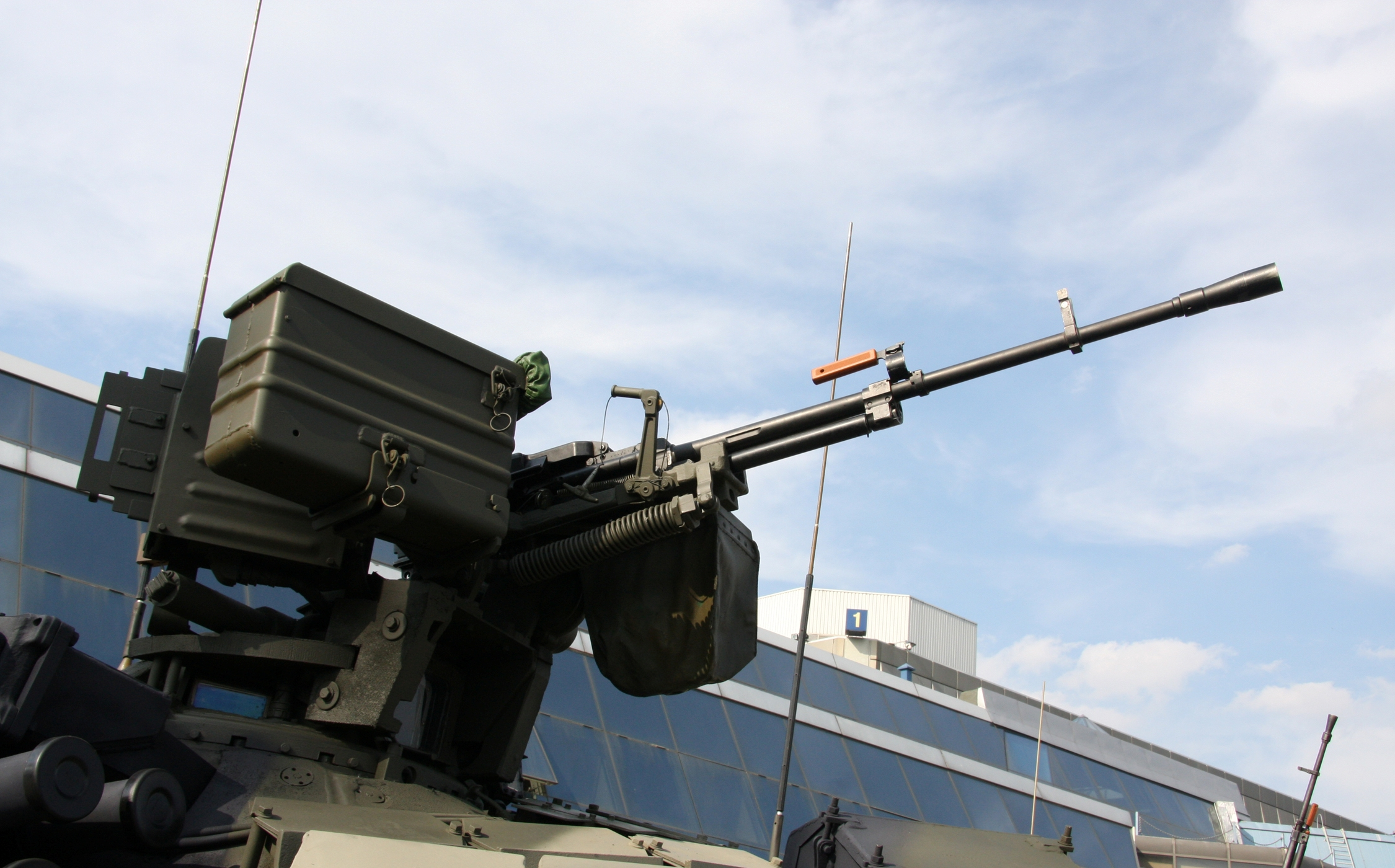
Súng máy NSVT 12,7mm gắn trên nóc xe tăng T-72 có thể điều khiển từ bên trong xe

Các phiên bản T-72 chất lượng cao dành riêng cho quân đội Liên Xô (T-72B trở về sau) còn có khả năng phóng tên lửa chống tăng 9M119 Svir qua nòng pháo để tiêu diệt mục tiêu từ cự ly xa. Hệ thống điều khiển hỏa lực hiện đại kết hợp với 9M119 Svir cho phép T-72B có thể tấn công và tiêu diệt các loại xe cơ giới và máy bay trực thăng trước khi những thứ này kịp tấn công lại T-72B. Nó có thể vừa di chuyển với vận tốc 30 km/h vừa có thể tiêu diệt xe tăng địch từ cự ly tới 5–6 km với độ chính xác đạt trên 90%, kể cả khi xe tăng địch đang di chuyển với vận tốc 70 km/h (trong khi xe tăng dùng đạn pháo thông thường rất khó có thể bắn trúng mục tiêu di động ở khoảng cách trên 2.500 mét)). Trong một cuộc thử nghiệm cấp Nhà nước năm 1999, 24 tên lửa 9M119 đã được bắn vào các mục tiêu trong cự ly 4–5 km và tất cả chúng đều trúng mục tiêu (tất cả những phát bắn tên lửa được thực hiện bởi các kíp lái thiếu kinh nghiệm). Trong cuộc triển lãm ở Abu Dhabi, một xạ thủ có kinh nghiệm đã bắn 52 tên lửa ở khoảng cách 5 km và tất cả các tên lửa đều trúng mục tiêu
Trong tương lai, theo thông báo tại Russian Expo Arms-2008 của ông Sergei Maev, lãnh đạo Rosoboronexport, T-72 cải tiến sẽ còn được trang bị hỏa lực mạnh hơn với loại tên lửa cải tiến có tầm bắn đạt 6–7 km.
Ngoài ra, T-72 có thể trang bị thêm đạn xuyên giáp BK-27 HEAT (đạn nổ mạnh chống tăng), loại đạn mới phát triển gần đây có thêm mũi 3 cạnh tăng khả năng xuyên giáp quy ước và giáp ERA. Đạn BK-29 với đầu đạn cứng dùng để đối phó với giáp cảm ứng, đạn MP nổ văng mảnh thì dùng để sát thương bộ binh. Nếu đạn BK-29 HEAT-MP được sử dụng thì nó có thể thay thế hoặc bổ sung cho loại đạn Frag-HE (hiện đang được NATO dùng). Tầm bắn tối đa của pháo là 9,1 km, của tên lửa là 5–6 km.
Ngoài ra, hệ thống kích nổ Ainet cũng được lắp đặt trên T-72 cải tiến (T-72B2/B3), để cho phép kích nổ loại đạn ghém HE-FRAG sau khi nó bay được một đoạn đường nhất định, quãng đường này quyết định bởi hệ thống đo khoảng cách bằng laser do pháo thủ sử dụng. Hệ thống này giúp làm tăng khả năng chống bộ binh và chống trực thăng của T-72.
Trang bị vũ khí thứ hai gồm một đại liên đồng trục 7,62mm PKT và một đại liên NSV 12,7mm gắn trên nóc xe để đối phó với các mục tiêu trên không và trên bộ (vào cuối thập niên 1990, NSV được thay thế bằng đại liên Kord). Đại liên phòng không được điều khiển từ xa ở trong xe (đây là công nghệ mà T-72 được thừa hưởng từ T-64), vì vậy có thể được xạ thủ ngắm bắn khi đang ngồi phía trong xe tăng mà không cần phải nhô người ra ngoài tháp pháo, giúp giảm khả năng thương vong cho xạ thủ (ở các thế hệ xe tăng cũ như T-54 và T-62, muốn ngắm bắn khẩu đại liên 12,7mm thì xạ thủ phải mở nắp xe và nhô người ra ngoài bắn súng bằng thủ công, nên dễ bị trúng đạn của đối phương và còn khiến xe bị hở nắp). Súng NSV có tốc độ bắn 650-750 viên/phút, tầm bắn xa nhất 2 km, tầm bắn hiệu quả là 1600 mét và có khả năng tấn công các mục tiêu trên không có tốc độ bay từ 100 – 300 m/s, số đạn 12,7mm trên xe là chừng 300 viên. Đại liên đồng trục PKT hoặc PKMT cỡ 7,62 ly có khối lượng 10,5 kg, số đạn dược của nó là khoảng 2.000 viên (8 băng đạn với 250 viên/băng, mỗi băng đạn nặng chừng 9,5 kg). Ngoài ra T-90 còn được trang bị súng ngắn và 10 quả lựu đạn F-1 đặt ở phía trong khoang xe để tổ lái sử dụng trong trường hợp phải rời khỏi xe tăng và ra ngoài.

### Các dự án hiện đại hóa
Cuối thập niên 1980, phương Tây cho ra đời các loại xe tăng mới như Leopard 2A4 của Đức, M1A1HA của Mỹ... Để duy trì ưu thế kỹ thuật, Liên Xô đề ra 2 dự án hiện đại hóa chiếc T-72B và được tiến hành song song, bao gồm:
- Object 187 (Dự án 187, còn gọi là T-72BI): Đây là phiên bản bản hiện đại hóa toàn diện của T-72B. Xe tăng được trang bị khẩu pháo mới 125mm 2A66, có thể bắn được đạn mạnh hơn loại 2A46M của T-72B. Động cơ được thay mới bằng loại 1200 mã lực, mạnh hơn đáng kể so với động cơ 840 mã lực của T-72B. Đặc biệt, T-72BI tập trung vào việc tăng mức độ của vỏ giáp lên mức cực cao, bằng cách sử dụng tháp pháo hàn kiểu mới, dùng nhiều hơn lớp giáp composite và giáp gốm mật độ cao cho tháp pháo và mặt trước thân, cùng bộ giáp giáp phản ứng nổ kiểu mới thế hệ thứ 3 (nguyên mẫu của loại giáp Relikt trên T-90MS sau này), và hệ thống bảo vệ chủ động Shtora-1. Trọng lượng xe tăng vào khoảng 50 tấn. Độ dày của vỏ giáp trước tương đương 900 - 950mm thép cán tiêu chuẩn, cùng với giáp phản ứng nổ thế hệ 3 sẽ làm tăng chỉ số này thêm ít nhất là 50%. Mức bảo vệ này thậm chí vượt qua tất cả các xe tăng hiện đại trên thế giới vào thập niên 2010 (cho tới khi T-14 Armata ra đời), hoàn toàn đủ sức chống lại mọi loại đạn pháo cỡ 120mm trên xe tăng phương Tây.
- Object 188 (Dự án 188, còn gọi là T-72BU): Đây là phiên bản bản cải tiến ít tham vọng hơn so với T-72BI. Về cơ bản, nó là T-72B được cải tiến các thiết bị điện tử, điều khiển hỏa lực... bằng các công nghệ trên xe tăng T-80U. Động cơ và pháo chính vẫn giữ nguyên.

Đến năm 1991, đã có 6 mẫu thử của T-72BI được chế tạo, các thử nghiệm cho thấy nó có tiềm năng rất lớn. Nếu được sản xuất, đây chắc chắn sẽ là loại xe tăng hiện đại nhất thế giới, không có đối thủ ngang tầm từ phương Tây. Tuy nhiên, việc Liên Xô tan rã khiến kinh phí quốc phòng bị cắt giảm, và chương trình T-72BI bị đình chỉ. Quân đội Nga quyết định lựa chọn T-72BU là dự án được tiếp tục do nó đòi hỏi ít kinh phí hơn. Về sau, dự án này đã phát triển thành loại xe tăng T-90.

## Lịch sử chiến đấu

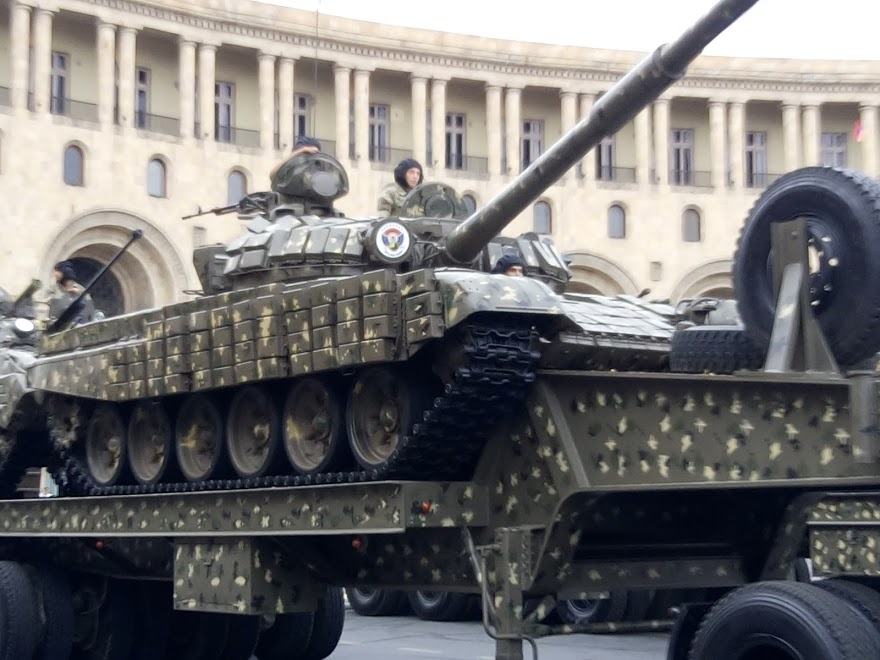
T-72 của Lực lượng vũ trang Armenia tại cuộc duyệt binh ở Yerevan.

- Chiến tranh Iran-Iraq (1980-1988),
- Chiến tranh Liban (1982),
- Xung đột Chad-Libya  (1987 - 1990),
- Sứ mệnh gìn giữ hòa bình của Ấn Độ ở Sri Lanka (1987 - 1990),
- Chiến dịch Gìn giữ hòa bình Liên Hợp Quốc tại Somalia,
- Chiến tranh vùng Vịnh (1990-1991),
- Cuộc đảo chính Xô viết năm 1991,
- Chiến tranh Nagorno-Karabakh (1991 - 1994),
- Chiến tranh Bosnia (1992-1995),
- Nội chiến ở Tajikistan (1992-1995),
- Chiến tranh Chechnya lần thứ nhất (1994-1996),
- Chiến tranh Chechnya lần thứ hai (1999-2002),
- Chiến tranh Kosovo  (1998 - 1999),T-72A Aslan của Lực lượng vũ trang Azerbaijan tại cuộc duyệt binh năm 2013 ở Baku.
- Chiến tranh Iraq (2003),

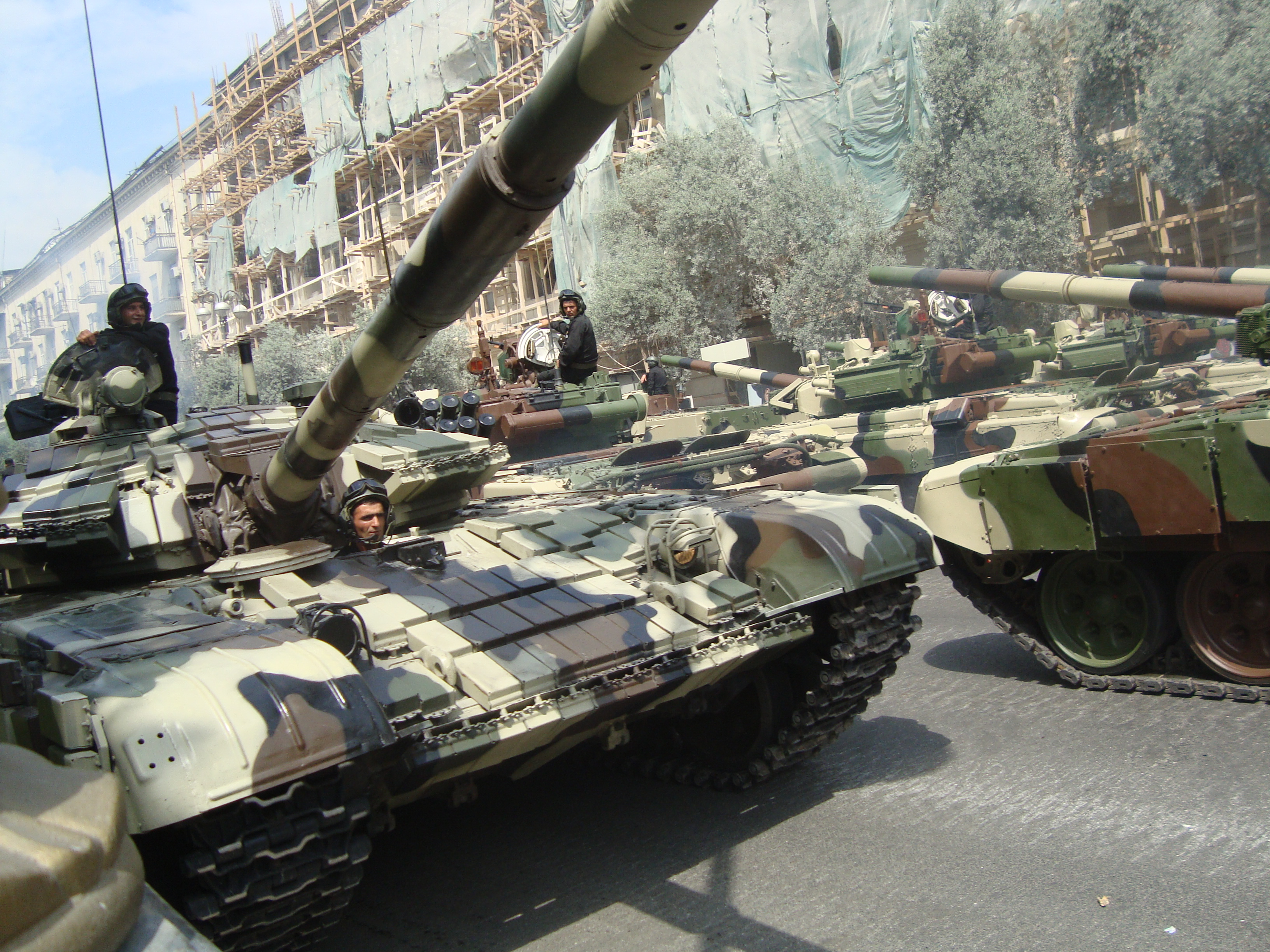
T-72A Aslan của Lực lượng vũ trang Azerbaijan tại cuộc duyệt binh năm 2013 ở Baku.

- Hành động khủng bố ở Beslan (2004),
- Chiến tranh Nam Ossetia 2008,
- Nội chiến Libya (2011),
- Xung đột biên giới giữa Sudan và Nam Sudan (2012),
- Chiến tranh Donbas,
- Nội chiến Syria (2011 - nay),
- Chiến tranh Nagorno-Karabakh 2020.
- Cuộc tấn công của Nga vào Ukraina 2022

### Chiến tranh Liban(1982)
Lần đầu tiên T-72 được sử dụng trong chiến trận vào năm 1982 để chống lại cuộc xâm chiếm quân sự của Israel vào Liban. Ở thời điểm này, quân đội Syria có khoảng 150 xe tăng T-72 Ural mua của Liên Xô năm 1979 (những chiếc tăng này được Syria gọi là loại T-79, trong đó con số 79 thể hiện năm nhận hàng). Trong số 150 xe tăng này, Syria chỉ huy động một số lượng nhỏ để chiến đấu chống lại Israel, còn phần lớn được trang bị cho các đơn vị dự bị chiến lược nên không tham chiến.
T-72 Ural chỉ là phiên bản đầu tiên của T-72, xe không có giáp composite, không có thiết bị đo xa laser, chỉ có kính nhìn đêm đời đầu, cũng không được trang bị loại đạn xuyên giáp kiểu mới, tên lửa chống tăng bắn qua nòng pháo 9M119 Svir (NATO: AT-11 Sniper) và hệ thống bảo vệ Drozd. Tuy nhiên, các xe tăng T-72 Ural của Syria vẫn chứng minh sự vượt trội của mình trước kỹ thuật thiết giáp phương Tây mà Israel trang bị (gồm chủ yếu là các loại M48 Patton và M60 của Mỹ, và loại Magach do Israel cải tiến dựa trên M48 và M60). Sự thể hiện nằm ở khả năng cơ động lớn, sự phòng thủ cao và hỏa lực mạnh của các xe tăng T-72. Pháo 105mm trên xe tăng Centurion, M60 và Magach, loại pháo tăng chủ yếu của phương Tây thời điểm đó, đã không thể xuyên được giáp trước của T-72 Ural kể cả từ cự ly gần. Trên các tấm giáp đầu của một vài chiếc T-72 đã đếm được khoảng 10 vết lõm từ đạn xuyên giáp của địch. Mặc dù vậy, các phát đạn không xuyên qua được vỏ giáp, xe tăng vẫn duy trì được khả năng chiến đấu và không bị loại khỏi vòng chiến. Ngược lại, đạn pháo 125mm trên T-72 đủ khả năng bắn xuyên giáp trước xe tăng địch ở tầm xa 1.500 mét hoặc thậm chí xa hơn, kể cả với loại xe tăng Magach được trang bị giáp phản ứng nổ Blazer. Theo lời từ một sĩ quan Liên Xô làm cố vấn trong quân đội Syria, sau khi bị trúng đạn 125mm từ cự ly khoảng 1.200 mét, tháp pháo của xe tăng Israel đã bị vỡ tung từ đốc pháo. Theo tài liệu của Syria, các xe tăng T-72 của họ đã tiêu diệt 33 xe tăng địch mà không chịu tổn thất nào (11 xe T-72 bị mất trong cuộc chiến đều là do bị bộ binh Israel trang bị tên lửa chống tăng BGM-71 TOW phục kích trên núi bắn vào nóc xe).
Sau cuộc chiến, Syria đã tặng cho Liên Xô 1 chiếc xe tăng Magach tịch thu được của Israel để Liên Xô nghiên cứu các công nghệ trên xe tăng phương Tây, một nước đi khiến tình đồng chí càng thêm nồng thắm. Đổi lại, Liên Xô đã ưu ái xuất khẩu 300 chiếc T-72A cho Syria. Đây là phiên bản T-72 cao cấp vốn dành riêng cho quân đội Liên Xô, và ngay cả các nước trong Khối hiệp ước Warsaw khi đó cũng chỉ được mua những chiếc T-72M1, một phiên bản "hạ cấp" của T-72A (đến năm 1996, nước duy nhất không thuộc Liên Xô cũ là Hungary mới mua được T-72A từ Belarus). Tại Syria, những chiếc tăng này được biết đến là loại T-82, trong đó 82 thể hiện năm nhận hàng.
Sau cuộc chiến, Tổng thống Syria Hafez al-Assad đã ca ngợi T-72 là "xe tăng tốt nhất trên thế giới", nhấn mạnh rằng không có chiếc T-72 nào bị xe tăng Israel phá hủy trong cuộc chiến

### Chiến tranh Iran-Iraq(1980-1988)

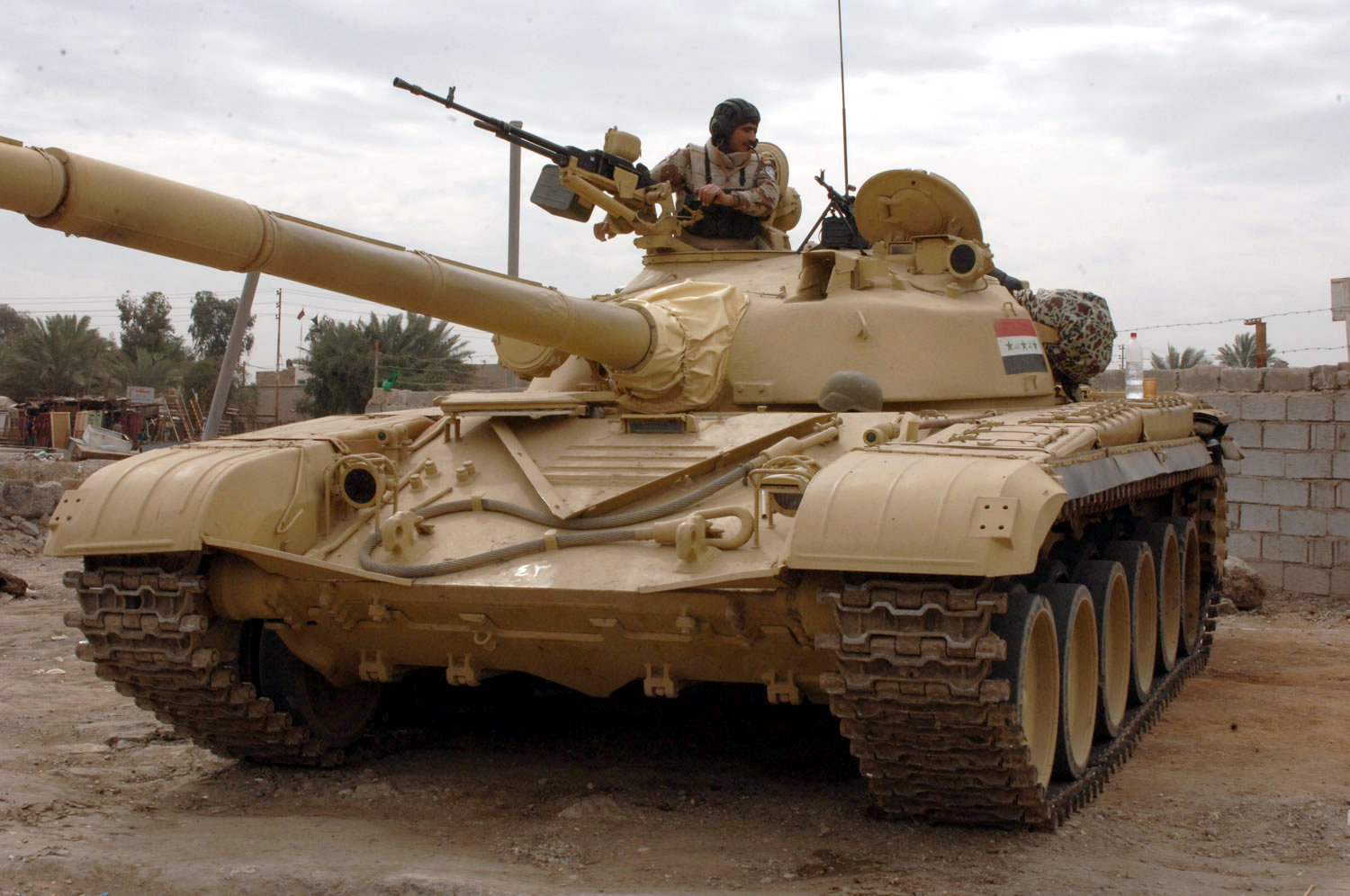
T-72M của Iraq năm 2006

T-72 tiếp tục tham gia trong Chiến tranh Iran-Iraq (1980-1988). Trong suốt cuộc chiến, Iraq đã mua tổng cộng 1.038 chiếc T-72M và T-72M1 (các phiên bản xuất khẩu bị cắt giảm tính năng của T-72), chủ yếu là từ Ba Lan. 
- Năm 1981, T-72 của Iraq lần đầu tiên tham chiến. 1 tiểu đoàn T-72 đã giao chiến với 1 tiểu đoàn xe tăng Chieftain của Iran (Chieftain là loại xe tăng hiện đại nhất của Anh khi đó, được Iran nhập khẩu để trang bị cho các đơn vị tinh nhuệ). Kết quả là toàn bộ tiểu đoàn tăng của Iran bị tiêu diệt, trong khi quân Iraq không mất 1 chiếc T-72 nào[36].
- Năm 1988, Bộ chỉ huy quân đội Iraq đã quyết định tấn công mạnh trong khu vực bán đảo Fao. Quân Iraq tiến hành mũi công kích chính vào phía tây cửa sông Shatt–al–Arab với mục đích giải tỏa đường thủy tới bến cảng Basra. Chỉ huy quân đội Iraq đã quyết định tấn công trong thời gian 4-5 ngày. Các hoạt động chiến sự diễn bắt đầu vào buổi sáng 17 tháng 4 năm 1988 bằng cuộc tấn công theo hai hướng với sự tham gia của 200.000 quân. Hướng tấn công chính bằng lực lượng xe tăng Vệ binh cộng hòa trang bị các xe tăng T-72 và T-72M, từ tuyến Al Zubari – Umm Kasr tới đông nam. Buổi sáng, cuộc tấn công quy mô lớn của xe tăng bắt đầu, dẫn đầu là các xe tăng T-72, đã khai hỏa với cường độ cao và dội bão đạn vào đối phương. Đối thủ duy nhất của T-72 khi đó chỉ có thể là xe tăng chủ lực Chieftain do Anh chế tạo, được trang bị pháo nòng rãnh xoắn 120mm. Cuộc đối đầu giữa T-72 và Chieftain đã dẫn đến thiệt hại cho cả hai phía, song T-72 vẫn tỏ ra vượt trội hơn so với Chieftain. M60, M48 Patton và các xe tăng khác của Iran thì không phải là nguy cơ đe dọa lớn đối với T-72M – giáp đầu xe chịu được sức công phá của pháo tăng 105mm trên hai loại xe này. Trong điều kiện vượt trội gần như hoàn toàn về xe tăng, quân đội Iraq đã chiến thắng sau 32 giờ.

Adar Forouzan, một đại đội trưởng xe tăng Iran cho biết: "Trong giai đoạn đầu cuộc chiến, một tiểu đoàn xe tăng T-72 Iraq đã vô hiệu hóa thiết giáp của Iran trong nhiều cuộc giao tranh mà được cho là không bị tổn thất gì, thậm chí cả pháo chống tăng M68 105mm và tên lửa chống tăng TOW cũng hoàn toàn không hiệu quả". Ít nhất một trận giao tranh với các đơn vị T-62 và T-72 chống lại thiết giáp của Iran đã khiến Iran mất hơn 100 xe tăng với tổn thất của Iraq giới hạn khoảng một chục chiếc - hầu hết trong số đó là T-62.
Tướng Iraq là Ra'ad Al-Hamdani phát biểu "Sư đoàn thiết giáp số 16 Iran, trang bị xe tăng Chieftain, đã thất bại trong trận đánh với Lữ đoàn thiết giáp số 10 Iraq trang bị T-72. Thật khó để một lữ đoàn thiết giáp có thể tiêu diệt cả một sư đoàn trong 12 giờ, nhưng điều đó đã xảy ra; đó là một thảm họa cho người Iran".
Cả hai bên, Iraq và Iran, đều ghi nhận T-72 là xe tăng đáng sợ nhất trong cuộc chiến. Pháo 105mm trên xe tăng Iran cũng như tên lửa chống tăng BGM-71 TOW đều không thể bắn thủng giáp trước của T-72 Không chỉ vượt trội về tính năng, T-72 cũng thể hiện khả năng hoạt động tốt tại khí hậu sa mạc nhiều bụi cát, trong khi xe tăng Anh, Mỹ thường bị trục trặc khi hoạt động ở đây. Một viên chức cao cấp Iran, Afzali, trong tháng 6 năm 1981, đã ca ngợi các xe tăng T-72 "có khả năng cơ động và hỏa lực vượt trội xe tăng Chieftain của Anh", và "không có bất cứ thông số nào của Chieftain có thể so sánh được với T-72. Iran không có các phương tiện hữu hiệu để chống lại T-72".
Mặc dù tham gia nhiều trận đánh lớn, T-72 bị tổn thất rất ít và gần như hoàn toàn bất khả xâm phạm trong cuộc chiến chống lại Chieftain và M60 Patton của Iran, đồng thời gây ra tổn thất rất nặng nề cho Iran. Trong suốt Chiến tranh Iran-Iraq, khoảng 60 chiếc T-72 bị phá hủy, đối lại chúng đã phá hủy hàng trăm xe tăng của Iran. Sau thành công của T-72, Iraq đã từ chối mua xe tăng Chieftain do Anh chào bán, mà tìm cách tự sản xuất loại xe tăng T-72 dựa trên việc copy phiên bản T-72M cùng với những công nghệ mua từ Trung Quốc, loại xe tăng này có tên là Sư tử Babylon.

### Chiến tranh Vùng Vịnh(1991)

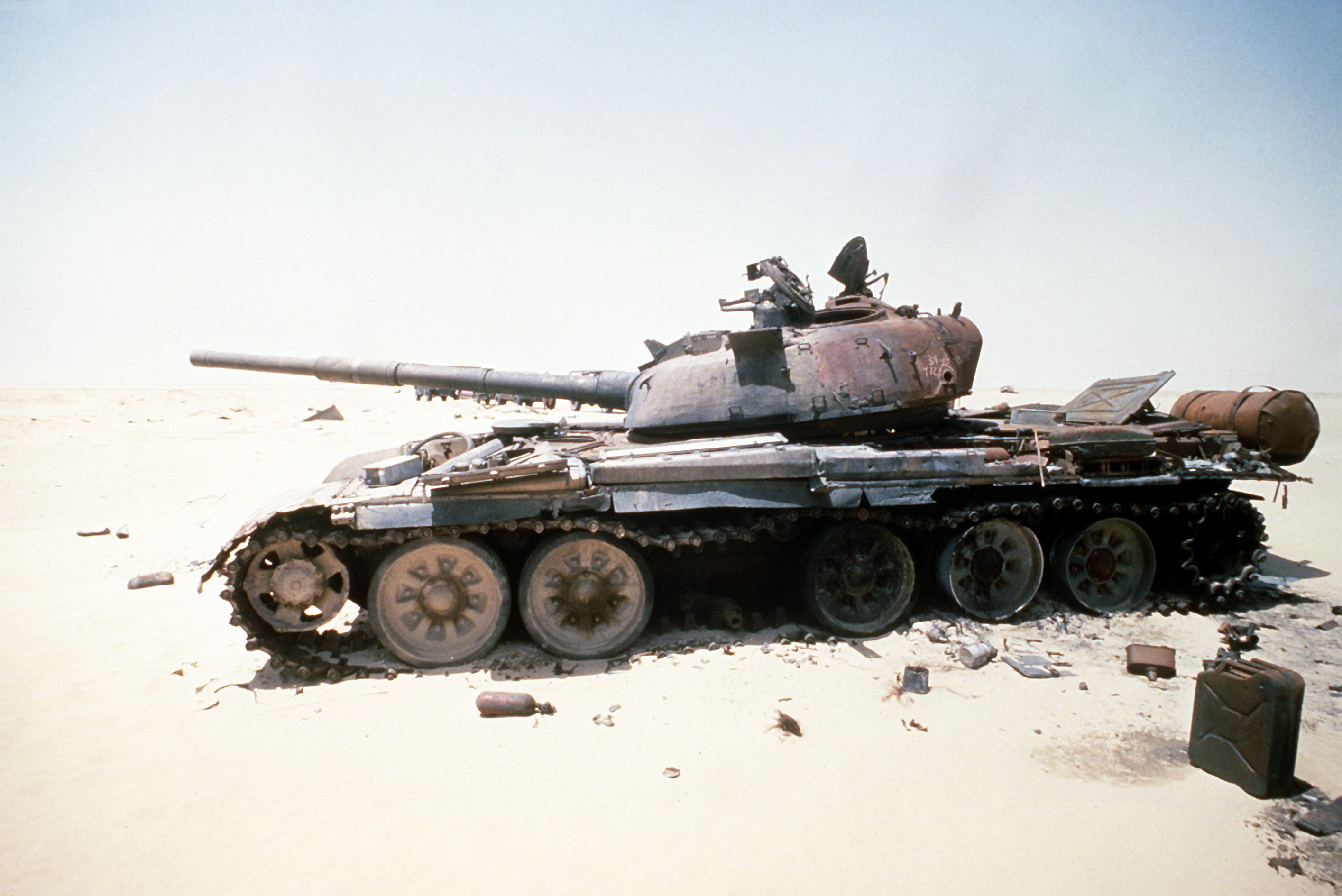
Xe tăng chiến đấu chủ lực 'Saddam' của Iraq bị phá hủy trong một cuộc tấn công của Liên quân trong Chiến dịch Bão táp sa mạc.

Trong quá trình Iraq tấn công Kuwait, Iraq huy động 690 xe tăng, gồm các loại T-55, T-62 và T-72. Về phía Kuwait cũng có lực lượng xe tăng khá mạnh gồm 281 xe, bao gồm 6 xe M83 (phiên bản T-72 do Nam Tư sản xuất), 165 xe tăng Chieftain, 70 xe tăng Vicker và 40 xe tăng Centurion.
Vào sáng 2/8/1990, gần Mutla Pass, 1 trận đấu tăng đã xảy ra giữa các xe tăng Vicker MK-1 (trang bị pháo 105mm) của Lữ đoàn cơ giới số 6 Kuwait và những chiếc T-72 thuộc Lữ đoàn xe tăng số 17 Iraq. Sử dụng chiến thuật phục kích, quân Kuwait đã hạ được 1 xe T-72, nhưng xe tăng Iraq phản công và giành chiến thắng, chỉ huy Lữ đoàn cơ giới số 6 bị bắt sống. Phần lớn xe tăng của Lữ đoàn cơ giới số 6 bị tiêu diệt, chỉ còn 20 xe tăng Vicker còn sót lại đã phải bỏ chạy sang lãnh thổ Arab Saudi.
Tổng kết chiến dịch tấn công Kuwait, nhờ ưu thế tấn công bất ngờ, số lượng lớn hơn và kinh nghiệm trận mạc dày dạn hơn, quân đội Iraq đã thu được thắng lợi lớn. Quân đội Iraq chỉ thiệt hại khoảng 120 xe tăng và xe thiết giáp bị phá hủy trong khi quân Kuwait tổn thất tới 250 xe tăng, 36 pháo tự hành M-109 cỡ 155mm, 20 pháo tự hành AMX-F3 cỡ 155mm, trên 850 xe thiết giáp bị phá hủy hoặc thu giữ
Trong thời gian chiến dịch "Bão táp sa mạc" vào đầu năm 1991, T-72 tiếp tục được quân đội Iraq sử dụng chống lại liên quân do Mỹ chỉ huy. Lực lượng T-72 của Iraq khi đó khá đông đảo (khoảng 900 chiếc, gồm các phiên bản xuất khẩu T-72M và T-72M1 được mua từ Ba Lan), tuy nhiên phần lớn số xe T-72 này được bố trí ở các đơn vị Vệ binh Cộng hòa đóng quanh thủ đô Baghdad, nên thực tế Iraq chỉ huy động khoảng 300 xe T-72 để chống lại quân Mỹ, còn phần lớn các đơn vị xe tăng của Iraq chỉ được trang bị xe tăng kiểu cũ là T-54/55 hoặc T-62.
Lần này thì lực lượng xe tăng Iraq đã bị quân Mỹ đánh thiệt hại nặng bởi sự kết hợp của máy bay cường kích A-10 Thunderbolt II, trực thăng AH-64 Apache và xe tăng M1 Abrams. Khoảng 150 chiếc T-72M/M1 của Iraq đã bị phá hủy trong chiến dịch này Nguyên nhân chủ yếu là sự yếu kém của binh lính Iraq, việc bị không kích dữ dội và các mẫu T-72M của Iraq là phiên bản xuất khẩu đã bị cắt giảm rất nhiều tính năng so với T-72A/B dành cho quân đội Liên Xô.
Các xe tăng T-72M/M1 của Iraq là phiên bản xuất khẩu bị cắt giảm tính năng, nó thua kém hoàn toàn cả về hỏa lực và vỏ giáp so với các phiên bản T-72A và T-72B của quân đội Liên Xô:
- T-72M/M1 của Iraq vẫn sử dụng loại đạn xuyên giáp cũ 3BM9 vốn đã bị Liên Xô loại bỏ từ năm 1973, sức xuyên phá của loại đạn này chỉ bằng một nửa so với đạn 3BM42 kiểu mới của T-72A/B trong quân đội Liên Xô[25].
- T-72M/M1 chỉ có đạn pháo thông thường với tầm bắn hiệu quả không quá 2 km, nó không có khả năng bắn tên lửa chống tăng tầm xa tới 5 km như T-72A/B.
- Giáp trước của T-72M chỉ dày bằng 1/2 so với T-72A/B có gắn ERA loại Kontakt-5[53]). Trong khi T-72A/B có thể chịu được đạn xuyên giáp cỡ 120mm thì T-72M/M1 không có khả năng này.
- T-72M/M1 của Iraq bị lược bỏ thiết bị đo xa bằng laser, máy tính đạn đạo, kính nhìn đêm thụ động và một số hệ thống ngắm bắn hiện đại khác của T-72A/B, nên khả năng bắn chính xác của nó không hơn gì nhiều so với T-62 đời đầu, và thậm chí còn kém hơn so với các xe tăng thập niên 1950 nhưng được nâng cấp (T-55AM, T-62M) của quân đội Liên Xô.

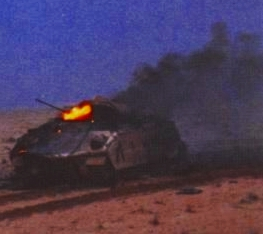
Một chiếc BMP "Bradley" của Mỹ, bị hỏa lực của T-72 Iraq phá hủy.

Một loạt các thông số kỹ thuật quan trọng của T-72M/M1 phần nào đó có thể sánh được với M1 và M1IP, hai phiên bản đầu tiên của M1 Abrams vẫn còn được trang bị pháo chính 105mm, nhưng với M1A1HA (phiên bản tăng cường giáp và trang bị pháo 120mm mới nhất của Mỹ khi đó, ra đời năm 1988), T-72M không có chỉ số kỹ thuật nào so sánh được. Phiên bản kiểu mới M1A1HA có thiết kế giáp đầu xe khá tốt, có các loại đạn xuyên giáp dưới cỡ nòng mạnh với lõi đạn bằng uranium nghèo, các khí tài quan sát, thông tin liên lạc hiện đại, đồng thời hệ thống điều khiển vũ khí được tăng cường khả năng tự động hóa theo tiêu chuẩn hiện đại vào năm 1990. Trong các phiên bản T-72 thời đó, chỉ có T-72A/B dành riêng cho quân đội Liên Xô là có thể sánh được với M1A1HA.
Ngoài ra, thất bại của Iraq còn có sự góp phần của những nguyên nhân khác như:
- Địa hình Iraq phần lớn là sa mạc trống trải, nên xe tăng Iraq rất khó có thể ngụy trang để bất ngờ tập kích đối phương (trừ khi có sương mù hoặc bão cát). Máy bay của Không quân Mỹ thường dễ dàng phát hiện và dội bom phá nát đội hình chiến đấu của xe tăng Iraq, gây thiệt hại nặng cho quân Iraq trước khi họ kịp giao chiến với xe tăng Mỹ. Những lính tăng Iraq còn sống sót sau trận không kích thì thường cũng bị mất tinh thần chiến đấu, không còn khả năng điều khiển xe tăng hiệu quả, thậm chí còn bỏ xe chạy trốn. Khi xe tăng Mỹ kéo tới thì đội hình quân Iraq thường đã tan vỡ từ trước đó, không còn sức chiến đấu nữa.
- Lính tăng Iraq nhìn chung là có trình độ huấn luyện kém hơn so với lính tăng Mỹ-Anh.
- Đội hình xe tăng Mỹ rất đồng đều về chất lượng (hầu hết là các xe M1A1 hiện đại), trong khi đội hình xe tăng Iraq chỉ có 300 chiếc là T-72M/M1, còn phần lớn là các xe tăng kiểu cũ T-54/55 hoặc T-62 nên càng thua kém về chất lượng.
- Ngoài ra, những chiếc T-72M/M1 của Iraq thường đã trải qua 10 năm chiến tranh với Iran trong điều kiện sa mạc khắc nghiệt, nhiều linh kiện trong xe đã bị hao mòn, độ tin cậy không còn như xe mới (đặc biệt là nòng pháo đã bị mài mòn đáng kể do bắn quá nhiều lần trong các trận đánh với Iran, khiến độ chính xác bị sụt giảm nghiêm trọng), nhưng do lệnh cấm vận nên Iraq không thể nhập khẩu linh kiện thay thế[24]

Với một loạt những khó khăn cả chủ quan lẫn khách quan như vậy, không có gì bất ngờ khi T-72M/M1 của Iraq thất bại trong phần lớn những trận đối đầu với xe tăng của Mỹ.
Vào năm 1996, Iraq vẫn còn 776 xe tăng T-72 trong số 1.038 xe T-72 mà họ từng đặt mua Tới năm 2003, số xe T-72 còn hoạt động tụt xuống còn khoảng 375 chiếc (do nhiều chiếc bị hỏng hóc mà không có phụ từng thay thế). Tuy nhiên, trong Cuộc xâm lược Iraq (2003) do Mỹ phát động, phần lớn số xe T-72 của Iraq không còn được thấy tham chiến (một phần do quân Iraq tránh giao chiến trực diện mà dùng chiến thuật du kích, phần khác là do lính tăng Iraq đã đào ngũ). Đến năm 2010, chính phủ mới tại Iraq đã có ý định nâng cấp vài trăm chiếc T-72 để sử dụng tiếp.

### Chiến tranh Chechen
Trong Chiến tranh Chechen lần thứ nhất, T-72 của quân đội Nga không gặp phải đối thủ thiết giáp ngang cơ, phần lớn nguy hiểm mà chúng gặp phải là từ vũ khí chống tăng của bộ binh.
Do khi đó Liên Xô vừa tan rã nên quân đội Nga lúc đó gặp khủng hoảng về nhân sự và tài chính, họ phải sử dụng các xe tăng chưa chuẩn bị sẵn sàng cho chiến đấu (chưa được gắn giáp phản ứng nổ, một số linh kiện bị hư hỏng, tổ lái chưa được huấn luyện kỹ...), các phân đội gồm nhiều tân binh nên không có sự phối hợp tốt giữa xe tăng và lính bộ binh trong điều kiện chiến tranh đường phố. Trong khi đó, các chiến binh Chechen được chuẩn bị tốt, nhiều người từng là cựu binh trong quân đội Liên Xô nên có nhiều kinh nghiệm chiến đấu, lại được trang bị số lượng lớn các khí tài chống tăng vác vai. Nhiều xe tăng Nga trong quá trình chiến đấu ở đường phố ở Grozny đã bị trúng 6 – 7 phát đạn từ súng RPG-7 hoặc tên lửa chống tăng. Hỏa lực chống tăng được ngắm sẵn vào những chỗ dễ bị tổn thương nhất của xe tăng như 2 bên hông xe, đuôi xe, nóc buồng động lực và phía sau tháp pháo. Trong 1 tháng chiến đấu, trong số 200 xe tăng ban đầu, đã có 62 xe tăng các loại của quân Nga bị phá hủy (một vài nguồn thống kê thiệt hại bao gồm: 15 chiếc T-72B và 5 chiếc T-72A, 18 chiếc T-80B hoặc T-80BV, còn lại là T-62). Đáng chú ý, trong số 62 xe tăng bị mất, chỉ có 1 xe bị phá hủy do trúng đạn vào khu vực có giáp phản ứng nổ, trong khi có những xe tăng bị trúng nhiều phát đạn nhưng vẫn sống sót do có giáp phản ứng nổ bảo vệ. Điều này cho thấy thiệt hại của quân Nga là do sự chuẩn bị không kỹ lưỡng và chiến thuật vụng về, chứ không phải là do thiết kế xe tăng. Nó cũng cho thấy tầm quan trọng của giáp phản ứng nổ đối với xe tăng trong tác chiến đô thị.
Trong một số trường hợp, sự khéo léo trong hoạt động của kíp xe cho phép mang tới kết quả tốt. Ví dụ như trong tháng 1 năm 1995, xe tăng T-72B từ lữ đoàn bộ binh cơ giới 131 ("Maikopsky") đã bị tấn công đồng thời từ một số tổ súng phóng lựu RPG-7. Bằng sự cơ động khéo léo, chiếc T-72 cuối cùng đã tiêu diệt được các chiến binh Chechen và rời khỏi trận địa an toàn. Trên thân xe và tháp pháo sau đó đếm được bị trúng 7 phát đạn, nhưng không có phát đạn nào xuyên qua giáp. Năm 1995, một xe T-72 đã bị trúng liền 4 quả tên lửa AT-4 Spigot. Mặc dù vậy, các tên lửa chống tăng chỉ làm nổ các phần tử giáp phản ứng nổ, kíp xe và xe tăng vẫn duy trì được khả năng chiến đấu và tiếp tục thực hiện nhiệm vụ được giao.
Trong Chiến tranh Chechen lần thứ hai, thiệt hại về tăng thiết giáp của Quân đội Nga ít hơn đáng kể so với cuộc chiến lần thứ nhất. Đã có số lượng lớn các sĩ quan có nhiều kinh nghiệm chiến đấu, sự huấn luyện các kíp xe và tổ chức phối hợp chính xác, cùng sự đảm bảo về kỹ thuật trong các hoạt động chiến đấu (xe được trang bị đầy đủ giáp phản ứng nổ). Ví dụ như đại đội tăng thuộc lữ đoàn bộ binh cơ giới độc lập số 205 trong khi giải phóng khu vực Ctaropromulov thuộc Grozny tháng 12 năm 1999 đến tháng 1 năm 2000. Ví dụ như ở Grozny, hỏa lực địch chỉ làm bị thương một xe tăng của đại đội này và chỉ trong thời gian ngắn nhất nó đã được đưa đến phân đội sửa chữa của lữ đoàn, không ai trong kíp xe bị thương vong. Khoảng thời kỳ từ tháng 10 năm 1999 đến tháng 8 năm 2000, đại đội T-72 này không thiệt hại bất kỳ một người hay một chiếc xe tăng nào.

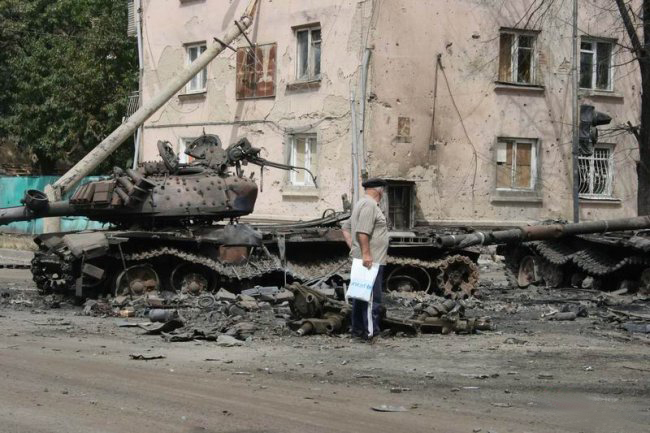
Hai chiếc T-72 của Gruzia bị lính Ossetia phá hủy trên đường phố Tskhinvali (2008)

Lớp giáp phản ứng nổ của T-72 đã bảo vệ nó an toàn trước hầu hết các phát bắn trúng từ vũ khí chống tăng của bộ binh địch, kể cả khi xe bị trúng đạn vào hông (là nơi có vỏ giáp mỏng hơn phía trước). Tính từ năm 1997 tới 2003, quân Chechen chỉ phá hủy được 3 chiếc T-72, trong đó duy nhất 1 chiếc bị phá hủy trong Chiến tranh Chechen lần thứ hai

### Chiến tranh Nam Ossetia 2008
Trong cuộc chiến ở Nam Ossetia (2008), những chiếc T-72 được sử dụng cho cả hai bên, phục vụ cho quân đội Gruzia và Nga. Trong cuộc xung đột, phía Nga mất 2 xe tăng T-72, và theo nguồn của Nga thì phía Gruzia mất khoảng 60 xe tăng T-72 bị phá hủy và bắt giữ (chủ yếu là loại cải tiến T-72SIM-1 của Israel).
Vào sáng ngày 9 tháng 8, một trận đánh xe tăng đã diễn ra giữa một nhóm xe tăng T-72 của Nga và lực lượng vượt trội về số lượng xe bọc thép của Gruzia. Trận chiến tiếp tục cho đến khi quân Gruzia rút khỏi Tskhinvali. Một xe tăng dưới sự chỉ huy của Yakovlev đã tiêu diệt ít nhất 7 đơn vị xe bọc thép của đối phương, một xe tăng khác dưới sự chỉ huy của Mylnikov đã tiêu diệt 8 đơn vị xe bọc thép. Trong nhóm 4 chiếc T-72 của Nga, một chiếc bị mất. Tháp của một trong những chiếc T-72 của Gruzia, bị phá hủy do vụ nổ, được dựng lên như một đài kỷ niệm.

### Chiến tranhDonbas

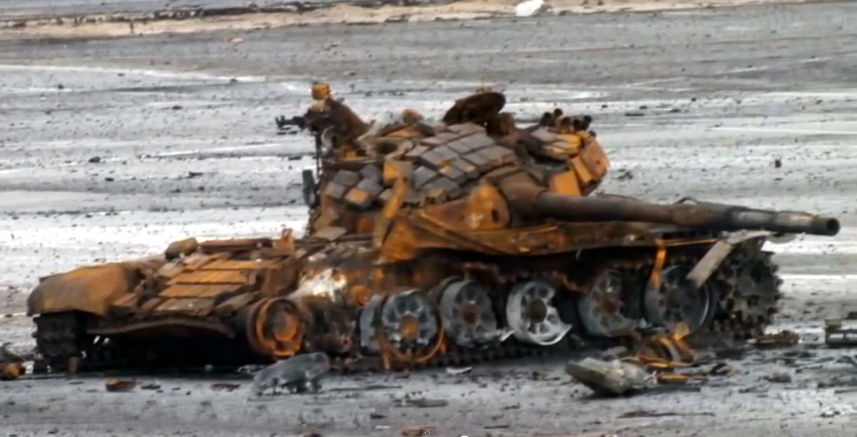
T-72B1 bị phá hủy gần sân bay Donetsk.

Xe tăng T-72 được cả hai bên sử dụng(theo các nguồn khác, chỉ có DPR và LPR ) trong cuộc xung đột vũ trang ở miền đông Ukraine. Các đội hình vũ trang của DPR và LPR sử dụng xe T-72B năm 1989, T-72BA, T72B1 và T-72B3. Vào tháng 10 năm 2014, các phóng viên Reuters đã công bố hình ảnh những chiếc T-72 bị cháy rụi với một số thay đổi mà họ tìm thấy trên lãnh thổ Ukraine, cách Donetsk 40 km. Bất chấp việc xe tăng T-72 đã được rút khỏi Lực lượng vũ trang Ukraine, do thiếu xe bọc thép vì quân đội Ukraine bị tổn thất, Bộ Quốc phòng Ukraine đã ra lệnh đưa các đơn vị này về kho để phục vụ.

### Chiến tranhSyria
Năm 2020, cuộc chiến tại Syria kéo dài sang năm thứ chín, kể từ khi những cuộc biểu tình bùng nổ ngày 26/01/2011. Hơn 120.000 quân của Chính phủ Syria bị thương vong và hơn 500.000 dân thường đã thiệt mạng trong 9 năm chiến tranh.
Trước chiến tranh, Quân đội Syria có trong tay lực lượng tăng - thiết giáp có số lượng rất lớn với khoảng hơn 5.000 xe tăng, 4.500 xe thiết giáp cùng 850 pháo tự hành các loại. Tuy có số lượng lớn, nhưng không phải toàn bộ số xe tăng, thiết giáp này đều có thể hoạt động, thực tế nhiều chiếc đã bị hư hỏng hoặc bị loại biên chờ bán phế liệu từ lâu, các xe còn hoạt động cũng chủ yếu là các xe đời cũ như T-55, T-62. Những chiếc T-72 là loại xe tăng hiện đại nhất của nước này, nhưng chủ yếu là các phiên bản T-72M1 và T-72A đã cũ kỹ, chúng đã không được nâng cấp suốt gần 30 năm, cũng ít khi được trang bị giáp phản ứng nổ.
Trong bối cảnh tác chiến đô thị hay ở các vùng địa hình hiểm trở, các loại xe tăng - thiết giáp Syria dễ trở thành mục tiêu của các loại tên lửa chống tăng có điều khiển (ATGM) hay của các súng chống tăng cá nhân như RPG-7, những thứ mà quân đối lập được trang bị rất nhiều nhờ viện trợ từ nước ngoài. Quân đối lập sử dụng lối đánh "du kích hiện đại": thay vì ở nguyên một chỗ và chờ kẻ địch lọt vào tầm ngắm, họ sẽ sử dụng tốc độ cao và khả năng cơ giới tốt bằng xe tải, xe ôtô tự chế, tấn công ào ạt một mục tiêu với tốc độ cực cao và nhanh chóng chạy mất trước khi quân Syria kịp tổ chức lại đội hình để phản công.
Nhờ viện trợ từ nước ngoài, phiến quân nổi dậy được trang bị rất nhiều hệ thống tên lửa chống tăng thế hệ mới do nhiều quốc gia chế tạo như Nga, Mỹ, Trung Quốc, Israel... Trong đội hình của quân nổi dậy có rất nhiều xạ thủ chống tăng giàu kinh nghiệm trong tác chiến diệt xe tăng thiết giáp, tổ chức thành các tổ săn tăng nhỏ gồm từ 2 tới 3 người, cơ động, thoắt ẩn thoắt hiện, rất khó phát hiện để tiêu diệt. Trong khi đó, Bộ binh cơ giới Syria đã không làm tốt vai trò của mình, và xe tăng Syria thường phải tác chiến mà không có bộ binh yểm trợ, xe tăng với tầm quan sát hạn chế sẽ dễ bị bộ binh địch tiêu diệt. Thế nên việc nhiều xe tăng Quân đội Syria bị hủy diệt là điều dễ hiểu.
Tính đến ngày 30/10/2018, quân đội Syria đã để mất gần 1.400 xe tăng - xe thiết giáp các loại. Số xe bị mất bao gồm cả các xe đã bị bắn cháy, bắn hỏng trong chiến sự, cũng như các xe bị lực lượng đối lập chiếm được. Về xe tăng chiến đấu chủ lực, quân đội Syria mất 763 xe, bao gồm 239 xe tăng T-55, 173 xe tăng T-62 (gồm 26 xe T-62M), 347 xe tăng T-72, và 4 xe tăng T-90. Về xe bọc thép bánh xích, tổn thất lên đến 532 xe, gồm 520 xe BMP-1 và 12 xe BMP-2, và 38 tổ hợp pháo cao xạ tự hành 4 nòng ZSU-23-4 Shilka. Ngoài ra, 36 khẩu pháo tự hành 2S1 Gvozdika (cỡ nòng 122mm) và 3 khẩu 2S3 Akatsiya (cỡ nòng 152mm) bị mất.
Tính đến cuối năm 2019, ước tính đã có hơn 1.500 chiếc xe tăng các loại của Quân đội Syria bị phá hủy hoặc bị chiếm mất, trong đó có 370 xe tăng T-55, 470 xe tăng T-72, 6 xe tăng T-90, 177 xe tăng T-62 và 505 xe tăng không rõ loại. Họ còn mất khoảng gần 1.000 xe thiết giáp và pháo tự hành các loại, gồm 686 xe chiến đấu bộ binh BMP-1, 16 xe chiến đấu bộ binh BMP-2, 60 xe cứu thương bọc thép dựa trên khung gầm BMP-1AMB-S, 97 tổ hợp pháo cao xạ tự hành ZSU-23-4 Shilka, 54 pháo tự hành 2S1 Gvozdika cỡ 122mm, 5 pháo tự hành 2S3 Akatsiya cỡ 152 mm.
Tuy nhiên, qua tổng kết kinh nghiệm tác chiến, một số các đơn vị tinh nhuệ của Quân đội Syria, cụ thể là đặc nhiệm Tiger dưới sự chỉ huy của tướng Suheil al-Hassan đã phát triển các chiến thuật mới làm giảm đáng kể thiệt hại. Họ phát triển chiến thuật "Thành lũy Syria": Các bờ tường bằng cát hoặc đất được xây dựng dọc phòng tuyến hoặc xung quanh điểm đóng quân, xe tăng sẽ chạy dọc bờ tường đó để đánh trả quân địch. Để xây tường chắn, Quân đội Syria huy động các xe ủi dân dụng hành quân cùng đội hình với xe quân sự. Bờ tường sẽ được dựng lên bí mật trong đêm nhằm phục vụ mục đích phòng thủ hoặc tấn công. Các xe tăng sẽ triển khai đội hình cách nhau 20 - 100 mét và tập trung hỏa lực vào một mục tiêu cụ thể, kíp lái được yêu cầu vừa chạy vừa bắn. Xe tăng liên tục di chuyển giữa các bờ tường và ụ đất, dừng lại và khai hỏa ở các khe hở trong giây lát trước khi chạy sang chỗ khác, khiến hỏa lực chống tăng của đối phương không kịp thao tác để tấn công mục tiêu di chuyển liên tục. Sau khi áp dụng chiến thuật mới, thiệt hại của thiết giáp Syria giảm đáng kể, điều này một lần nữa chứng minh rằng: tính năng của vũ khí chỉ là yếu tố bổ sung, còn yếu tố con người và chiến thuật hợp lý mới là nhân tố chính quyết định thắng bại trong chiến đấu.

### Cuộc tấn công của Nga vào Ukraina 2022
T-72 đã chứng tỏ là một tầm quan trọng với cả hai bên trong Cuộc tấn công của Nga vào Ukraina 2022. Số xe tăng chính của Nga là T-72B3 (biến thể năm 2011 & 2016) và T-72B (biến thể năm 1985). Chúng đã phải đối mặt với tên lửa chống tăng FGM-148 Javelin và NLAW của Mĩ và đồng minh viện trợ cho Ukraina. Để phòng thủ trước các tên lửa chống tăng này, Nga đã lắp lên nóc tháp pháo những tấm lưới thép. Một vài chuyên gia quân sự cho rằng, những tấm lưới thép này dùng để chống lại các vũ khí tấn công đột nóc. Những thay đổi này làm tăng trọng lượng của xe tăng, làm tăng độ bộc lộ của chúng và gây khó khăn cho kíp lái khi thoát khỏi xe tăng. Các nhà phần tích cũng suy đoán rằng chúng cũng được sử dụng như một biện pháp đói phó với RPG-7 được bắn từ trên cao trong môi trường tác chiến đô thị, với máy bay không người lái cảm tử hay máy bay không người lái mang vũ khí chống tăng, điều này có vẽ như là được rút ra từ kinh nghiệm ờ Chiến tranh Nagorno-Karabakh 2020. Sự khác nhau của các tấm giáp là do chúng không phải là một trang bị tiêu chuẩn mà là một trang bị do kíp xe tự làm từ hàng rào sắt và các tấm lưới.

## Các phiên bản
So với nhiều đồng sự của Liên Xô, T-72 có rất rất nhiều phiên bản. Và, như đã nói, ngoài Liên Xô, một số quốc gia khác như Tiệp Khắc, Ấn Độ, Ba Lan và Nam Tư cũ cũng tham gia sản xuất T-72 theo kiểu riêng của mình. Nhiều phiên bản "nhái" T-72 được chế tạo có hoặc không có giấy phép trong quân đội nhiều quốc gia, các nước có mua T-72 cũng tự nâng cấp chúng theo khả năng của mình, từ đó sinh ra vô số phiên bản T-72 khác nhau: Iraq có Sư tử Babylon, Nam Tư có M-84, Ấn Độ có Ajeya, Nam Phi có gói nâng cấp T-72 Tiger và Syria có T-72 Adra, Pakistan có Al-Khalid...
- Năm 1994, Slovakia đã phối hợp với Pháp cải tiến phiên bản T-72M1 thành phiên bản T-72M1A và T-72M2 với hệ thống điều khiển hoả lực mới EFCS3-72, thay trọng liên phòng không 12,7mm bằng pháo 20mm hoặc 30mm.
- Israel cũng đã trang bị hệ thống dẫn đường định vị toàn cầu GPS cho xe tăng T-72, nâng công suất động cơ lên 1000 sức ngựa, có thiết bị ảnh nổi bằng laser TKN-3B và có các súng phóng lựu đạn khói ngụy trang.
- Nga đã cung cấp cho Ấn Độ bản thiết kế nâng cấp cho loại xe tăng T-72M1 đạt tính năng hiện đại như của xe tăng T-72S.

### Liên Xô-Nga

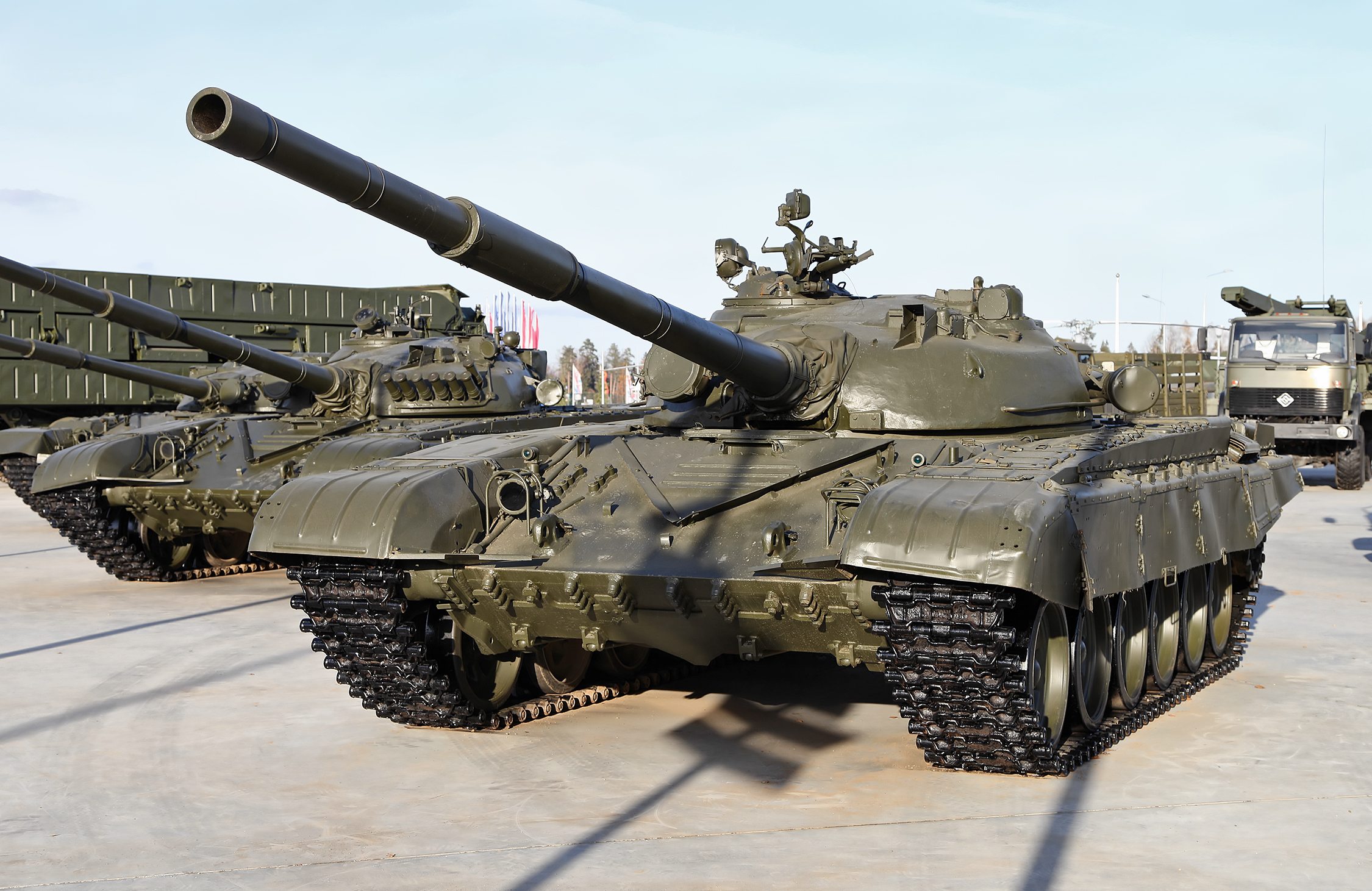
T-72 Ural phiên bản đầu tiên, ra đời năm 1973

- T-72 Ural (1973): Nguyên mẫu T-72. Dùng giáp thép đơn khối và động cơ 780 mã lực.
  - T-72K: Mẫu T-72 dùng cho chỉ huy. Trang bị thêm radio R-130M. Các phiên bản chỉ huy đại đội được trang bị hai radio R-123M/R-173 bổ sung và cũng mang theo cột ăng-ten 10 m. Các phiên bản chỉ huy tiểu đoàn và trung đoàn được trang bị hai radio R-123M/R-173 bổ sung và R-130M sử dụng ăngten 10 m khi được dựng lên. Trong mã NATO, T-72K được đại diện bởi ba tên gọi khác nhau: T-72K1, T-72K2 và T-72K3, đại diện cho 3 phiên bản chỉ huy của đại đội, tiểu đoàn và trung đoàn.
  - T-72E (Ob'yekt 172M-E, Ob'yekt 172M-E1): Mẫu T-72 Ural dùng để xuất khẩu, trang bị pháo 125 mm D-81T với 44 viên đạn. Nó được bán cho Iraq và Syria và cũng được chế tạo ở Ba Lan. Có thể thay pháo 125mm bằng loại 120mm giống như xe tăng của Mỹ và Tây Âu.
  - T-72 Ural cải tiến (1980): bộ phận nhìn đêm bên phải nòng súng, bỏ thiết bị đo xa quang học TPD-2-49 để thay bằng thiết bị đo xa laser, và thêm các núm cao su bảo vệ.
- T-72 "Ural-1" (Ob'yekt 172M1) (1976): pháo mới 2A46, giáp tháp pháo được thiết kế mới.
- T-72V ("V" là vzryvnoi - "nổ"): nâng cấp không chính thức cho xe tăng T-72 Ural và T-72 Ural-1 bằng cách trang bị giáp phản ứng nổ Kontakt-1 cho thân xe và tháp pháo.

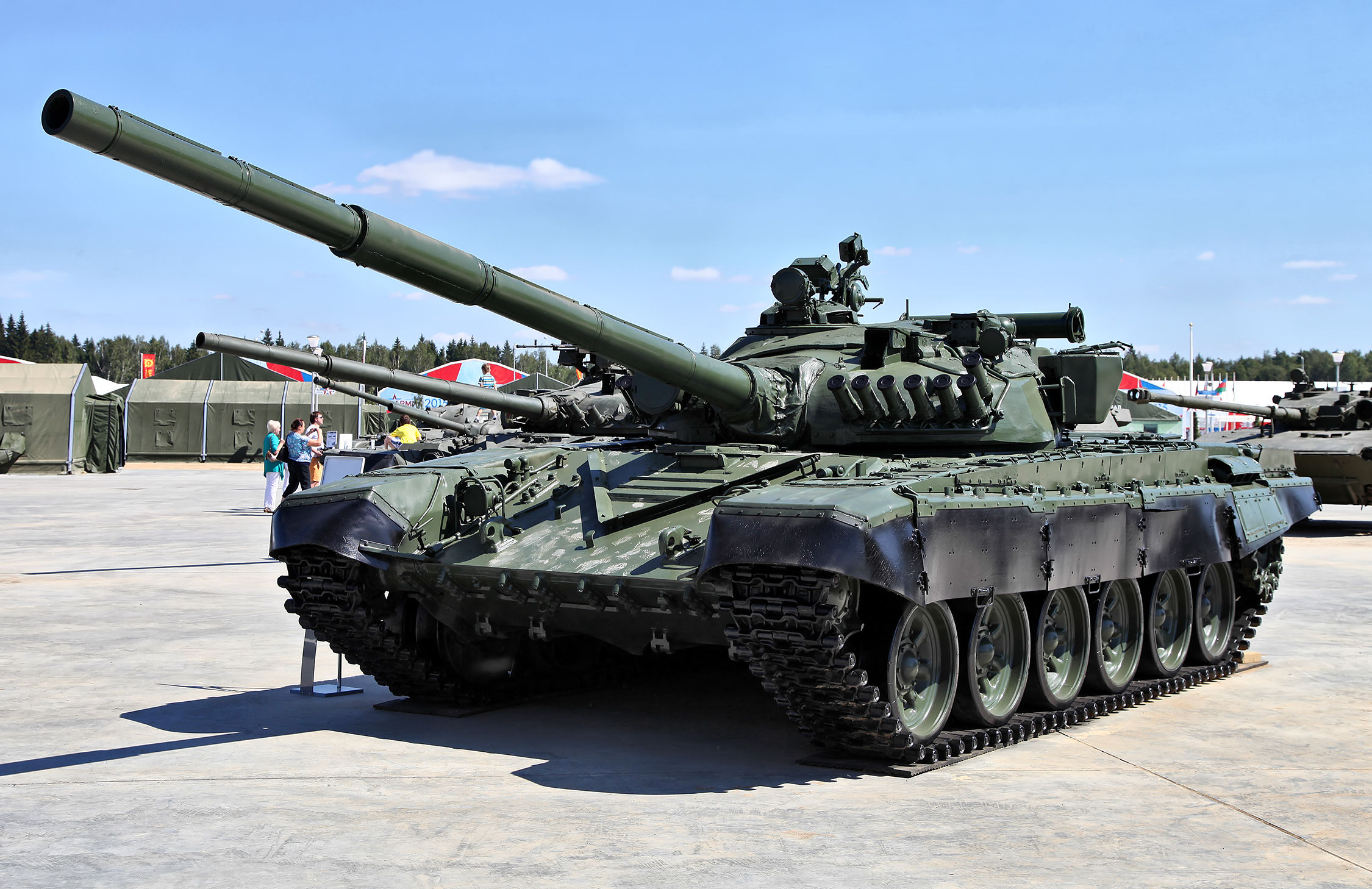
T-72A, ra đời năm 1979

- T-72A (Ob'yekt 176) (1979): Mẫu cải tiến của T-72 Ural. Hệ thống đo xa quang học TKD-2-49 bị thay bằng hệ thống đo xa TPD-K1 dùng tia laser, thêm váy bảo vệ bánh xe, cải tiến giáp bảo vệ thùng nhiên liệu. Dùng giáp composite bảo vệ phía trước và nóc xe, về sau được trang bị thêm ở toàn tháp pháo (năm 1986), giáp cảm ứng, giáp chắn bùn, và nội thất có thay đổi. Khả năng phòng thủ của xe tăng được tăng cường đồng thời với việc lắp ở đằng trước tháp pháo 12 thiết bị phóng lựu đạn khói 902A "Tucha" và sử dụng hệ thống bảo vệ chống bom napalm "Soda". Kính ngắm bắn đêm chủ động được thay thế bởi kính ngắm đêm thụ - chủ động TPN-3-49. Tầm bắn đêm với kính ngắm này và đèn chiếu hồng ngoại L-4 "Luna-4" tăng lên đến 1.300 mét, trong chế độ thụ động là 800 mét. Năm 1984, T-72A có thêm lớp sơn chống radar. Các mẫu sau năm 1990 dùng động cơ V2S2 mạnh 840 mã lực. Sức mạnh hỏa lực được tăng cường bằng việc lắp pháo mới 2A46, khác với pháo D-81TM ở khả năng bắn chính xác và tuổi thọ nòng pháo cao hơn, có thể tháo lắp rất nhanh chóng trong điều kiện chiến trường mà không cần phải gỡ cả tháp pháo. T-72A có thể bắn tên lửa chống tăng có điều khiển qua nòng pháo AT-8 Songster vào ban ngày tại chỗ hoặc dừng ngắn. Tầm bắn tối đa của AT-8 là 4000 mét.
  - T-72A obr.1979g: Là T-72A được hàn thêm vào giáp trước thân xe 1 lớp thép cứng có độ dày 17mm.
  - T-72AV ("V" là Vzryvnoi - "nổ"): nâng cấp khả năng bảo vệ cho xe tăng T-72A bằng cách trang bị giáp phản ứng nổ thế hệ 1 Kontakt-1 cho thân xe và tháp pháo.
  - T-72AK: Mẫu T-72A dành cho chỉ huy, cơ số đạn giảm còn 36 viên để lấy chỗ cho các thiết bị chỉ huy.
  - T-72M (Ob'yekt 172M-E2, Ob'yekt 172M-E3, Ob'yekt 172M-E4): Mẫu T-72A bị cắt giảm tính năng để dành cho xuất khẩu. Giáp mỏng hơn so với T-72A (không có giáp composite), các thiết bị điều khiển hỏa lực và sức cơ động chỉ tương đương T-72 Ural. Được sản xuất ở Liên Xô, Ba Lan, Tiệp Khắc.
  - T-72M1 (Ob'yekt 172M-E5, Ob'yekt 172M-E6): Mẫu T-72A obr.1979g bị cắt giảm tính năng để dành cho xuất khẩu. Nó được trang bị thêm 12 ống phóng lựu đạn khói trên mặt trước tháp pháo (7 bên phải, 5 bên trái). Phiên bản này cũng được chế tạo ở Ba Lan và Tiệp Khắc.

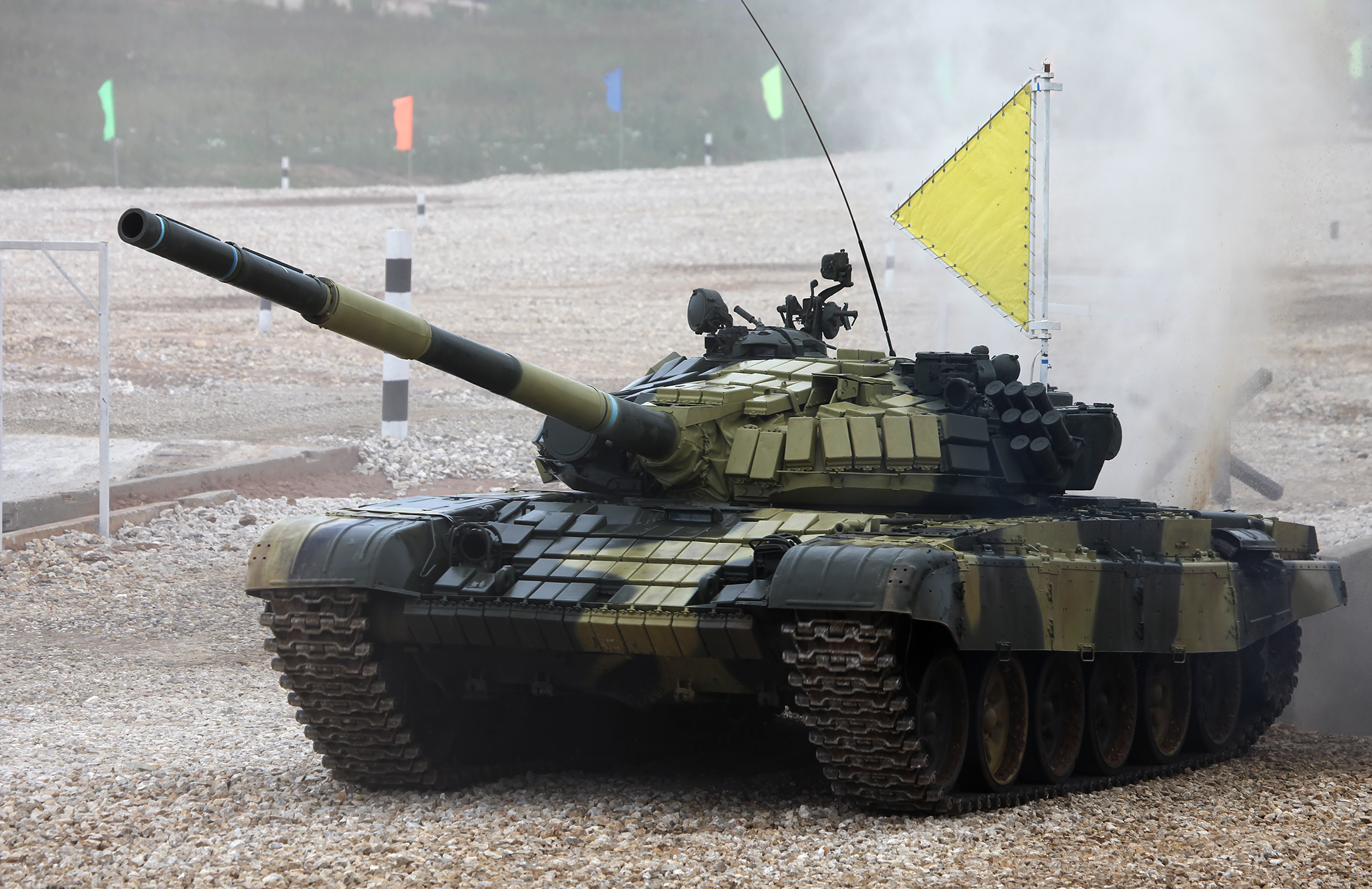
T-72B của Nga với giáp ERA Kontakt-1

- T-72B (1985): Phiên bản cải tiến sâu rộng từ T-72A. Giáp dày hơn và dùng giáp composite nhiều hơn ở nóc xe, phía trước xe và hông tháp pháo. Hệ thống điều khiển bắn kiểu mới 1A40-1, 9K120 cho phép bắn tên lửa chống tăng qua nòng pháo (loại 9M119 "Svir", tên mã NATO: AT-11 Sniper, có thể hạ mục tiêu ở xa 5 km), pháo 2A46M mới, hệ thống ngắm 1K13-49, hệ thống ổn định, động cơ V-84, giáp phản ứng nổ ERA. Hệ thống ống phóng đạn khói mù dời sang bên trái tháp pháo để có chỗ lắp giáp ERA loại Kontakt-1.
  - T-72BA ERA: trang bị 227 viên gạch ERA "Kontakt-1" cho thân xe và tháp pháo. Chúng thường được gọi không chính xác là T-72BV.
  - T-72B1 (Ob'yekt 184-1): Phiên bản T-72B bị cắt giảm tính năng để giảm giá thành chế tạo (không có khả năng bắn tên lửa chống tăng qua nòng pháo và sử dụng lại một số thiết bị của T-72A).
    - T-72B1MS "Đại bàng trắng" (Ob'yekt 184-1MS): Gói nâng cấp hỏa lực dành cho các xe T-72B1 lưu trữ trong kho của Quân đội Nga, ra mắt năm 2012. Sử dụng camera ảnh nhiệt thế hệ thứ 3 Catherine-XP của hãng Thales (Pháp) cho phép quan sát từ xa trong cả điều kiện ban đêm, hệ thống kính ngắm đa kênh quang ảnh nhiệt cho pháo thủ và trưởng xe Sosna-U do công ty Peleng của Belarus sản xuất. Xe cũng được lắp máy tính đường đạn và hệ thống theo dõi mục tiêu tự động, tích hợp tháp súng máy 12,7 mm điều khiển từ xa đi kèm camera hành trình. Động cơ có tùy chọn cho khách hàng là loại V-84MS công suất tối đa 840 mã lực thế hệ cũ hoặc V-92S2 đời mới hơn công suất 1.000 mã lực, hoặc loại V-92S2F công suất 1.130 mã lực. Giữ lại khẩu pháo 125mm nòng trơn 2A46M và vẫn được phủ bên ngoài bởi lớp giáp phản ứng nổ loại cũ Kontakt 1 (giống như T-72B). T-72B1MS không có giáp phản ứng nổ kiểu mới hơn như Kontakt-5 thế hệ 2 hoặc Relikt thế hệ 3 nên khả năng bảo vệ của nó vẫn giống như T-72B và thấp hơn đáng kể so với T-72B3 hoặc T-90S. Bù lại hệ thống điều khiển hỏa lực thì ngang bằng với T-72B3 và T-90S, và giá thành thì rẻ hơn 2 lần so với T-90S. Đã được xuất khẩu cho Nicaragua, Uruguay và Lào.

  - T-72S "Shilden" (T-72M1M1, Ob'yekt 172M-E8): Mẫu T-72B bị cắt giảm tính năng để dành cho xuất khẩu. Chỉ có 155 miếng gạch ERA loại Kontakt-1, hệ thống chống NBC đơn giản và không có lớp sơn chống sóng radar.Bản mod T-72B. 1989 thuộc Lữ đoàn súng trường cơ giới cận vệ độc lập số 35 trong một cuộc tập trận tại bãi tập Yurginsky ngày 25/7/2019.
  - T-72BK (Ob'yekt 184K): Phiên bản xe chỉ huy của T-72B, có nhiều ăng-ten radio và một cột phát sóng dưới cột tháp pháo phía sau.
  - T-72B obr.1989g: T-72B trang bị giáp phản ứng nổ thế hệ 2 Kontakt-5 tiên tiến, bổ sung giáp composite ở hai bên tháp pháo. Thường được gọi là T-72BM hoặc T-72B (M) nhưng tên gọi này là không chính xác.
  - T-72BU (Ob'yekt 188): Ra mắt năm 1989, đó chính là T-90 phiên bản đầu.

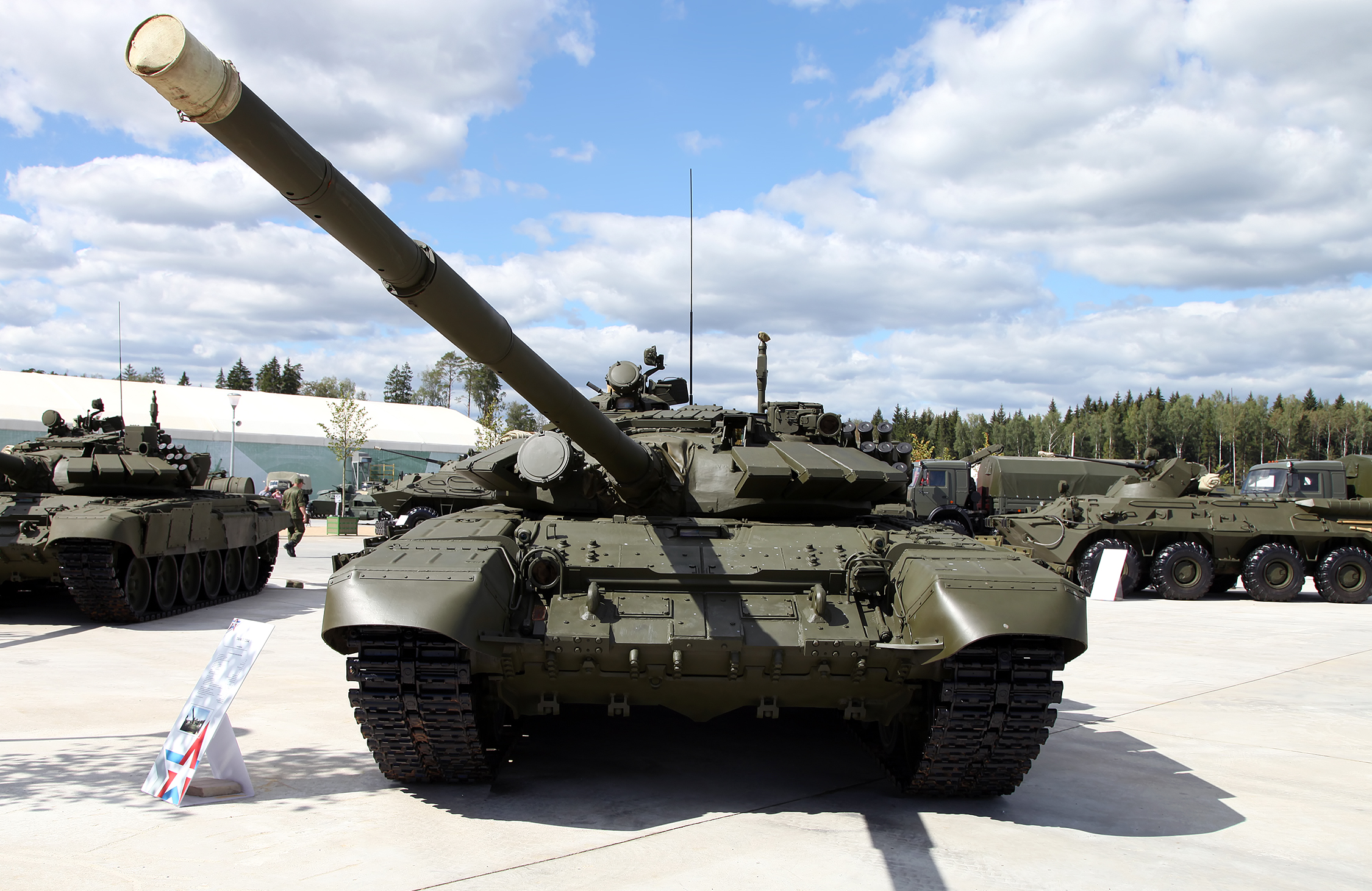
T-72BA

- - T-72BA (Ob'yekt 184A/A1): Tên gọi này được sử dụng để chỉ một số chiếc T-72B được tân trang và nâng cấp một số thành phần cốt lõi tại Uralvagonzavod vào giai đoạn giữa 1998-2005. Có sự thay đổi đáng kể giữa các xe T-72BA, tuy nhiên, có một số tính năng phổ biến cho tất cả các mẫu T-72BA được nâng cấp: khung phía trước được gia cố chống lại mìn, chỗ ngồi của lái xe được nối với nóc xe thay vì được cố định xuống sàn, và người lái có hệ thống lái mới cũng như kính nhìn đêm TVN-5 mới. Những xe tăng này được trang bị động cơ V-84MS sử dụng hệ thống ống xả được nâng cấp (được sử dụng trên T-90A). Việc nâng cấp cũng bao gồm sự tích hợp của một cảm biến gió DWE-BS để đưa thông tin vào hệ thống điều khiển hỏa lực 1A40. Những xe được nâng cấp sau năm 2000 đã nhận được hệ thống kiểm soát hỏa lực 1A40-01M cải tiến, sử dụng một máy tính đạn đạo kỹ thuật số TBV. Các xe tăng cũng có thể bắn tên lửa chống tăng dẫn hướng bằng laser 9M119M Refleks thông qua việc sử dụng kính ngắm 1K13-19. Các xe tăng T-72BA được sản xuất năm 2005 có hệ thống kiểm soát hỏa lực 1A40-M2. Súng chính 2A46M nhận được một hệ thống ổn định 2E42-4 cải thiện đáng kể độ chính xác khi bắn trong lúc di chuyển. Khoảng 750 xe tăng đã được nâng cấp lên tiêu chuẩn T-72BA.T-72B2 của Nga năm 2010

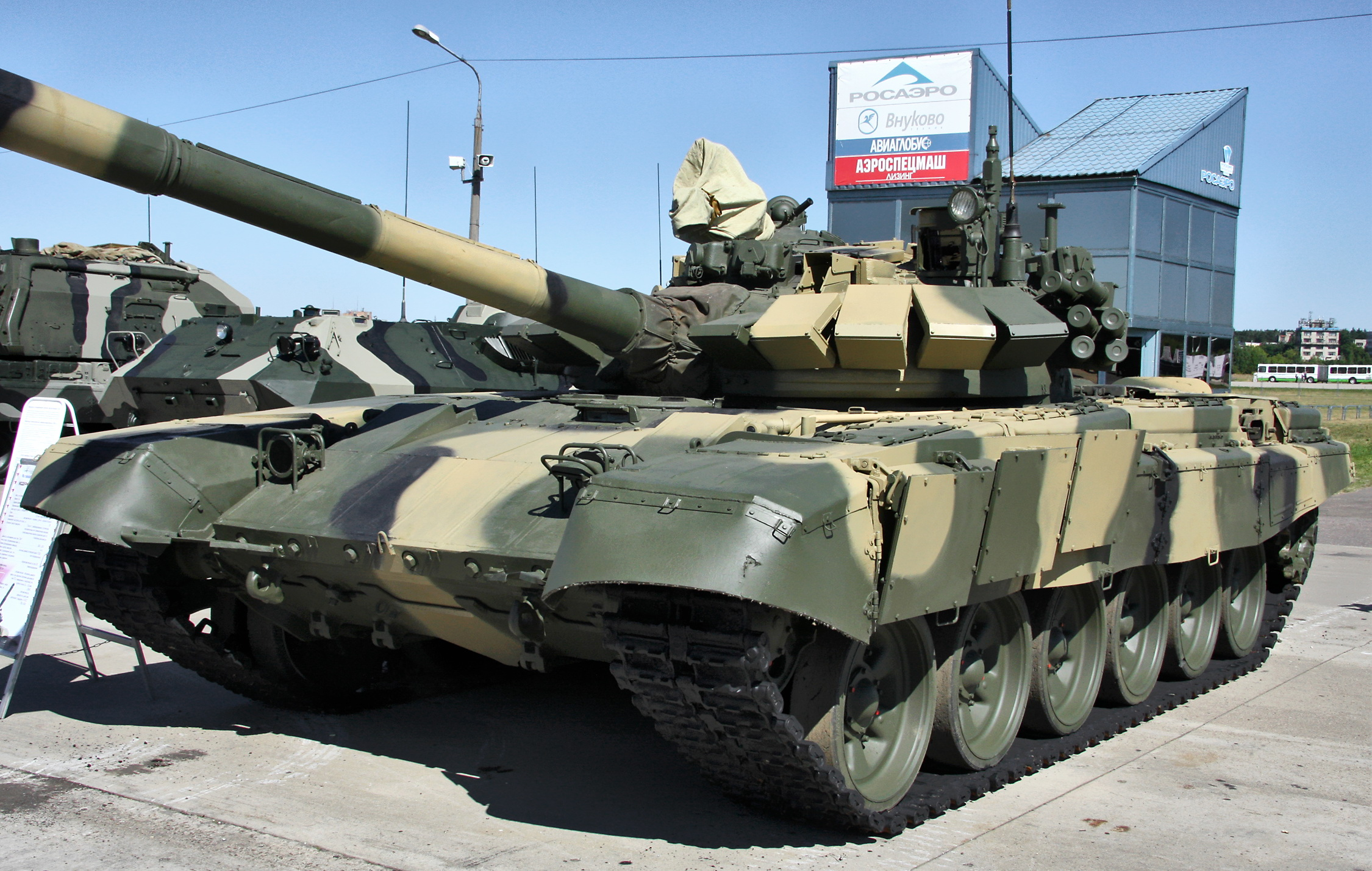
T-72B2 của Nga năm 2010

  - T-72B2 Rogatka obr.2006g (Ob'yekt 184M): Phiên bản thử nghiệm, ra mắt năm 2006, một số tài liệu còn gọi là T-72BM Rogatka, cải tiến từ T-72B. Áp dụng nhiều công nghệ của T-90A: Pháo chính 2A46-M5, hệ thống điều khiển bắn mới, kính ngắm ảnh nhiệt, động cơ V-92S2 1.000 mã lực, mang giáp phản ứng nổ "Relikt" thế hệ 3 (mạnh gấp đôi giáp ERA Kontakt-5 thế hệ 2). Xe được trang bị hệ thống ngụy trang "Nakidka" để làm giảm khả năng bị đối phương phát hiện. Nakidka gồm các tấm phủ làm bằng vải quét vật liệu hấp thụ radar (RAM), cũng như làm giảm các tín hiệu hồng ngoại, ảnh nhiệt mà xe tăng phát ra (Theo NII Stali (Viện nghiên cứu khoa học thép), Nakidka làm giảm 30% khả năng bị phát hiện bởi ống nhòm quang học, giảm 2-3 lần khả năng bị phát hiện bởi thiết bị quan sát hồng ngoại, giảm 6 lần tín hiệu radar, và giảm tín hiệu ảnh nhiệt xuống mức gần bằng môi trường xung quanh). Bộ nạp đạn tự động cũng được sửa đổi thích hợp để chứa các loại đạn chống tăng APFSDS có thanh xuyên dài hơn (lên tới 730 mm) và mạnh hơn: Svinets-1 (sử dụng lõi xuyên uranium nghèo) và Svinets-2 (sử dụng lõi xuyên wolfram), được đưa vào hoạt động năm 2002 và có khả năng xuyên thủng tương ứng là 740–800mm và 660–740mm thép RHA ở cự ly 2.000 mét. Phiên bản này chỉ được chế tạo vài chiếc để thử nghiệm.T-72B3 trang bị hệ thống điều kiển bắn Sosna-U, năm 2014.

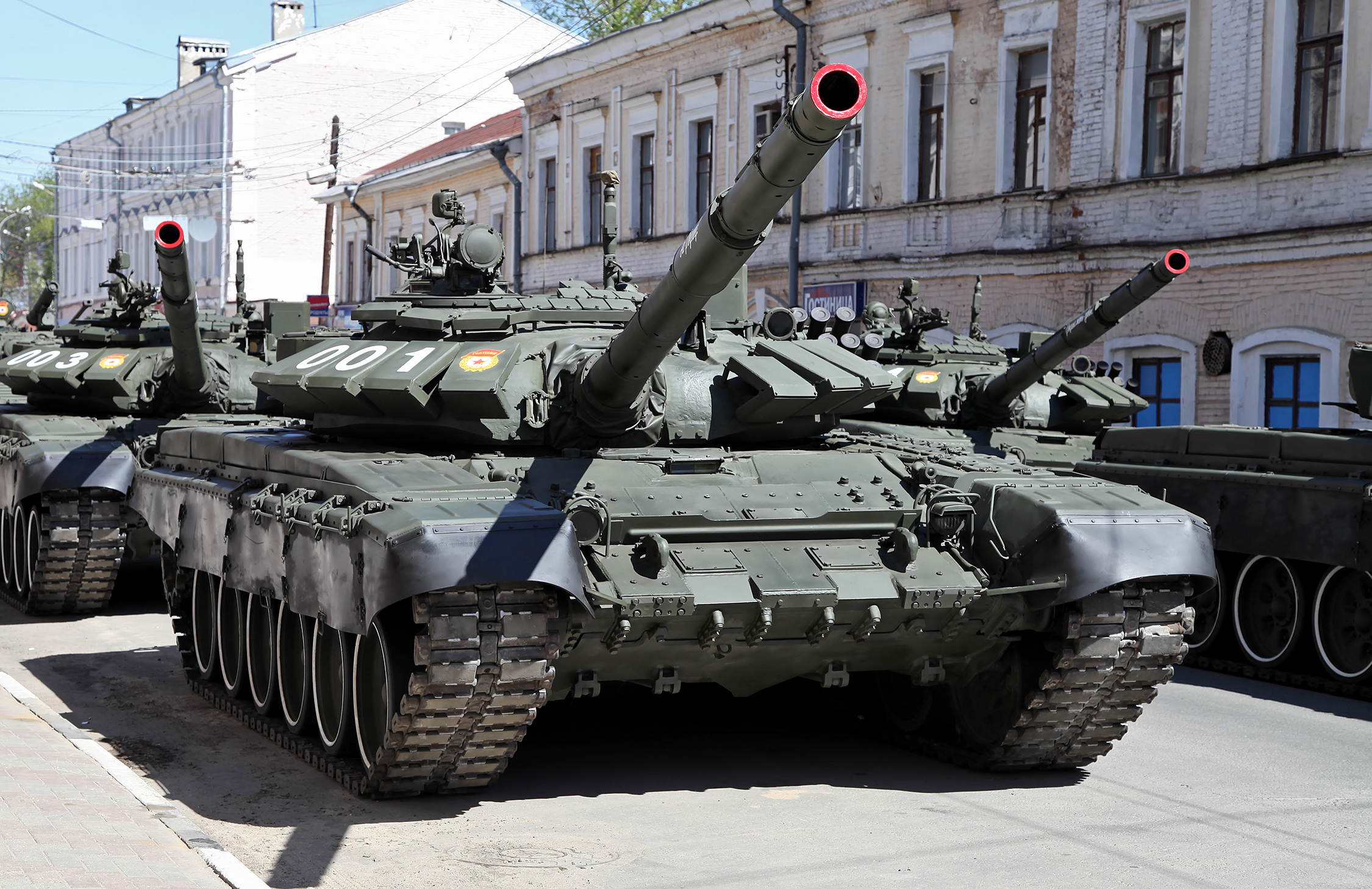
T-72B3 trang bị hệ thống điều kiển bắn Sosna-U, năm 2014.

  - T-72B3 (Ob'yekt 184-M3): Ra mắt năm 2010, phiên bản sản xuất hàng loạt sau khi đã chỉnh sửa từ T-72B2. Về cơ bản là giống T-72B2, nhưng bị cắt giảm bớt một số thiết bị mới để giảm chi phí nâng cấp, ví dụ như vẫn sử dụng giáp phản ứng nổ Kontakt-5, vẫn sử dụng động cơ 840 mã lực giống như T-72B, chỉ huy xe tăng vẫn giữ lại kính tiềm vọng TKN-3MK cũ với phạm vi quan sát chỉ vài trăm mét vào ban đêm (nhưng được tăng cường với một màn hình hiển thị ảnh nhiệt từ kính ngắm của xạ thủ). Một số chi tiết ở hệ thống điều khiển hỏa lực cũng được sửa đổi, bao gồm hệ thống Sosna-U - sử dụng camera ảnh nhiệt Catherine-FC do Belarus sản xuất theo giấy phép của hãng Thales (Pháp), có thể nhận dạng một mục tiêu xe tăng ở cự ly lên tới trên 10.500 mét vào ban ngày và 3.300 mét vào ban đêm, trong mọi điều kiện thời tiết. Nga sản xuất T-72B3 với mục đích chính là duy trì hoạt động của các đơn vị xe tăng T-72B cho tới khi chúng được thay thế bằng dòng xe tăng thế hệ tiếp theo T-14 Armata. T-72B3 có tính năng chiến đấu gần bằng T-90A trong khi giá thành rẻ hơn rất nhiều. Do ưu thế giá thành, quân đội Nga đã ngừng đặt mua T-90 kể từ năm 2014 để chuyển sang nâng cấp khoảng 1.000 chiếc T-72 theo phiên bản này.T-72B3 năm 2016

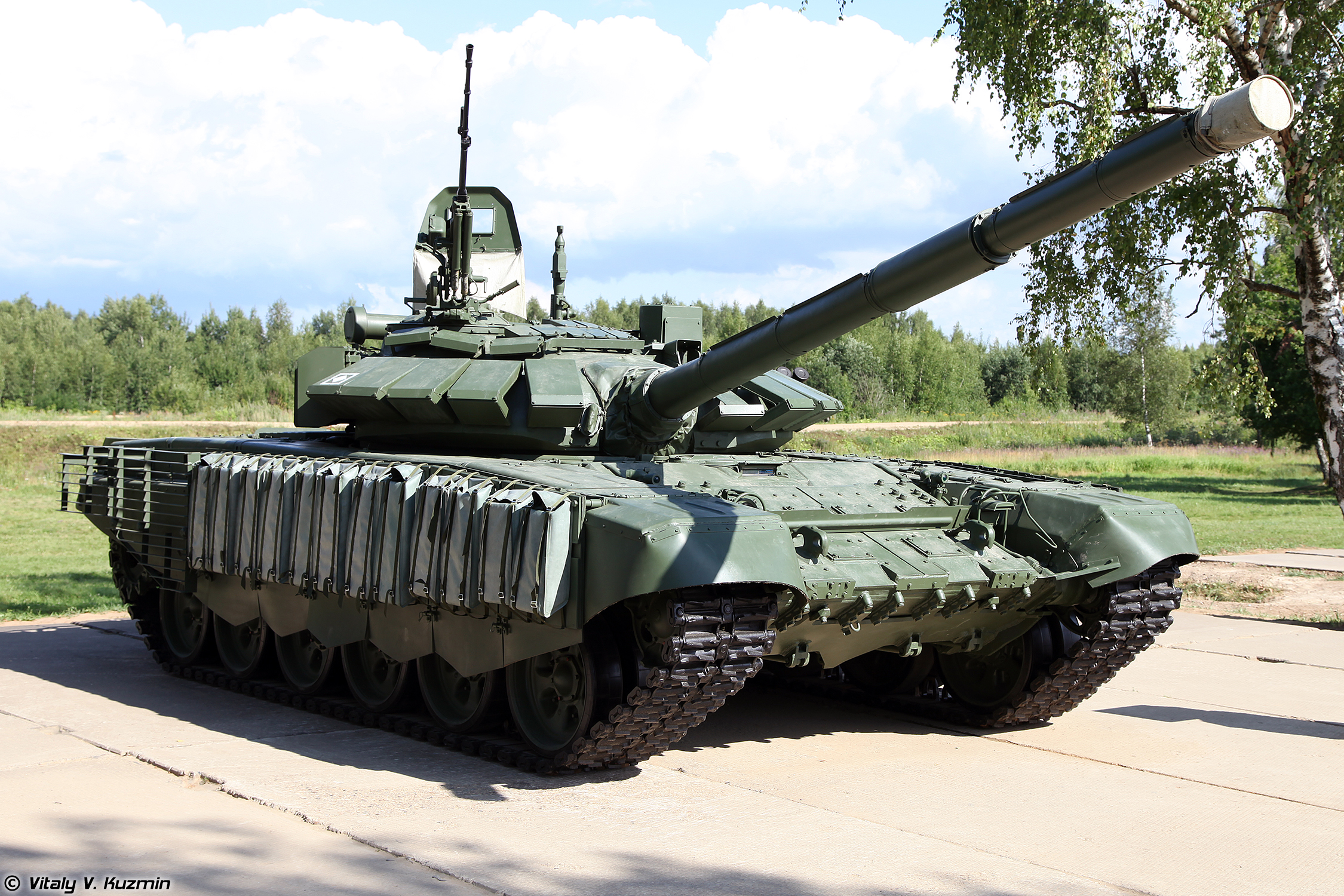
T-72B3 năm 2016

  - T-72B3M hoặc T-72B4 (2016): Gói nâng cấp T-72B4 được tiết lộ lần đầu trong trận chung kết giải đua xe tăng Tank biathlon năm 2014. Năm 2016, Bộ Quốc phòng Nga thông qua kế hoạch nâng cấp 150 chiếc T-72B lên tiêu chuẩn T-72B4. Đây là phiên bản cải tiến hơn nữa so với T-72B3, gồm: thay thế giáp phản ứng nổ thế hệ 2 (Kontakt-5) bằng loại giáp phản ứng nổ thế hệ 3 là Relikt. Thiết bị thông tin vô tuyến mới. Nâng cấp đáng chú ý nhất là thiết bị quan sát toàn cảnh PK PAN cho trưởng xe, có thông số kỹ thuật tương tự với Sosna-U trên T-72B3, nhưng sử dụng toàn bộ các linh kiện do Nga sản xuất. Nâng cấp này bao gồm việc bổ sung camera quan sát toàn cảnh trang bị hệ thống ảnh nhiệt cho trưởng xe được gắn ở giữa nóc tháp pháo (đây là đặc điểm dễ nhận ra nhất khi phân biệt T-72B4 với T-72B3). Tăng cường bảo vệ chống lại mìn, hệ thống chữa cháy mới. Hiệu suất cơ động của xe tăng cũng được cải thiện với động cơ V-92S2F mạnh mẽ hơn với công suất 1.130 mã lực (830 kW) cùng với hệ thống truyền động cản tiến, hộp số tự động. Mức giá để nâng cấp T-72 lên chuẩn T-72B3M vào khoảng 250.000 USD/xe (thời giá 2016)[78], chỉ bằng 1/12 giá một chiếc T-90M mới, trong khi khả năng chiến đấu thì gần tương đương. Bộ Quốc phòng Nga đã có kế hoạch nâng cấp hàng ngàn xe tăng T-72 lên chuẩn T-72B3M. Gói nâng cấp T-72B4 cũng được hợp tác với Belarus, đưa nước này trở thành quốc gia ngoài Nga đầu tiên được trang bị phiên bản hiện đại này.Toàn cảnh T-72B3M với động cơ V-92S2F.

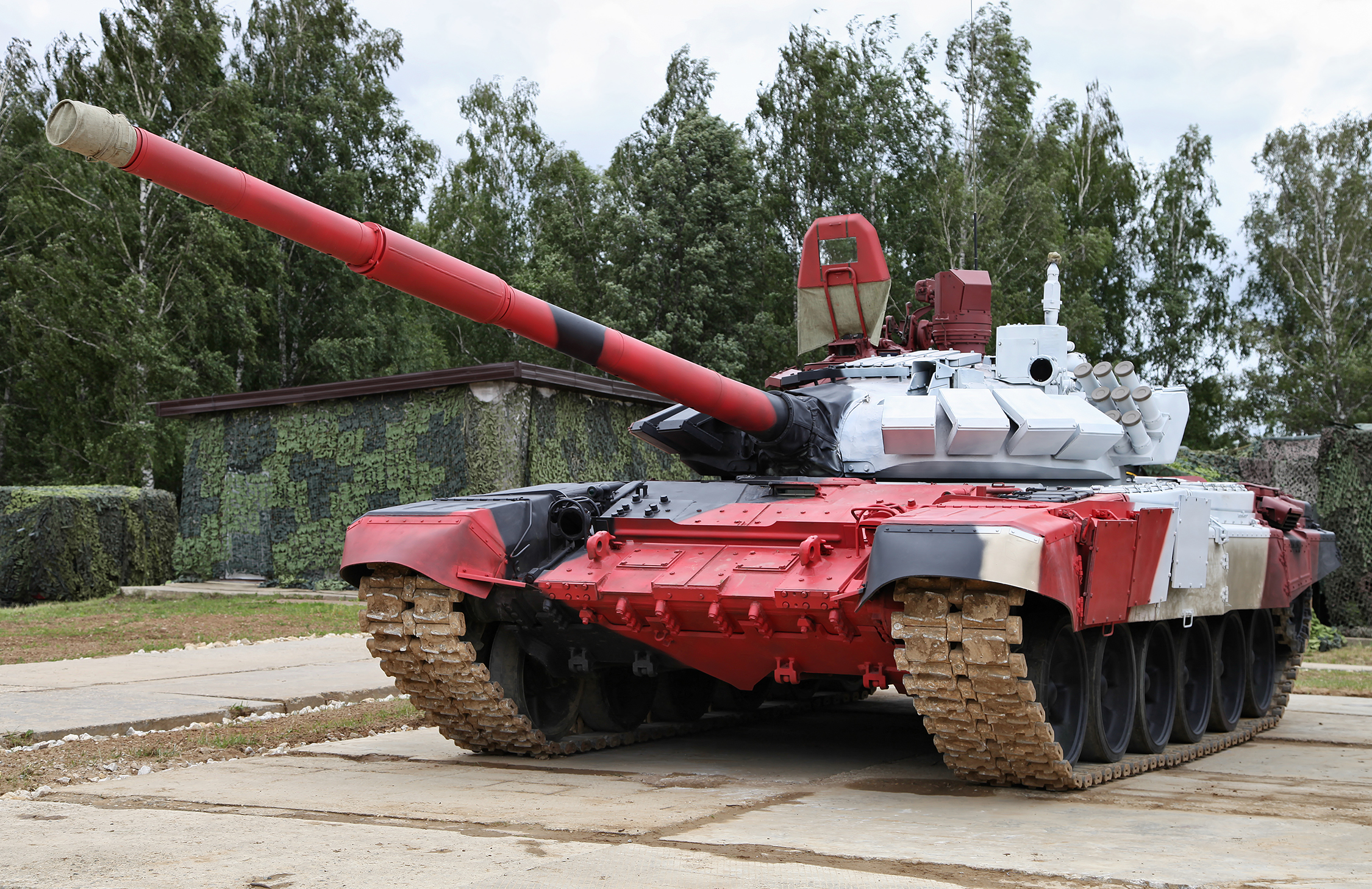
Toàn cảnh T-72B3M với động cơ V-92S2F.

- BMPT: Phương tiện chiến đấu hỗ trợ tăng. BMPT được thiết kế trên cơ sở của xe tăng T-72. Xe được thiết kế để hỗ trợ bộ binh và hộ tống xe tăng. Vỏ giáp gồm thép-composite-phản ứng nổ. Các thông số chính của BMPT: khối lượng chiến đấu 47 tấn, tổ lái: 5 người, động cơ diesel V-92S2 1.000 mã lực, vận tốc tối đa: 65 km/h, hành trình 550 km. Vũ khí gồm: 2 pháo tự động 2A42 30mm với 850 viên, súng máy PKTM 7.62mm với 2000 viên đạn, 2 súng phóng lựu AH-17D cỡ 30mm với 600 viên đạn, 4 ống phóng tên lửa chống tăng 9M120 Ataka-T. Ngoài ra xe còn còn có thể gắn thêm hệ thống bảo vệ chủ động và thụ động.

### Ukraine
- T-72AM "Banan" : Ra mắt vào năm 1992, bản nâng cấp T-72A đầu tiên của Ukraine được bao phủ rộng rãi bằng các lớp gạch Kontakt-1 ERA thế hệ đầu (mảng hình chữ V xung quanh các cạnh của tháp pháo và một mảng ở sườn xe). Nó được trang bị động cơ diesel 6TD-1 hoặc 6TD-2 (1.250 mã lực) từ T-84 và có thêm súng phóng lựu khói.[2][79]
- T-72AG :Gói hiện đại hóa của Phòng thiết kế chế tạo máy Kharkiv Morozov (KMDB) nhằm cải thiện khả năng tự động và hỏa lực của xe tăng với các thành phần chủ yếu có nguồn gốc từ chương trình T-80UD, bao gồm một động cơ 6TD-1 cải tiến có công suất 1.000 mã lực hoặc 1.200 mã lực (881 kW) 6TD-2, các thành phần hệ dẫn động mới từ T-80UD, hệ thống làm mát động cơ cải tiến, bộ tăng áp và bộ lọc không khí. Những nâng cấp này cải thiện khả năng cơ động của xe tăng T-72B và đưa phương tiện nâng cấp lên ngang hàng với T-80UD hiệu suất cao. Những cải tiến hơn nữa đã được thực hiện đối với hệ thống điều khiển hỏa lực, hiện là phiên bản thích ứng của Hệ thống 1A45 Irtysh  với tầm nhìn ban ngày 1G46, ngắm đêm TKN-4S, TPN-4 hoặc TPN-4 Buran-Catherine (loại sau được trang bị thiết bị ngắm hồng ngoại) cũng cho phép bắn tên lửa dẫn đường bằng laser 9M119M Invar phóng từ pháo chính. Tháp pháo của xe tăng được ốp gạch Kontakt-5 ERA và pháo chính được nâng cấp lên biến thể 2A46M1 mới hơn, cùng với hệ thống ổn định pháo chính 2E42M chính xác hơn đáng kể. Tuy nhiên, với hầu hết các thành phần của xe tăng phụ thuộc vào T-80UD - loại xe không được phục vụ ở bất kỳ nơi nào ngoài Nga và Ukraine - biến thể này đã không có bất kỳ thành công xuất khẩu nào.[80][81]
- T-72MP : Gói hiện đại hóa này được công bố vào năm 1997 bởi KMDB và bao gồm một động cơ 6TD-1 cải tiến, Kontakt-5 hoặc Nozh ERA, một hệ thống áp chế hỏa lực hiện đại và một hệ thống điều khiển hỏa lực Sagem SAVAN 15MP tiên tiến với hệ thống nhiệt đa kênh SAVAN 15MP (xạ thủ) và ngắm toàn cảnh SFIM VS580 (chỉ huy). Nhưng khả năng của FCS không được phát huy hết tác dụng vì xe tăng vẫn giữ lại hệ thống ổn định 2E42-2 lỗi thời và pháo chính 2A46M. Việc nâng cấp được cung cấp cùng với Sagem của Pháp và PSP Bohemia của Cộng hòa Séc.[82]
- T-72-120 : Gói vũ khí chính của KMDB được cung cấp lần đầu tiên vào năm 1999 với các nâng cấp T-72AG hoặc -MP, bao gồm pháo chính KBM-2 120 mm nạp đạn tự động, được phát triển bởi GIAT Industries có trụ sở tại Pháp và có khả năng bắn đạn tiêu chuẩn NATO hoặc ATGM. Bản nâng cấp này bao gồm bộ ổn định 2E42-M mới và hệ thống nạp đạn tự động mới được đặt trong tháp pháo được thiết kế lại và tương tự như hệ thống được sử dụng trong xe tăng chiến đấu chủ lực Leclerc với sức chứa 20 viên đạn cố định đơn và 20 viên nữa được cất giữ trong thân xe tại chỗ của cơ chế tải tự động AZ kế thừa. Do đó, chi phí cao liên quan đến việc sửa đổi rộng rãi như vậy đã khiến người mua tiềm năng bỏ xa.[83]
- T-72UA1 : Một bản nâng cấp tương đối đơn giản được phát triển cho ngân sách quốc phòng nhỏ hơn của các quốc gia đang phát triển, nhưng là một bản nâng cấp đã thành công về mặt thương mại. Động cơ V-46 ban đầu được thay thế bằng động cơ diesel hai thì 5TDFMA mới hơn tạo ra công suất 1.050 mã lực (775 kW) và được trang bị hệ thống làm mát nâng cao để sử dụng trong môi trường nhiệt đới, cho phép xe tăng hoạt động trong thời gian dài ở nhiệt độ trên 55 °C. Xe tăng cũng được trang bị một APUEA-10-2 với công suất 10 kW, cho phép các hệ thống của xe hoạt động hoàn toàn khi đứng yên mà không cần chạy động cơ chính, do đó giảm đáng kể mức tiêu thụ nhiên liệu. Một máy lạnh vẫn là tùy chọn. Bảo vệ được tăng cường với việc sử dụng Các ô ERA Nozh trên tháp pháo trong khi vẫn giữ lại các ô Kontakt-1 trên thân xe (tuy nhiên các ô Nozh tương thích với các điểm lắp Kontakt-1 và có thể được lắp lại). Pháo chính, bộ ổn định và FCS không thay đổi so với T-72B. Ethiopia đã mua T-72UA1 với 72 xe tăng được giao vào năm 2011 và 99 vào năm 2012. Quân đội Ukraine đã trở thành khách hàng vào năm 2014 để đáp ứng nhu cầu tức thì sau khi Chiến tranh bùng nổ ở Donbas. Người ta tin rằng có ít hơn 30 xe đã được đặt hàng.T-72AMT của Quân đội Ukraine

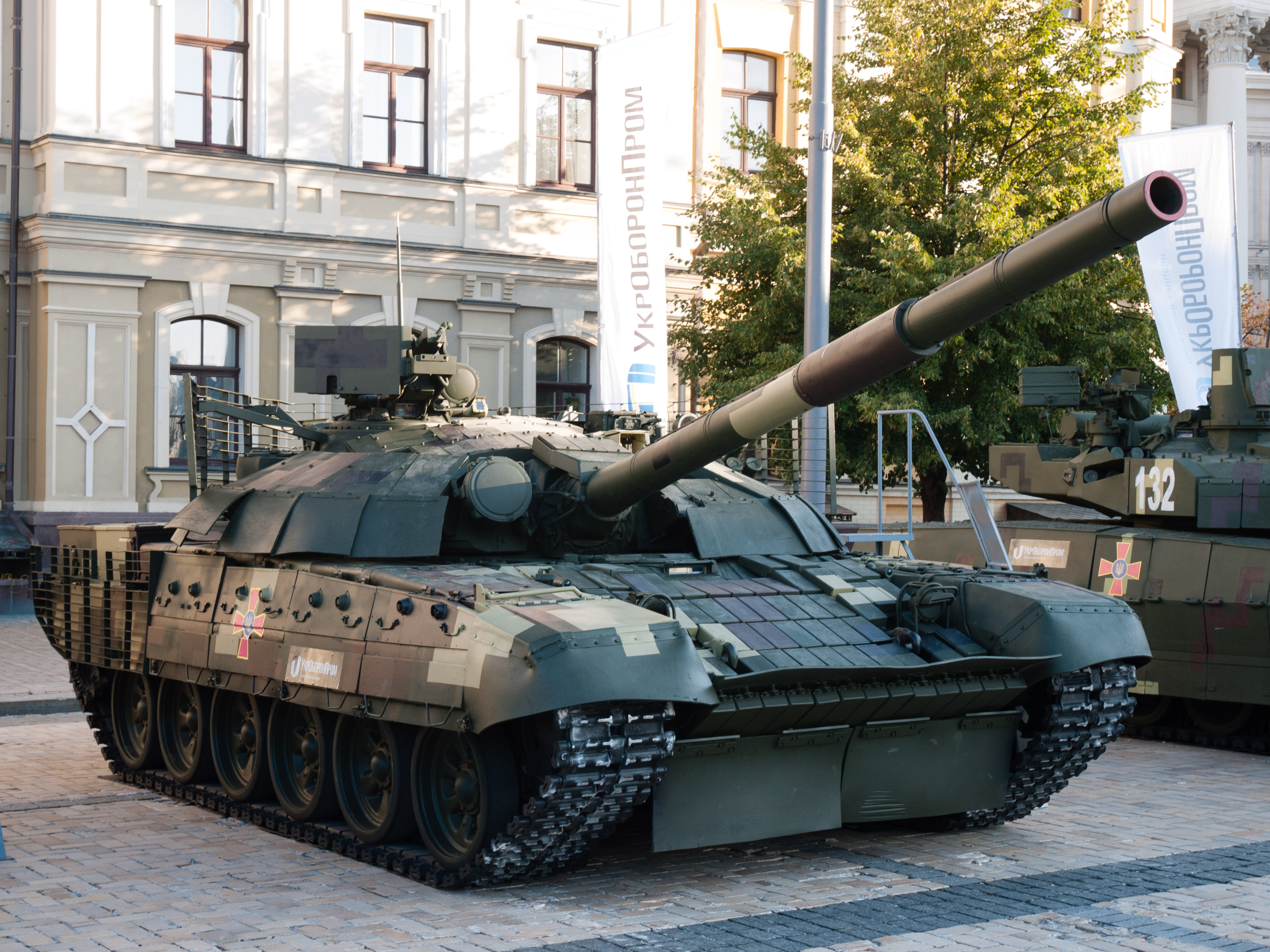
T-72AMT của Quân đội Ukraine

- T-72E : Phiên bản nâng cấp của T-72B ("E" là viết tắt của "Export") được trưng bày tại IDEX 2011 và được phát triển cùng với T-64E. Mặt trước và hai bên thân xe được bảo vệ bởi các hộp Kontakt-1 ERA, trong khi mặt trước tháp pháo, hai bên (phần trước của hai bên) và đỉnh được bảo vệ bằng giáp Nozh đồng nhất. Động cơ được nâng cấp, nó là động cơ diesel đa nhiên liệu 5TDFMA-1, phát triển công suất 1050 mã lực. Xe tăng cũng có điều hòa không khí, hệ thống quan sát ngày và đêm tích hợp máy đo xa laser và khả năng ATGM. Trọng lượng là 42,7 tấn, mang lại cho xe tăng tỷ lệ công suất / trọng lượng là 24,6 mã lực / tấn.
- BMT-72 - Bản nâng cấp T-72 của Ukraine. Thiết kế nhỏ gọn độc đáo của gói cung cấp BMT-72 do Ukraine phát triển, dựa trên cơ sở của T-84, khiến nó không chỉ có thể tăng đáng kể khả năng sức mạnh của xe mà còn đưa vào thiết kế xe một khoang chở quân. Khoang chứa quân được bố trí giữa khoang chiến đấu và khoang động cơ. Trong nóc khoang chở quân có một bộ ba cửa sập ở phần hơi nhô lên của nóc xe phía sau tháp pháo cho phép binh lính lên hoặc xuống xe. Ngoài ra còn có các bước ở cuối mỗi sàn catwalk ở phía sau xe. Sự khác biệt về hình ảnh chính giữa BMT-72 và T-72 là cặp bánh xe thứ bảy.[79][84]
- BTS-5B - Phiên bản Ukraina của BREM-1.
- T-72AMT - Được điều chỉnh để bắn tên lửa chống tăng dẫn đường bằng laser Kombat từ pháo chính của nó, cũng như một số cải tiến về khả năng sống sót và sát thương khác.[85][86]

### Ba Lan
- T-72M / T-72M1 - Các mẫu T-72 tiêu chuẩn, được cấp phép sản xuất tại Ba Lan
  - T-72M (Ob'yekt 172M-E3) : Mẫu xe này được chế tạo theo giấy phép của Bumar-Łabędy ở Gliwice bắt đầu từ năm 1982. Giống như xe tăng Liên Xô, T-72M của Ba Lan ban đầu được trang bị giáp "yếm"; sau đó các xe tăng được nâng cấp với váy bên cao su và súng phóng lựu khói Tucha 902 . Các mẫu sản xuất muộn hơn có thêm một tấm thép 16 mm được hàn trên tấm băng phía trên, giống như trong T-72M1.
  - T-72M1 (Ob'yekt 172M-E5) : Phiên bản xuất khẩu này của T-72A cũng được chế tạo theo giấy phép ở Ba Lan từ năm 1983. Sự khác biệt bên ngoài rõ ràng nhất so với các sản phẩm tương tự của Liên Xô là số lượng điểm lắp KMT ở phía dưới giảm tấm băng thân xe. Đây là phiên bản đầu tiên có các thanh cát bằng gốm thanh "kwartz" trong khoang tháp pháo và áo giáp bằng thép có độ cứng cao 16 mm (0,63 in) trên lớp băng phía trên.
  - T-72M1D : Tên gọi của Ba Lan cho T-72M1K.[87]PT-91 Twardy trong biên chế của Ba Lan.

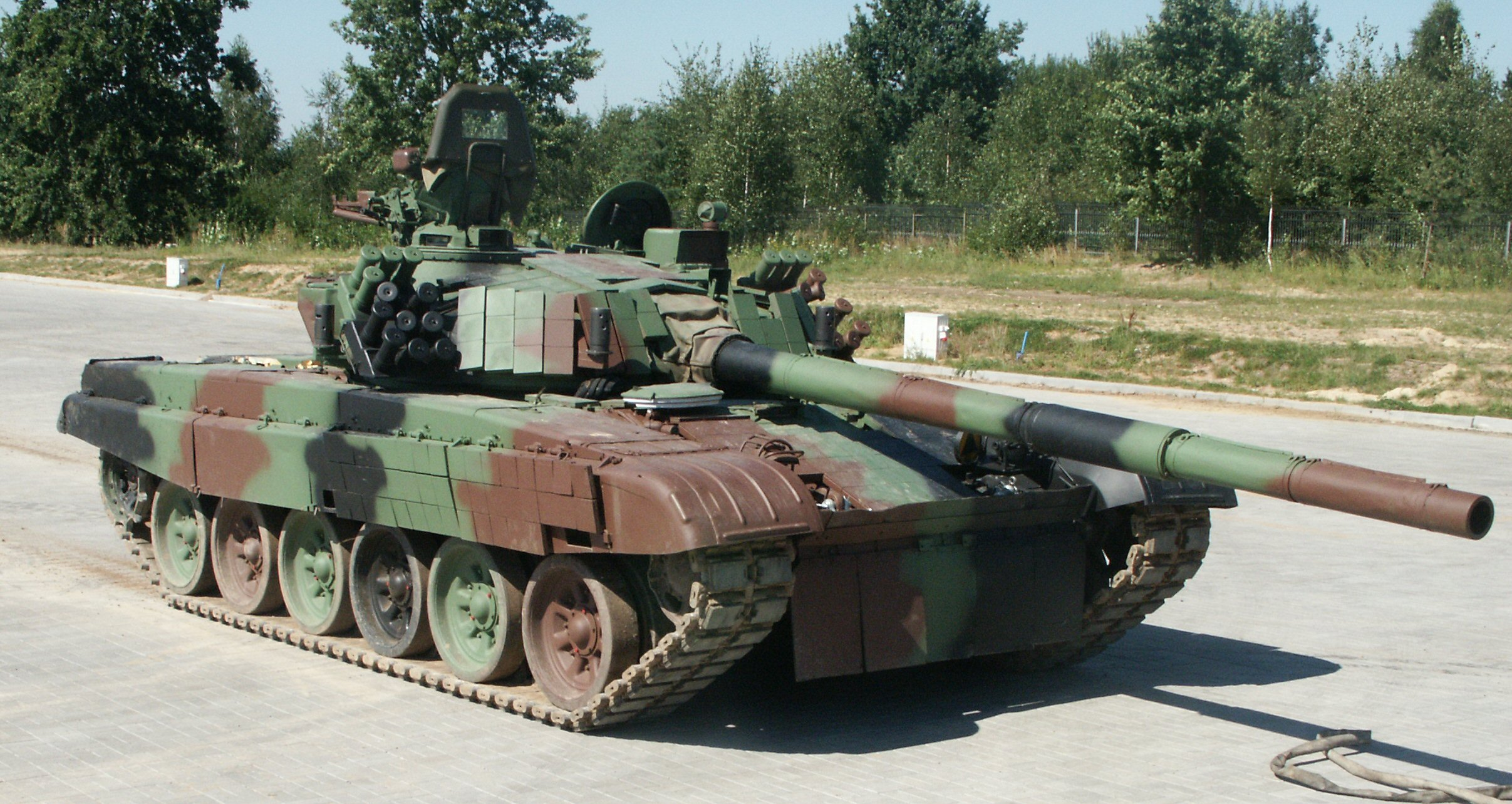
PT-91 Twardy trong biên chế của Ba Lan.

- PT-91 Twardy : Một bản nâng cấp mở rộng của Ba Lan dựa trên T-72M1 được phát triển vào khoảng cuối những năm 1980 và đầu những năm 1990 và liên quan đến việc sử dụng hệ thống điều khiển hỏa lực kỹ thuật số mới, ERA độc quyền và một động cơ nâng cấp. Điều này hình thành cơ sở cho toàn bộ dòng phương tiện phái sinh. PT-91 là kết quả của các chương trình nâng cấp T-72 trước đó:
  - Jaguar : Khi Ba Lan bắt đầu sản xuất T-72 vào năm 1982, người Ba Lan đã cân nhắc việc nâng cấp chúng và chương trình nâng cấp T-72 nội địa đầu tiên được đưa ra bởi Viện vũ khí và trang bị của Quân đội Ba Lan. Dự án có tên mã là Jaguar vì đó là tên gọi mà Liên Xô chuyển giao gói dữ liệu kỹ thuật cho T-72.[79]
  - Wilk : Bắt đầu từ năm 1986, dự án T-72 Wilk của Ba Lan được thành lập để cho phép các nhà máy sửa chữa xe tăng nâng cấp xe tăng T-72 trong cơ sở của họ. Đặc biệt, người ta đã đề xuất thay thế hệ thống điều khiển hỏa lực Volna do Liên Xô sản xuất bằng Kladivo FCS do Tiệp Khắc sản xuất hoặc SKO-1 Mérida của Ba Lan, vốn được thiết kế cho T-55AM "Merida". Bên cạnh FCS mới, các thiết bị nhìn đêm thụ động Radomka đã được lắp đặt trong khoang lái xe, cũng như hệ thống cảnh báo ban đêm Liswarta, hệ thống cảnh báo chiếu sáng laser Obra, súng phóng lựu khói chống laser Tellur, váy bên kim loại rắn hoặc mô-đun và do Ba Lan phát triển Giáp phản ứng nổ Erawa-1 hoặc Erawa-2 cũng được trang bị. Chương trình này đã được phát triển thêm và dẫn đến PT-91.
- PT-91M Pendekar - Biến thể xuất khẩu sản xuất cho Malaysia với hệ thống điều khiển hỏa lực Sagem Savan-15, gói công suất 1.000 mã lực mới với hộp số tự động Renk, đưa tốc độ tối đa lên 70 km / h. Pháo chính của xe đã được đổi thành pháo ZTS 2A46MS 125 mm, súng máy đồng trục FN MAG 7,62 mm và súng máy FN Browning M2HB AA 12,7 mm. Biến thể này cũng được trang bị tầm nhìn toàn cảnh Sagem, hệ thống dẫn đường quán tính con quay hồi chuyển laser Sagem, hệ thống ổn định tháp pháo, hệ thống cảnh báo laser Obra-3, tích hợp với súng phóng lựu đạn khói 81 mm, hệ thống cảnh báo và bảo vệ CBRN, hệ thống liên lạc Thales. Áo giáp phản ứng nổ ERAWA 2 và bánh xích do Đức sản xuất. Hai nguyên mẫu được thực hiện (đổi tên thành PT-91E và PT-91Ex), 48 chiếc PT-91M Malaj nối tiếp được sản xuất 2007-2009.
- WZT-3 : Xe cứu kéo bọc thép dựa trên T-72M. Nó được trang bị súng máy 12,7 mm (1⁄2 in) được lắp vào cửa hầm chỉ huy. Thiết bị tiêu chuẩn bao gồm: cần trục với cần cẩu ống lồng có thể nâng tải trọng tối đa 15 tấn, lưỡi ủi ổn định gắn phía trước, tời chính và phụ.[79] WZT-3M ARV

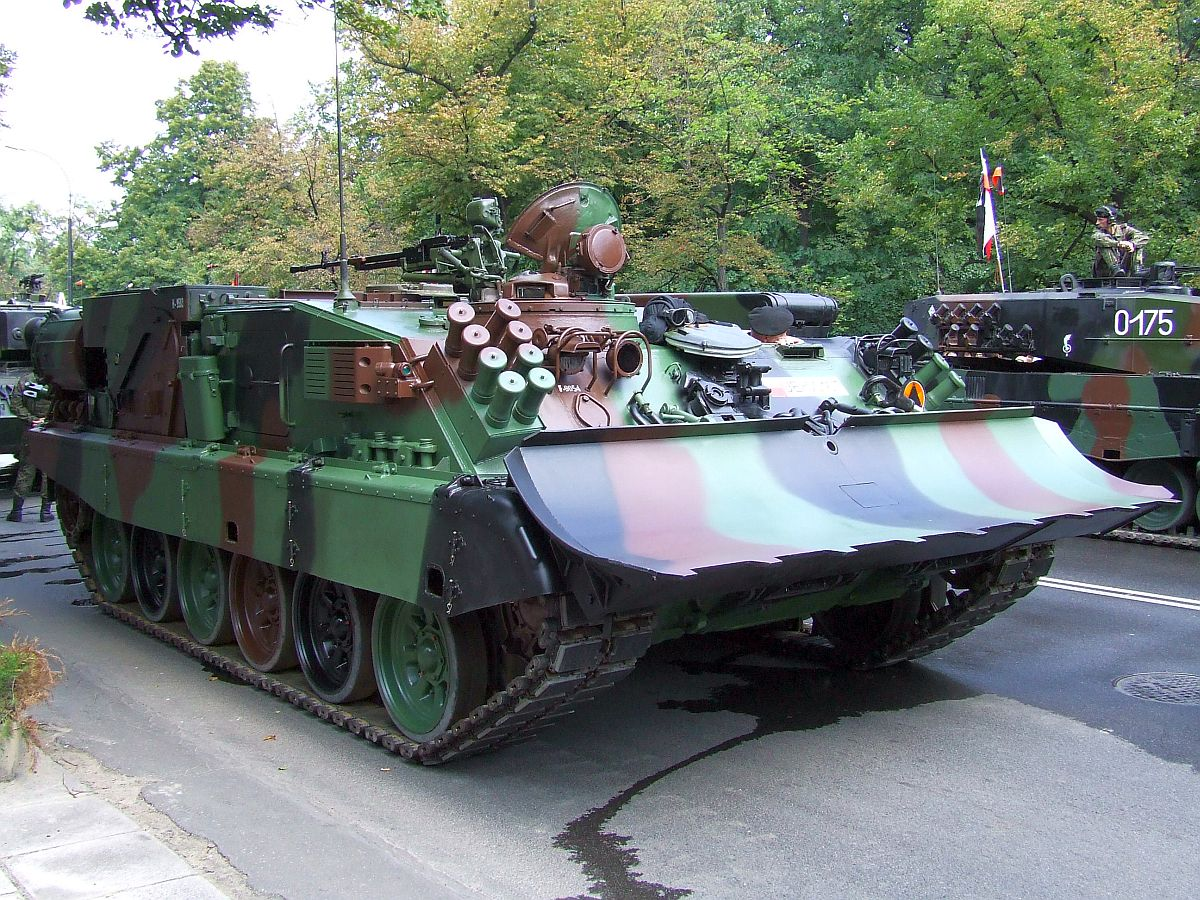
WZT-3M ARV

  - WZT-3M : Một biến thể dựa trên PT-91 cho Quân đội Ba Lan
  - M-84AI : Một biến thể dựa trên M-84A , được sản xuất theo giấy phép ở Nam Tư - 15 chiếc cho Kuwait
  - ARV-3 : Một biến thể dựa trên T-72 cho Quân đội Ấn Độ - 352 xe được sản xuất
- MID Bizon-S : xe tăng kỹ thuật dựa trên thân xe tăng PT-91
  - MID-M : Một biến thể dựa trên PT-91M cho Quân đội Malaysia
  - WZT-4 : Xe phục hồi bọc thép, biến thể dựa trên PT-91M cho Quân đội Malaysia (về mặt kỹ thuật, phương tiện này có quan hệ mật thiết với MID-M, không phải WZT-3)
- SJ-09 : Xe đào tạo lái xe của Ba Lan. Tháp pháo đã được thay thế bằng một cabin phẳng với nòng pháo giả. Quân đội Ba Lan sử dụng xe dựa trên T-72, Quân đội Malaysia có một xe dựa trên PT-91M.
- PZA Loara : Nguyên mẫu SPAAG dựa trên khung gầm T-72.[79]

### Romania
- TR-125 - Xe tăng Romania dựa trên T-72 với giáp bổ sung, FCS mới, súng mới, hệ thống treo sửa đổi và động cơ diesel mạnh mẽ hơn.

### Bulgaria

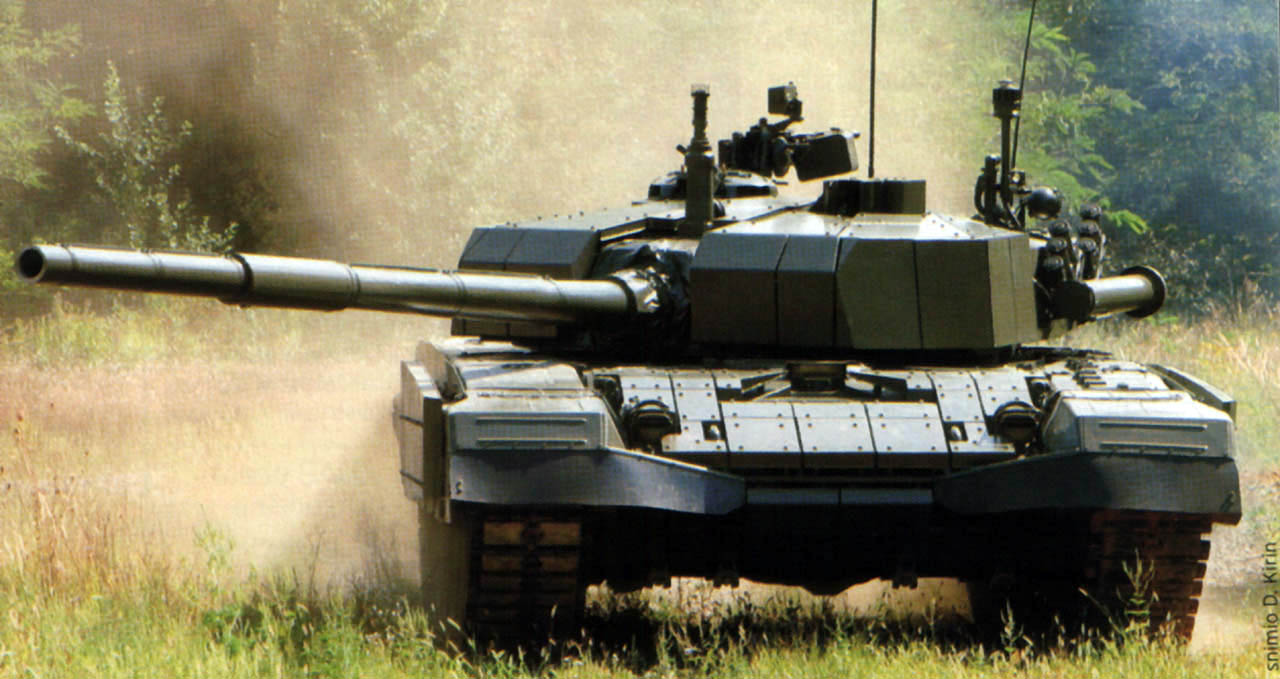
Một chiếc M-95 Degman của Quân đội Croatia

T-72M2 - Thiết kế xe tăng nội địa, dựa trên T-72M1 của Liên Xô, với các thiết bị tầm nhiệt và tầm nhìn ban đêm mới, giáp cải tiến (lên đến 650 mm) và lớp bọc chống bức xạ, váy bên cao su, lớp phủ ức chế C4I và IR.

### Croatia
- M-84D - Phiên bản nâng cấp hiện đại của M-84A4 với công nghệ được phát triển cho M-95 Degman.
- M-95 Degman - Xe tăng thế hệ thứ 3 dựa trên nguyên mẫu M-91 Vihor của Nam Tư.
- M-84A4 - Xe tăng chiến đấu chủ lực thế hệ thứ ba của Nam Tư, một biến thể của T-72 của Liên Xô, được sản xuất tại Đuro Đaković specijalna vozila của Croatia.

### Cộng hòa Séc

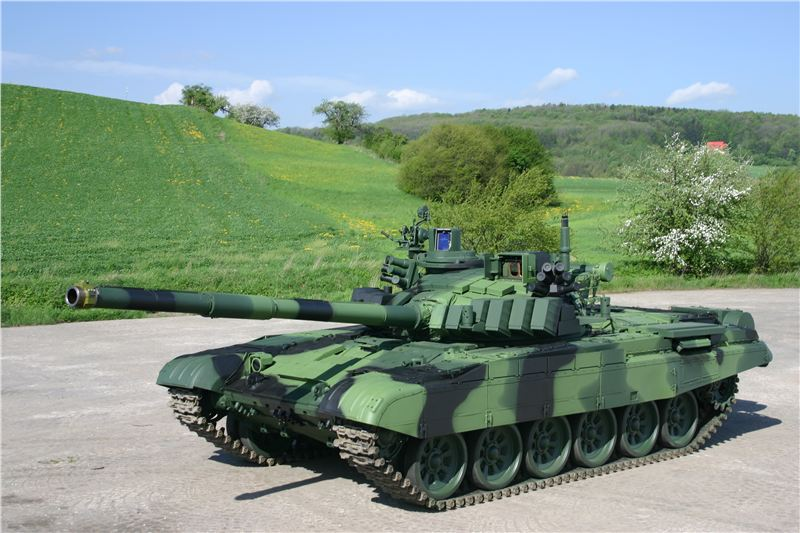
T-72M4 CZ

T-72M4 CZ khai hỏa.

- T-72M4CZ : T72M4 CZ của Séc là phiên bản nâng cấp toàn diện về mọi mặt của T-72M1, dẫn đến một chiếc xe tăng chỉ có bề ngoài giống với tiền thân. Hiệu suất tự động hóa đã được nâng cao với một Perkins Động cơ diesel làm mát bằng nước CV12-1000 1.000 mã lực (740 kW) kết hợp với hộp số tự động Nimda XTG-411-6. Tất cả công việc huấn luyện lái xe đều do công ty Nimda của Israel thực hiện và liên quan đến việc sửa đổi nhỏ thân xe tăng và khoang lái. Bản nâng cấp đã bổ sung thêm Dyna-72 ERA mới do Cộng hòa Séc sản xuất để bảo vệ chống lại đạn HEAT và đạn xuyên động năng tác động vào mặt trước của tháp pháo và thân xe, đồng thời chống lại các loại đạn ATGM tấn công từ trên cao và các loại đạn phụ có ngói ERA phủ trên nóc tháp pháo. Khả năng sống sót được tăng cường với hệ thống cảnh báo laser Obra do Ba Lan sản xuất được tích hợp với một loạt súng phóng lựu đạn khói DGO-1 ở mỗi bên tháp pháo, hệ thống ngăn chặn hỏa lực Deugra, bộ REDA NBC và máy cày mìn điện từ.C1 Ariete) cho phép chế độ hoạt động "kẻ giết người đi săn"; chỉ huy có tầm nhìn toàn cảnh ngày / đêm với máy đo xa laser và máy ảnh tầm nhiệt Attila tích hợp và có thể tấn công mục tiêu một cách độc lập, trong khi xạ thủ có tầm nhìn chính của riêng mình với kênh ảnh nhiệt. FCS có các cảm biến hiệu chỉnh sự biến dạng nhiệt của nòng súng, nhiệt độ của thuốc phóng đạn, điều kiện khí tượng, tổng cộng có 22 cụm cảm biến được lắp đặt tại một số điểm trên tháp pháo. Đạn APFSDS 125mm EPpSV-97 mới được phát triển để sử dụng cho xe tăng mới có thể xuyên thủng 540 mm thép RHA ở cự ly 2.000 m. Xe tăng Séc cũng được trang bị camera quan sát phía sau, hệ thống liên lạc nội bộ mới, hệ thống định vị, hệ thống chẩn đoán tự động DITA 72 / 97B và cải tiến hệ thống treo do trọng lượng của T-72M4 CZ tăng thêm 4 tấn. Pháo chính 2A46 lỗi thời vẫn được giữ nguyên như hệ thống ổn định ban đầu 2E28M, được nâng cấp khiêm tốn với hệ thống truyền động thủy lực và cảm biến con quay hồi chuyển mới, dẫn đến chỉ có những cải thiện nhỏ về xác suất bắn trúng đầu tiên mặc dù TURMS-T FCS phức tạp và đắt tiền. Xác suất được công bố là bắn trúng mục tiêu đứng yên khi đang di chuyển được cho là từ 65-75% với phát bắn đầu tiên. Trong khi so sánh Leopard 2A4 từ giữa những năm 1980 có thể đạt xác suất trúng đạn đầu tiên khi đang di chuyển là 75-85% ở cự ly 2.000 m và cao tới 90% với một tổ lái lành nghề. Cuộc đấu thầu ban đầu đã kêu gọi đặt hàng 350 xe tăng, số xe này đã bị hạ xuống 140 do ngân sách quốc phòng ngày càng cạn kiệt và cuối cùng dẫn đến cam kết chỉ nâng cấp 35 xe tăng lên tiêu chuẩn T-72M4 CZ. Một trong những lý do cho sự giảm mạnh này là do chi phí nâng cấp ngày càng leo thang - từ ước tính ban đầu là 3,7 triệu đô la Mỹ - và kết thúc với chi phí cuối cùng là 5,2 triệu đô la Mỹ cho mỗi xe tăng.[88]
  - VT-72M4 : ARV VT-72 (BREM-72) hiện đại hóa với các nâng cấp T-72M4CZ bao gồm nâng cấp gói năng lượng và thông tin liên lạc.[79]
- T-72 Scarab : hiện đại hóa T-72M1 của công ty Excalibur Army của Séc.[89]

### Phần Lan
- T 72 FINMOD 1 - Chương trình nâng cấp bắt đầu vào năm 1989, việc nâng cấp bao gồm một bộ phát điện mới cho phép quay và đảo chiều nhanh hơn, cũng là một FCS mới giống như trong T-55M nâng cấp của Phần Lan cũng như một loại đạn mới, nâng cấp giai đoạn đầu tiên này là ngân sách nâng cấp, các nâng cấp khác bao gồm ảnh nhiệt cho xạ thủ. Ít nhất một chiếc T-72M1 đã được nâng cấp lên cấp FINMOD 1.
- T 72 FINMOD 2 - Nâng cấp giai đoạn hai, bao gồm mọi thứ từ giai đoạn nâng cấp đầu tiên, nhưng trong giai đoạn 2 nâng cấp này, xe tăng cũng có giáp ERA (Kontakt-1) và có thể có bộ nạp đạn mới cho đạn APFSDS dạng thanh dài. Ít nhất một chiếc T-72M1 đã được nâng cấp lên FINMOD 1 cấp, tuy nhiên, liệu ERA Kontakt-1 đã được thử nghiệm mô hình hay thử nghiệm hoàn toàn với Kontakt-1 thật hay chưa vẫn chưa được biết cho đến khi các chương trình FINMOD chưa được phân loại.
- T 72 FINMOD 3 - Nâng cấp Giai đoạn thứ Ba và là giai đoạn tốn kém nhất. Điều này bao gồm một khẩu pháo chính mới, hệ thống điều khiển hỏa lực mới, kính ngắm ban đêm / nhiệt áp, áo giáp bổ sung, khả năng tên lửa SALH, hệ thống cảnh báo laser / radar giống như các hệ thống cuối những năm 80 của Israel. Giáp bổ sung sẽ là của MEXAS / AMAP và động cơ mới sẽ là động cơ Wärtsilä 1000HP X8 của Phần Lan + hộp số RENK ESM-350 của Pháp. Theo những người tham gia dự án này, xe tăng sẽ có ngoại hình tương tự như T-55AGM, hoặc thân của M-95 Degman kết hợp với tháp pháo của T-80U, hiệu quả của lớp giáp cũng sẽ ở giữa Leopard 2A4 và 2A6. Tất cả các bộ phận đã sẵn sàng để lắp ráp tuy nhiên không có chiếc T-72 FINMOD 3 nào được hoàn thiện đầy đủ.

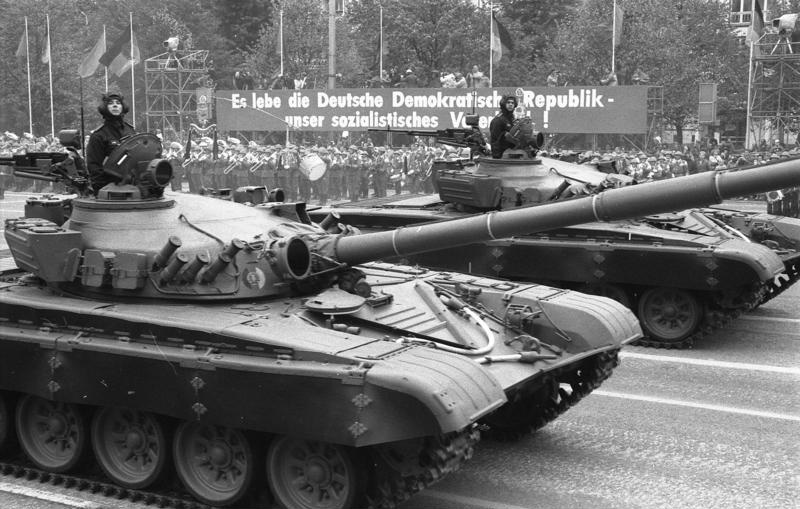
T-72M trong cuộc diễu hành ở Đông Berlin, 1988

### Đông Đứccũ
- T 72M - Thiết bị định danh này không chỉ được sử dụng cho T-72M tiêu chuẩn mà còn cho 75 chiếc T-72 cơ bản đã được RWN nâng cấp vào năm 1986. Những xe tăng này (Kampfpanzer) được trang bị váy bên cao su, súng phóng lựu khói "Tucha" và tấm thép 16 mm bổ sung trên tấm băng phía trên.[90]
- T 72M "Übergangsversion" - thiết bị định danh của quân đội Đông Đức cho 23 chiếc T-72M sản xuất muộn của Ba Lan, được trang bị thêm lớp giáp thân xe. Được giao vào năm 1986.
- T 72 (K) và T-72 (K1) - Định danh của Quân đội Đông Đức cho xe tăng chỉ huy (Führungspanzer ).
- T 72TK - Tên gọi Đông Đức cho VT-72B (BRAM-72B). Chiếc xe này được lên kế hoạch đưa vào biên chế với Quân đội Đông Đức vào năm 1990, nhưng chỉ có một chiếc thực sự được bàn giao cho IB-9 (Instandsetzungsbatallion 9) tại Drögeheide (Torgelow). Hai chiếc khác vẫn ở Grossenhain (Xưởng xe tăng Trung tâm gần Dresden) vào ngày 3 tháng 10 năm 1990. Tại nơi này, các xe tăng đã được lắp bộ phụ kiện NVA liên quan và các cần cẩu đã được kiểm tra / chứng nhận.[79]Xe đào tạo lái xe FAB 172M

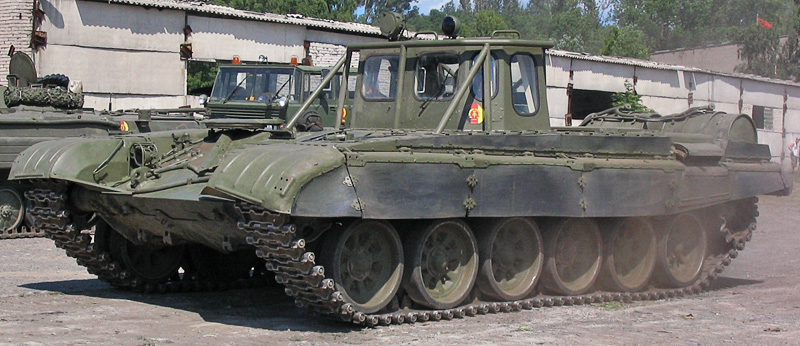
Xe đào tạo lái xe FAB 172M

- BLP-72 (Brückenlegepanzer) - Quân đội Đông Đức đã có kế hoạch phát triển một loại xe tăng cầu nối mới đáng lẽ đã sẵn sàng để sản xuất hàng loạt từ năm 1987 nhưng sau một số khó khăn, dự án đã bị hủy bỏ.[91]
- FAB 172M hoặc FAP 172U (Fahrausbildungspanzer) - Xe đào tạo lái xe. Ba chiếc được chế tạo bằng cách sử dụng khung gầm của dự án BLP-72 đã bị hủy bỏ.

### Tiệp Khắccũ

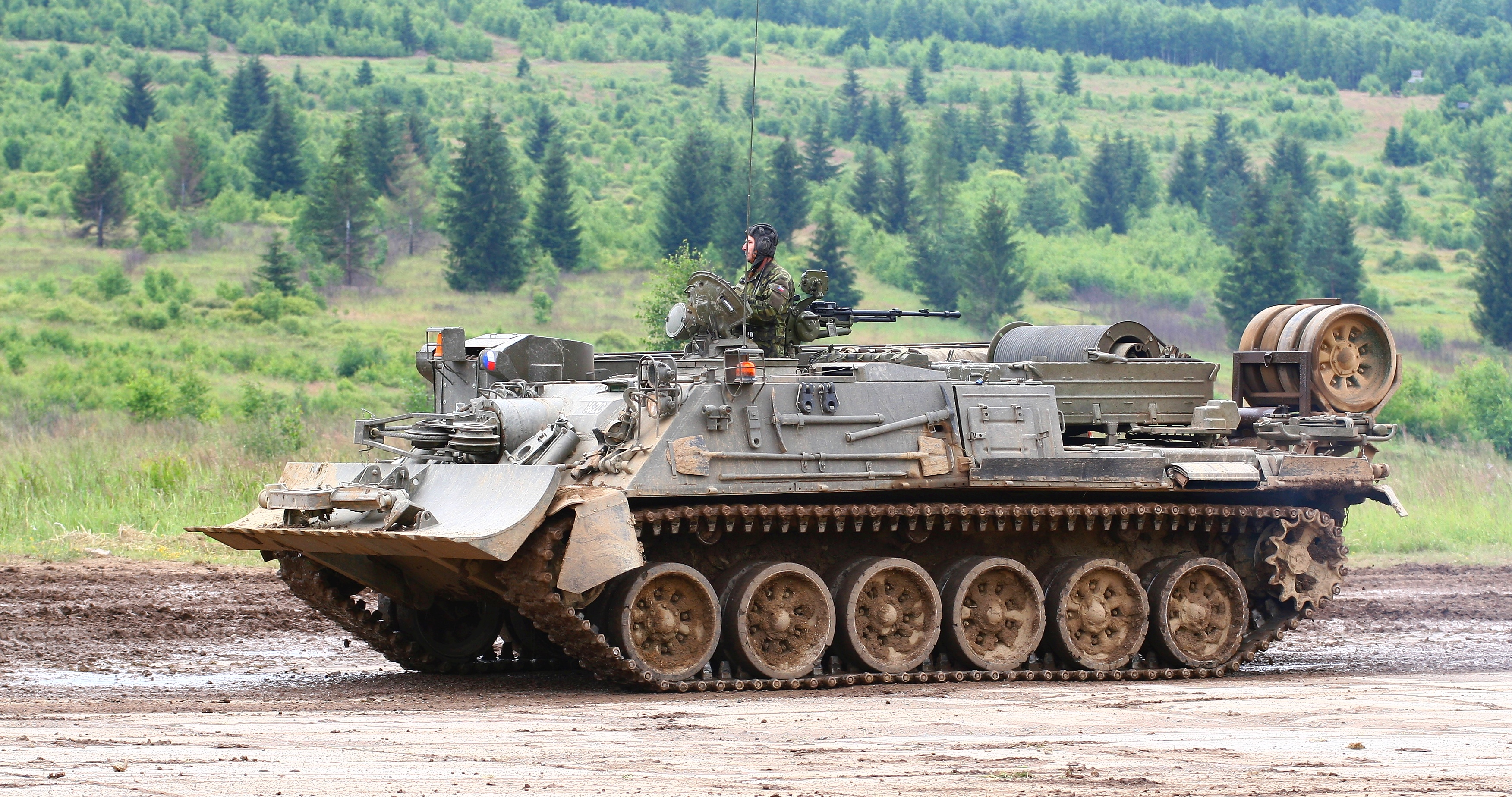
Xe bọc thép VT-72 của Tiệp Khắc.

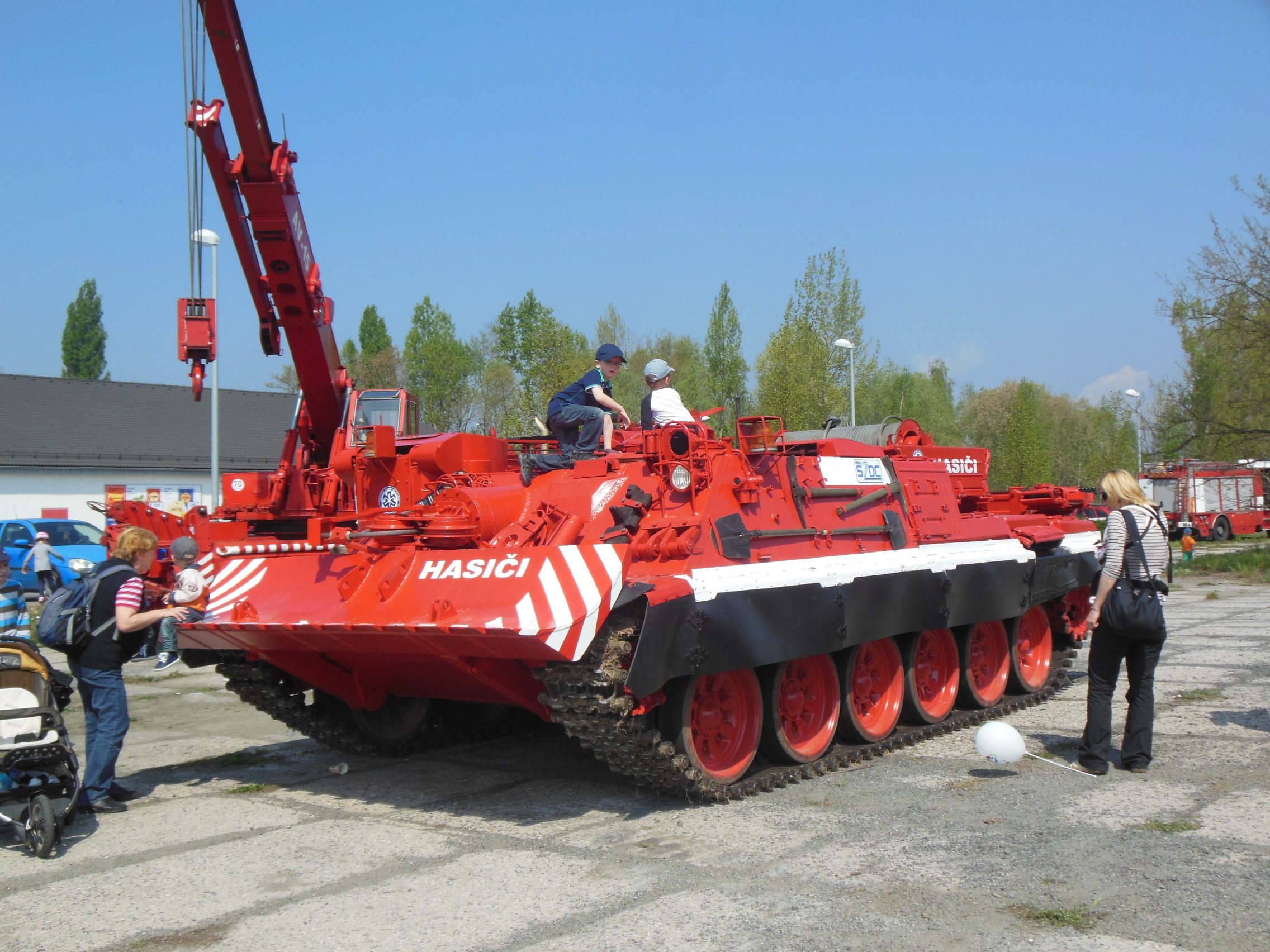
VT-72B phục vụ chữa cháy

- T-72M (Ob'yekt 172M-E3) - Mẫu xe tăng được chế tạo theo giấy phép của ZTS Martin. Theo các nguồn tin phương Tây, nó thường được gọi là T-72G, có thể là thiết bị định danh cho phiên bản xuất khẩu sang Trung Đông. Vào cuối những năm 1980, xe tăng được sản xuất cho quân đội Tiệp Khắc và xuất khẩu cũng được trang bị một số cải tiến từ chương trình T-72A của Liên Xô, bao gồm váy bên cao su (thay vì "giáp mang") và súng phóng lựu khói 902B "Tucha".
- T-72M1 (Ob'yekt 172M-E5) - Phiên bản xuất khẩu này của T-72A cũng do Martin chế tạo. Một điểm khác biệt bên ngoài so với nguyên bản của Liên Xô là số lượng giá đỡ KMT trên tấm băng phía dưới được giảm bớt.
- VT-72 (BRAM-72 )(xe tăng vyprošťovací) - Xe thiết giáp phục hồi của Tiệp Khắc dựa trên khung gầm T-72.[92]
  - VT-72B (BRAM-72B )- Xe cứu kéo bọc thép Tiệp Khắc dựa trên BREM-1 với lưỡi dozer với các bánh xích nổi bật gắn ở phía trước của xe, cần cẩu thủy lực ở bên phải của xe và một cấu trúc thượng tầng lớn được xây dựng ở phía trước thân xe với kích thước lớn giải quyết khối trước mặt nó.[79]

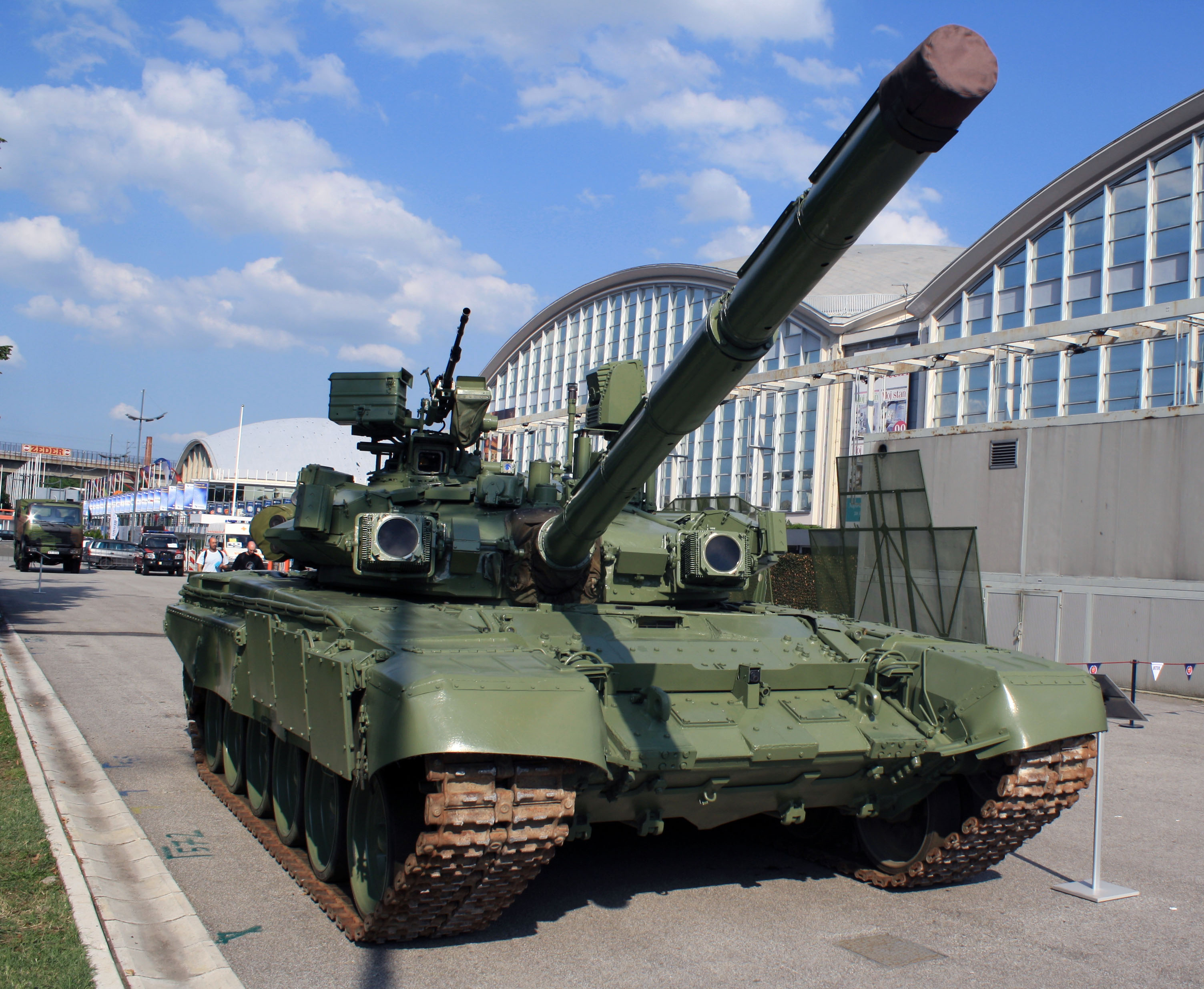
Xe tăng hiện đại hóa M-84AS (M-84AB1) của Serbia.

### Nam Tư
- M-84 - Thiết kế nội địa dựa trên T-72M nhưng với một số nâng cấp.
- M-84A - Phiên bản cải tiến dựa trên T-72M1, với hệ thống điều khiển hỏa lực máy tính SUV-M-84 mới, bao gồm cả tầm nhìn ngày / đêm của xạ thủ DNNS-2, với khả năng ổn định độc lập trên hai mặt và máy đo xa laser tích hợp . Các nâng cấp khác bao gồm động cơ 1.000 mã lực mạnh hơn.
  - M-84AK - Phiên bản chỉ huy của M-84A gắn thiết bị dẫn đường trên đất liền.
- M-84AB - Phiên bản xuất khẩu của M-84A. Khoảng 150 chiếc đã được xuất khẩu sang Kuwait.
  - M-84ABK - Phiên bản chỉ huy của M-84AB được trang bị thiết bị dẫn đường trên đất liền.
  - M-84ABN - Phiên bản dẫn đường của M-84AB được trang bị các thiết bị liên lạc đa dạng, thiết bị dẫn đường trên đất liền và máy phát điện cho vai trò chỉ huy.

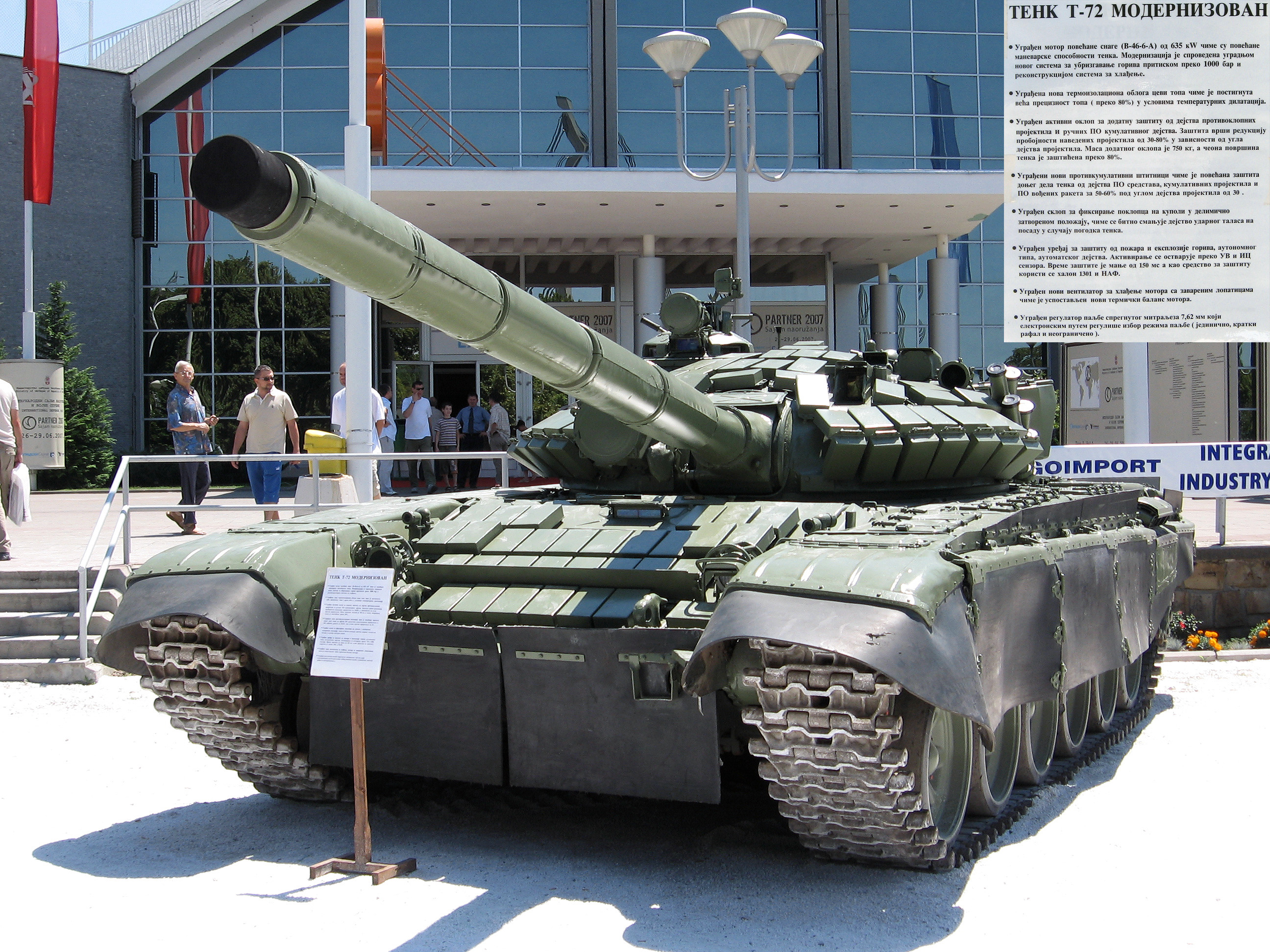
Phiên bản nâng cấp T-72 có giáp phản ứng của Serbia

### Serbia
- M-84AS - Xe tăng M-84A được Yugoimport SDPR hiện đại hóa lên tiệm cận T-90.
- M-84AI - Phương tiện phục hồi bọc thép được tạo ra từ khung gầm của M-84A. Được hoàn thiện với sự giúp đỡ của các chuyên gia Ba Lan, cho ra đời một chiếc xe tương tự như WZT-3. Thiết bị tiêu chuẩn bao gồm: Cần trục TD-50, lưỡi ủi ổn định gắn phía trước, tời chính và phụ.
- Gói hiện đại hóa Yugoimport T-72 - Nâng cấp động cơ, thiết bị liên lạc và ERA.
- M-84AS2 - M-84A được Viện Kĩ thuật quân sự Serbia nâng cấp sâu, ra mắt năm 2020[93] . Xe được trang bị giáp phản ứng nổ thế hệ thứ ba M 19, hệ thống điều khiển hỏa lực hiện đại với kính quan sát toàn cảnh "PKP-MRO"[94] tích hợp camera ảnh nhiệt thế hệ thứ 3 dành cho trưởng xe, và kính ngắm đa kênh DNNS-2TI cho pháo thủ, hệ thống quản lý chiến trường kĩ thuật số và hệ định vị toàn cầu. Ngoài ra xe được trang bị súng máy 12,7 mm điều khiển từ xa cùng các loại đạn mới cho pháo chính 125 mm như: đạn APFSDS M-88 , đạn nổ mạnh dùng ngòi vô tuyến,...

### Slovakia
- T-72M1A - T-72M1 được nâng cấp với hệ thống treo ghế lái từ nóc thân xe, hệ thống giám sát động cơ DSM 16.1, gói giáp ERA xung quanh tháp pháo với phần trước bằng phẳng, hệ thống phát hiện và chế áp hỏa lực, hệ thống truyền động cải tiến, bảo vệ sàn thân xe được cải thiện. Hệ thống cảnh báo phát hiện laser, dây điện được sửa đổi, tầm nhìn ban đêm của lái xe PNK-72, chỉ huy SGS-72A ổn định tầm nhìn thụ động, tầm nhìn của xạ thủ với đầu lớn có hai cửa, động cơ diesel S12U, hệ thống điều khiển hỏa lực EFCS3-72A của Slovenia và lựu đạn khói MB bộ phóng điện ở mỗi bên của tháp pháo. Nó cũng có hai thanh cảm biến bên ngoài gắn trên nóc tháp pháo.[79]T-72M1 của Quân đội Slovakia.

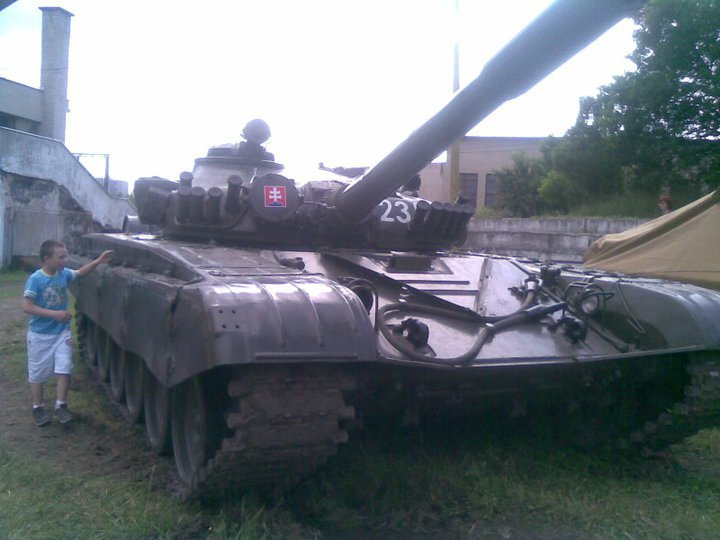
T-72M1 của Quân đội Slovakia.

- T-72M2 - Phiên bản hiện đại hóa của Slovakia. Quá trình phát triển đã hoàn thành nhưng không có bất kỳ chỉ thị hiện đại hóa xe tăng nào.
- VT-72C - VT-72B cải tiến được sản xuất từ năm 1999 cho Ấn Độ. Nó được trang bị động cơ diesel S-12U của Ba Lan mạnh hơn và có nội thất sửa đổi.[79]
- VT-72Ž - Xe tăng công binh. Tương tự như VT-72B nhưng với một cánh tay ống lồng được sửa đổi với gầu.
- MT-72 - Cầu kéo của Slovakia dựa trên khung gầm T-72. Khi được triển khai cây cầu dài 20 m và sẽ vượt qua khoảng trống 18 m. Nó có khả năng mang tải trọng lên đến 50 tấn.[79]
- ShKH 2000 "Zuzana" (Zuzanne) - Phiên bản 155 mm (45 cỡ nòng) (nguyên mẫu đầu tiên được ZTS hoàn thành vào tháng 12 năm 1992) của lựu pháo tự hành Dana 152 mm lắp trên khung gầm T-72M1 sửa đổi.[79]

### Georgia

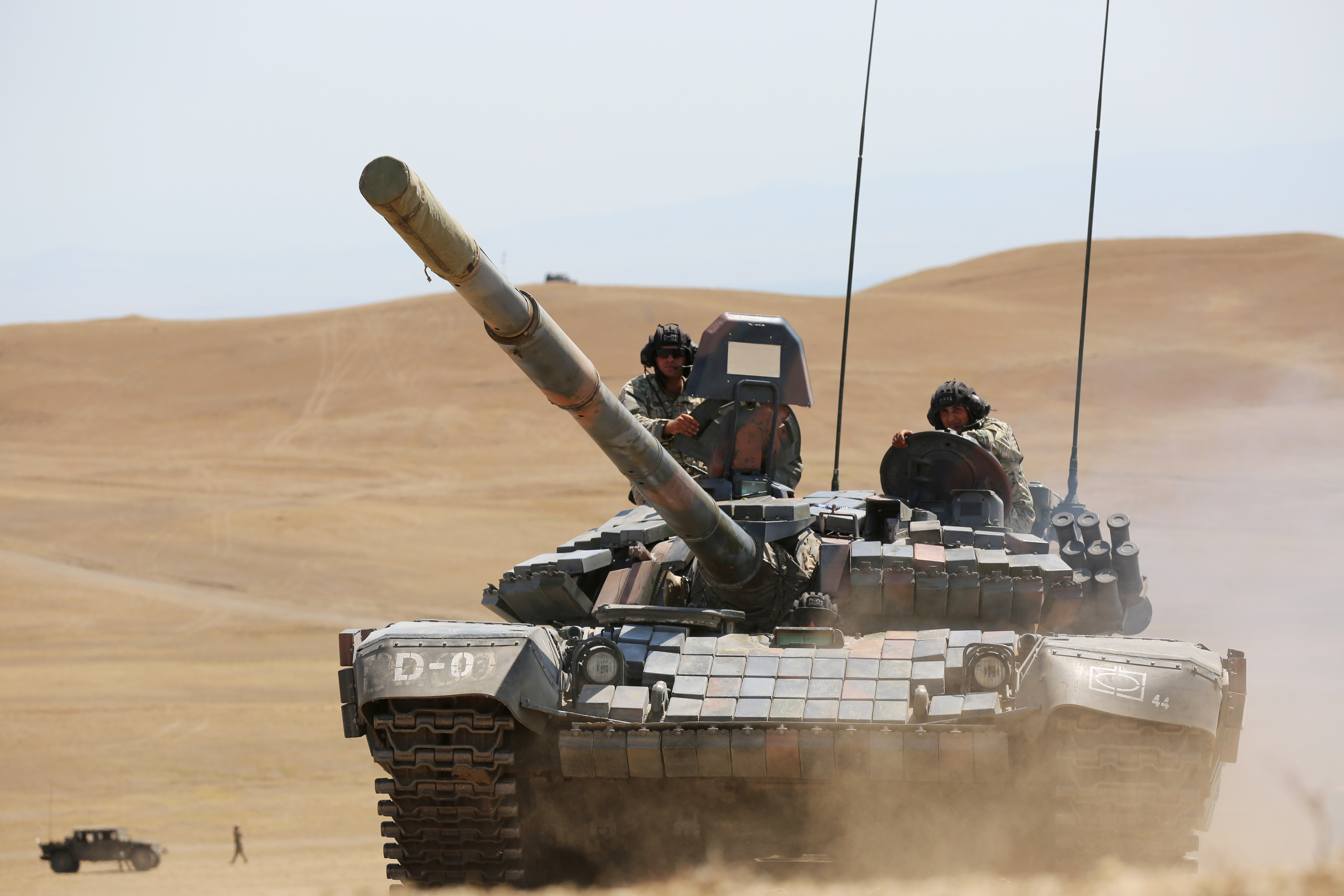
Một chiếc T-72 SIM 1 của Gruzia, cấu hình tiên tiến nhất trong lực lượng xe tăng Gruzia.

- T-72 SIM-1 - Tăng cường khả năng trang bị giáp phản ứng K-1 và giáp thụ động K-5. Hệ thống chỉ huy và điều khiển FALCON mới, hệ thống định vị GPS và hệ thống điều khiển hỏa lực SKO-1T DRAWA-T của Ba Lan với máy ảnh nhiệt và máy đo xa laser (từ PT-91 Twardy).  Xe cũng có hệ thống nhận dạng bạn hoặc thù.

### Ấn Độ

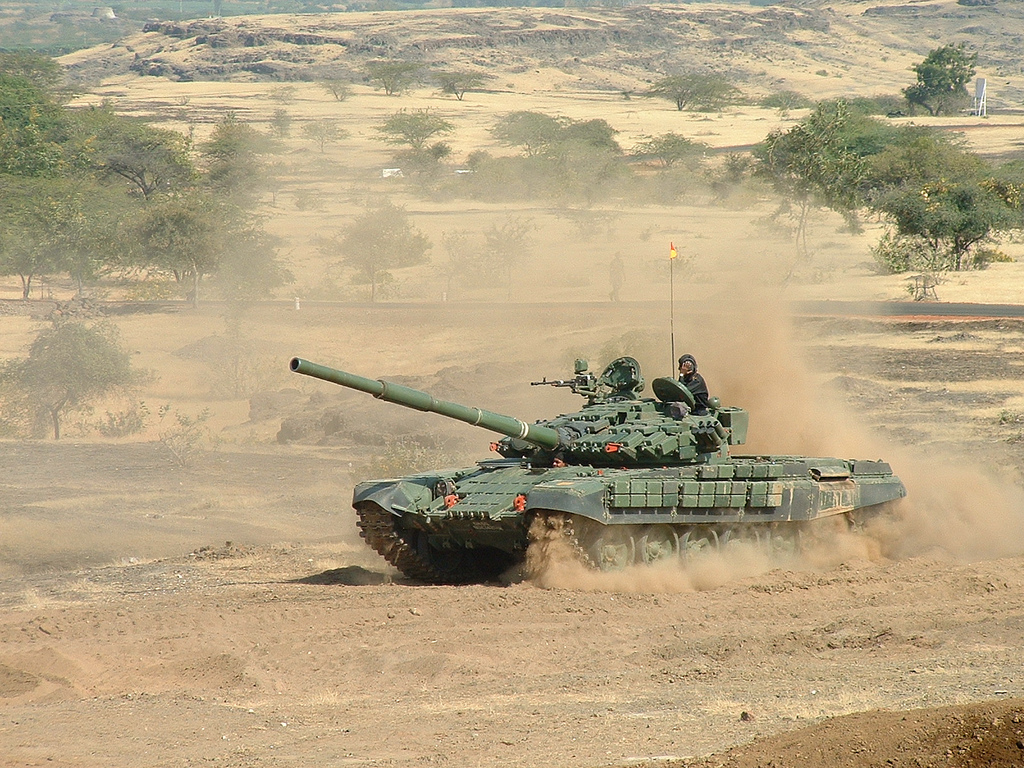
Ajeya phiên bản MK2

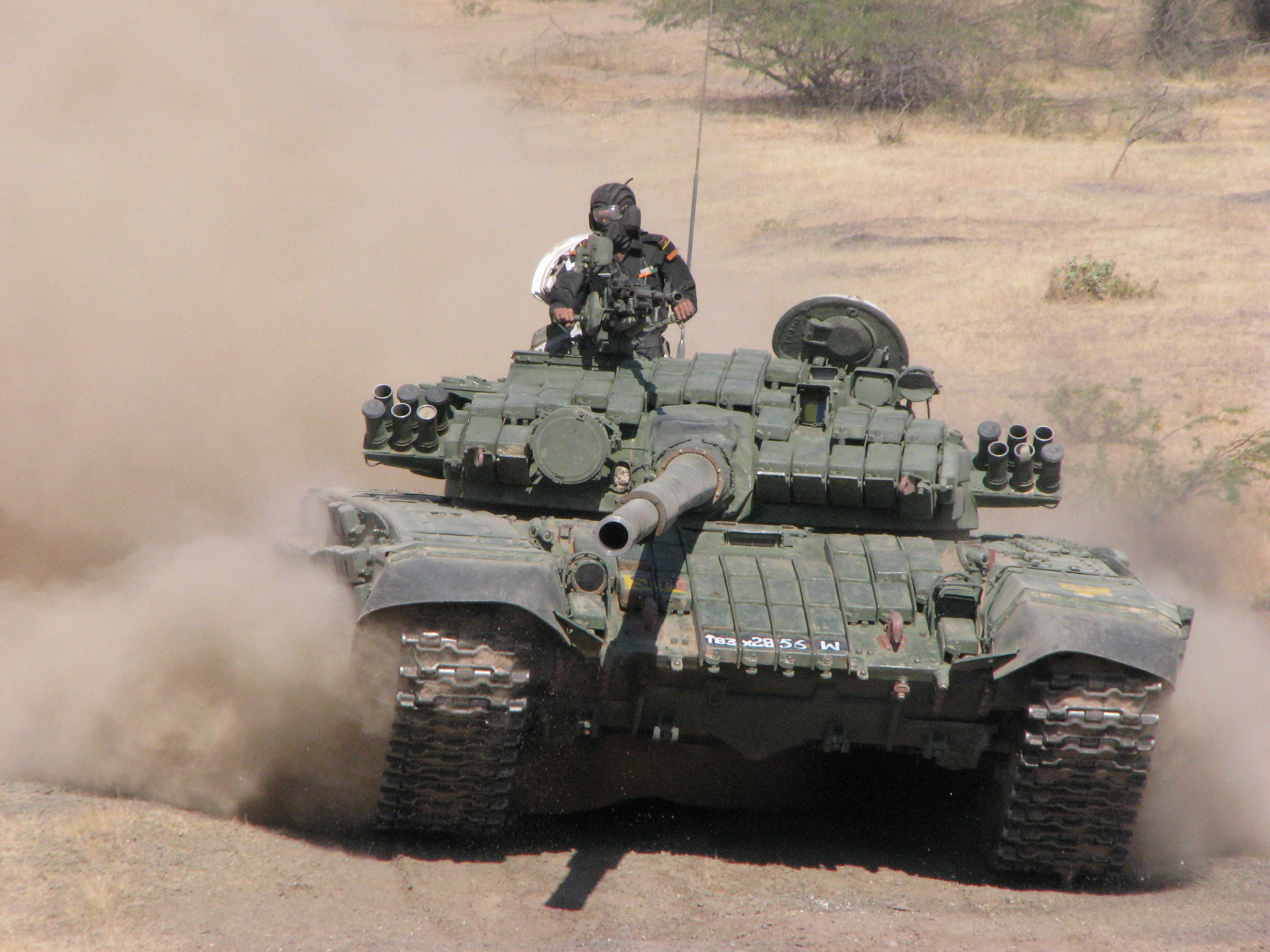
T-72 Ajeya của Ấn Độ

- Ajeya MK1 - Phiên bản Ấn Độ của T-72M. Giống như đối với T-90S, bên cạnh nhập khẩu các xe tăng từ Liên Xô, Ấn Độ cũng cố gắng tự chế tạo một đội ngũ T-72 cho riêng mình và đặt cái tên là Ajeya. 900 xe tăng T-72 Ajeya MK1 được chế tạo tại một nhà máy nằm tại vùng Avadi và đến năm 1993 chúng được nâng cấp lên chuẩn T-72M1 của Liên Xô cũ.[79]
- Ajeya MK2 - Phiên bản Ấn Độ của T-72M1, còn được gọi là Xe tăng chiến đấu Ajeya cải tiến (Combat Improved Ajeya). Vì tập trung sức lực vào mẫu tăng thuần nội địa Arjun nên suốt một thời gian dài các xe tăng T-72 Ấn Độ không được nâng cấp. Tuy nhiên, sau đó kế hoạch về Arjun bị đình trệ vì quá nhiều khó khăn phát sinh và kết quả là Ấn Độ tiến hành Chiến dịch Rhino nhằm nâng cấp cho 1500 xe tăng T-72M1, và các xe tăng này trở thành Ajeya MK2. Chương trình nâng cấp bao gồm việc bổ sung hệ thống điều khiển bắn/thiết bị nhìn hồng ngoại SKO-1T DRAWA-T của Ba Lan, cung cấp bởi hãng PCO/Cenzi (hệ thống này lấy từ xe tăng PT-91 Twardy); giáp phản ứng DRDO; hệ thống định hướng dành cho Tamam của Israel; Litef của Đức hay RDI của Nam Phi; hệ thống đèn báo nguy sản xuất trong nước; radio kiểu mới chế tạo bởi Tadidran hay GES Marconi và hệ thống bảo vệ NBC cải tiến. Ajeya MK2 còn trang bị động cơ S-1000 công suất 1000 mã lực (750 kW) chế tạo bởi hãng PZL-Wola của Ba Lan (động cơ này cũng được trang bị cho PT-91 Twardy). Nó cũng được trang bị một fire detection and suppression systems và thiết bị cảnh báo bằng laser ở hai bên tháp pháo. Các nguồn tin Ấn Độ cho rằng có khoảng 1800-2000 T-72M1 được nâng cấp toàn diện, số còn lại sẽ chỉ được nâng cấp một phần.[79]T-72 Asad Babil bị bỏ rơi gần Baghdad, tháng 4 năm 2003

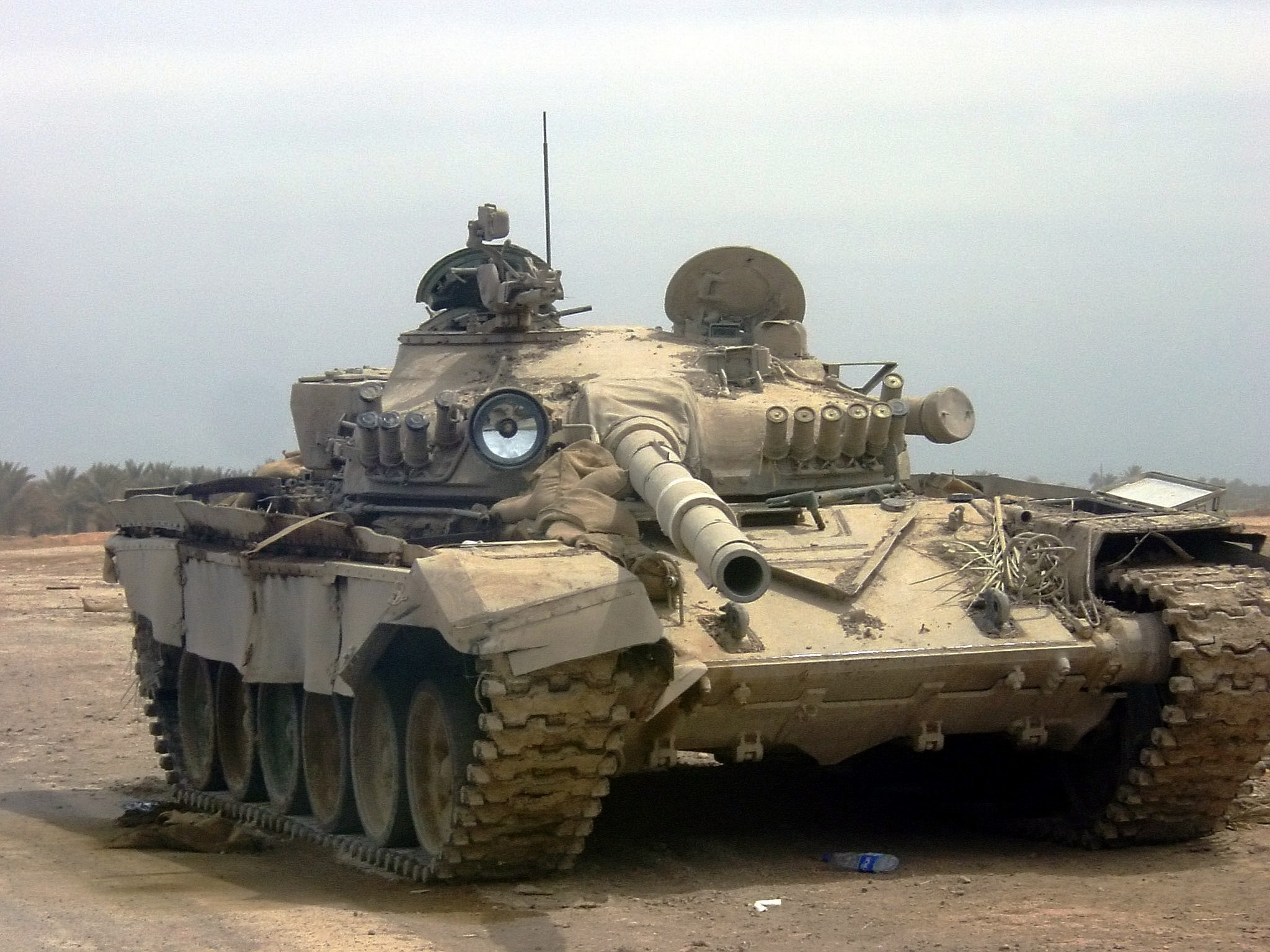
T-72 Asad Babil bị bỏ rơi gần Baghdad, tháng 4 năm 2003

- Tank EX - Phiên bản thử nghiệm của Ấn Độ, kết hợp giữa tháp pháo của xe tăng Arjun với thân của T-72

### Iraq
Dưới thời Saddam Hussein, Iraq đã tự chế tạo phiên bản T-72 của mình với tên gọi T-72 "Sư tử Babylon", dựa theo mẫu T-72M mua được từ Đông Âu, kết hợp với một số linh kiện điện tử nhập của Trung Quốc. Phiên bản này cũng sử dụng pháo 125mm, nhưng thiếu các thiết bị nhìn đêm, máy đo xa và máy tính đường đạn. Phiên bản T-72 này được đánh giá là yếu hơn so với T-72M nguyên bản (chưa nói tới các phiên bản T-72 cao cấp dành riêng cho quân đội Liên Xô), tuy vậy nó vẫn vượt trội hơn nếu so với những chiếc xe tăng M48 Patton, M60 của nước đối thủ là Iran. Theo nguồn Nga, khoảng 100 chiếc Sư tử Babylon đã được chế tạo trước khi dây chuyền chấm dứt hoạt động do Iraq bị cấm vận vũ khí.

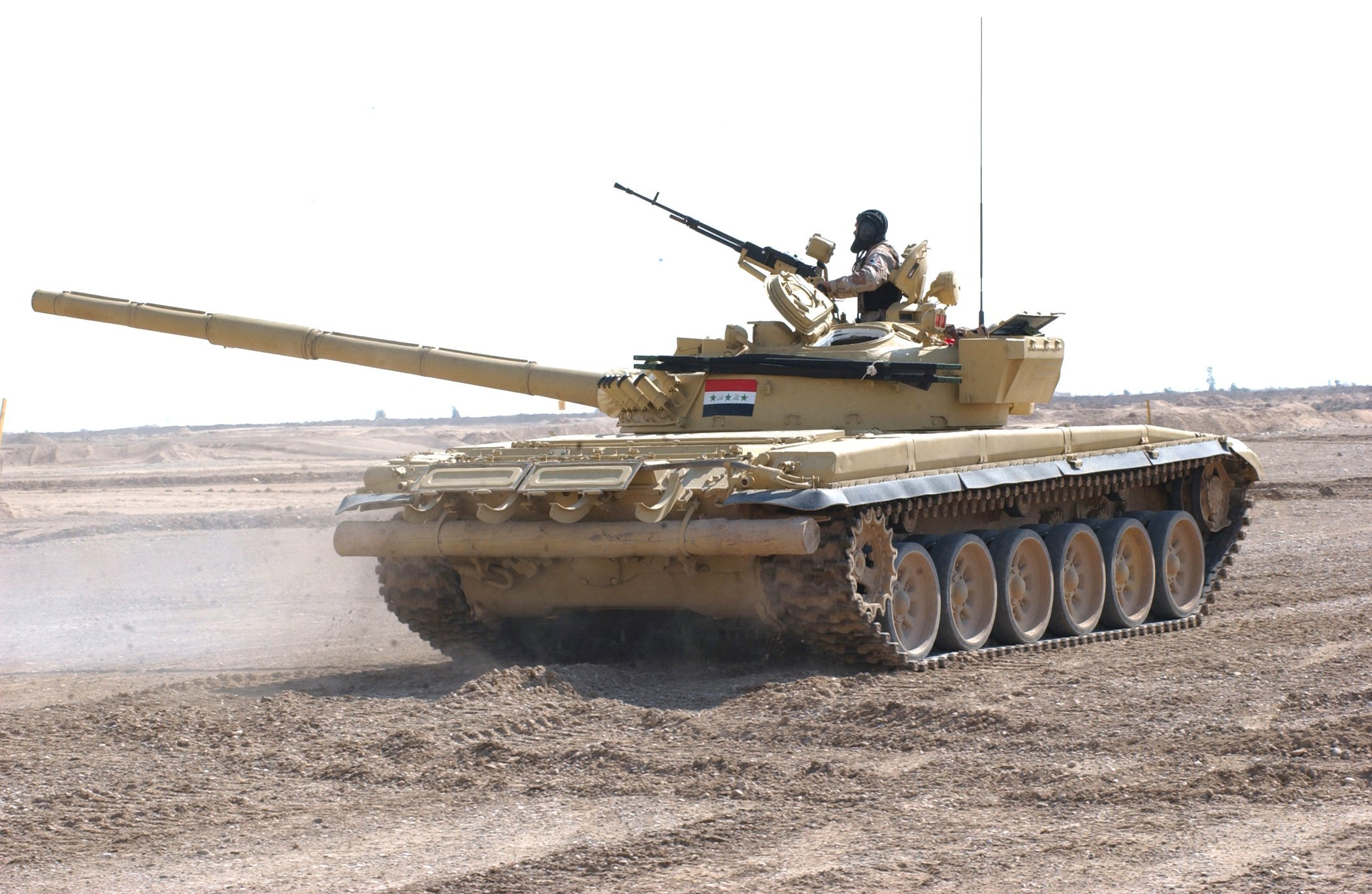
Xe tăng chiến đấu chủ lực T-72 của Quân đội Iraq mới, tháng 2 năm 2006.

Đầu thập niên 2010, theo Nhật báo tin tức quốc phòng Mỹ đưa tin, Iraq đang lên kế hoạch cải tiến hơn 2.000 xe tăng T-72 vừa mua từ các nước Đông Âu. Tập đoàn Defense Solutions of Exton, Pa của Mỹ sẽ đảm nhận việc tháo khung và tiến hành lắp đặt các thiết bị mới cho số xe tăng này. Tim Ringgold - Tổng giám đốc Defense Solutions of Exton, Pa nói: "Chúng tôi sẽ tiếp nhận tất cả những chiếc xe tăng theo hợp đồng sau đó sẽ tháo toàn bị "nội thất" bên trong và thay thế chúng bằng những trang bị hiện đại. Sau khi hoàn thành số tăng chiến trường có từ thời kỳ Liên Xô này sẽ có khả năng chiến đấu trong cả điều kiện ban đêm và ban ngày" – Ông Tim Ringgold nói thêm.
Tổng giám đốc Defense Solutions of Exton, Pa cho biết ông hy vọng sẽ nhận được hợp đồng yêu cầu chính thức từ phía các quan chức của chính quyền Iraq về thương vụ quy mô lớn này trong tương lai gần.
Chiến tranh ở Iraq tái bùng nổ dữ dội vào năm 2014. Không rõ hợp đồng nâng cấp T-72 của Iraq được tiến hành tới đâu, nhưng Iraq đã đặt mua khoảng 200 chiếc T-90SM vào năm 2017.

### Iran
- T-72M Rakhsh - Bản nâng cấp T-72M của Iran, được trang bị một biến thể của Kontakt-5 ERA trong số nhiều bản nâng cấp. Được Lực lượng Dân quân Động viên của Iraq sử dụng
- Karrar - Loại xe tăng do Iran sản xuất, giới thiệu năm 2016. Xe sử dụng khung gầm của T-72 và tháp pháo hàn có cấu tạo tương tự tháp pháo của xe tăng T-90A. Xe được trang bị giáp phản ứng nổ do Iran tự sản xuất trên cơ sở sao chép loại Kontakt-1 của Liên Xô, hệ thống điều khiển hỏa lực hiện đại với camera ảnh nhiệt trang bị cho cả trưởng xe và pháo thủ.[95]

### Syria
- T-72 "Adra" - Phiên bản nâng cấp nội địa của Syria nâng cấp lớp giáp và tăng không gian giữa các lớp như một lớp bảo vệ bổ sung chống lại đạn HEAT.
- T-72S "Sniper" - Bản nâng cấp của Syria-Ý bổ sung thêm FCS máy tính hóa Galileo Avionica TURMS-T, và cải thiện khả năng bảo vệ xe tăng bằng cách bổ sung Kontakt-1 ERA.
- Golan-1000 - Hệ thống tên lửa mới của Syria mang ba quả đạn cỡ lớn 500 mm, mỗi quả chứa 500 kg đạn nổ phân mảnh cao. Được xây dựng trên khung gầm xe tăng T-72, hệ thống tên lửa mới đã được đưa vào trang bị cho Quân đội Syria kể từ tháng 5 năm 2018.

### Pakistan
Al-Khalid là sản phẩm hợp tác giữa Pakistan và Trung Quốc. Nó cũng có cơ chế nạp đạn tự động. Trang bị giáp liên hợp và phản ứng nổ. Hệ thống ngắm bắn có nguồn gốc phương Tây, hoàn toàn vi tính hóa. Al Khalid có bộ nguồn phụ trợ, cung cấp điện khi động cơ không hoạt động. Nó có hệ thống cảnh báo laser tiên tiến.
Al Khalid cũng được trang bị pháo 125mm, cơ số đạn 39 viên. Thân và tháp pháo đều dùng hàn, không sử dụng đinh rivet. Xe được bảo vệ khỏi các tác nhân NBC, cùng với hệ thống dập lửa. Ngoài ra, nó có hệ thống bảo vệ chủ động bằng laser, dùng tia laser để làm 'lóa' cảm biến nhiệt của tên lửa, cũng như làm tổn thương mắt của đối phương nếu chiếu vào thiết bị quang học. Khung gầm của nó cũng gần như giống với T-72. Động cơ Diesel 1200 mã lực.
Xe nặng 48 tấn, tổ lái 3 người, tốc độ tối đa 65 km/h, tầm hoạt động 450–600 km. Vượt dốc 40%, chướng ngại vật cao 0.8m, hào rộng 3m, lội nước 1.2m, 5m nếu có trang bị ống thông khí.
Hợp đồng mua thiết bị xe tăng do Islamabad ký với Ukraina có tổng trị giá 100 triệu USD. Theo đó, Pakistan sẽ nhập 285 động cơ và hệ thống truyền động để nâng cấp các xe tăng al-Khalid hiện thời, trong khoảng thời gian 3 năm. Xe tăng al-Khalid được Trung Quốc và Ukraina hợp tác sản xuất và bán cho quân đội Pakistan. Theo hãng tin ITAR-TASS, loại động cơ mới trên có công suất 1.200 mã lực. Nó sẽ cho phép al-Khalid di chuyển với vận tốc tối đa 65 km/h. Trong khi đó, Giám đốc trung tâm nghiên cứu quốc phòng Ukraina Valentin Badrak tiết lộ, nước ông chỉ cung cấp máy móc và thùng chứa nhiên liệu cho xe tăng al-Khalid của Pakistan. Ông cũng khẳng định hợp đồng này không hề làm thay đổi cán cân quân sự hiện nay tại khu vực Nam Á. Giữa những năm 1990, Ukraina đã bán 320 xe tăng T-80UD (T-84), do Liên Xô cũ thiết kế, cho Islamabad. Hành động đó khiến Ấn Độ phải xem xét việc mua xe tăng T-90 của Nga để lấy lại cân bằng quân sự.

### Trung Quốc
Type-96 là loại cuối cùng trong chương trình xe tăng thế hệ hai của TQ. Phiên bản thử nghiệm mang tên Type-85. Xe được trang bị pháo nòng trơn 125mm, cơ chế nạp đạn tự động, cả hai đều copy từ T-72 của Nga. Tốc độ bắn tối đa 8 viên/phút, tổng số đạn 41 viên. Nó có khả năng phóng tên lửa chống tăng từ nòng pháo, ví dụ như AT-11 của Nga mà TQ có bản quyền để sản xuất, nhưng chỉ dùng được khi xe tăng đứng yên, có 1 súng máy PK 12,7mm và 1 súng máy đồng trục 7,62mm. Nặng 42,5 tấn. Type-96 bắt đầu được đưa vào trong biên chế từ năm 1997, khoảng 1.500-2.000 chiếc đã được sản xuất. Nó có thể dùng để chống trực thăng. Tầm bắn 4–5 km. Các thông số về khả năng cơ động gần giống Al-Khalid.

### Nam Phi
- T-72 "Tiger" - Gói hiện đại hóa từ LIW bao gồm hai ống ngắm lớn được lắp đặt ở phía trước tháp pháo.[79] Nam Phi cũng gói cung cấp chuyển đổi pháo tự hành cho những chiếc T-72 hiện có, trang bị lại khung gầm bằng một tháp pháo được lấy từ lựu pháo G6.[96]

## Các quốc gia sử dụng

### Các quốc gia hiện đang sử dụng
- Algérie - 500

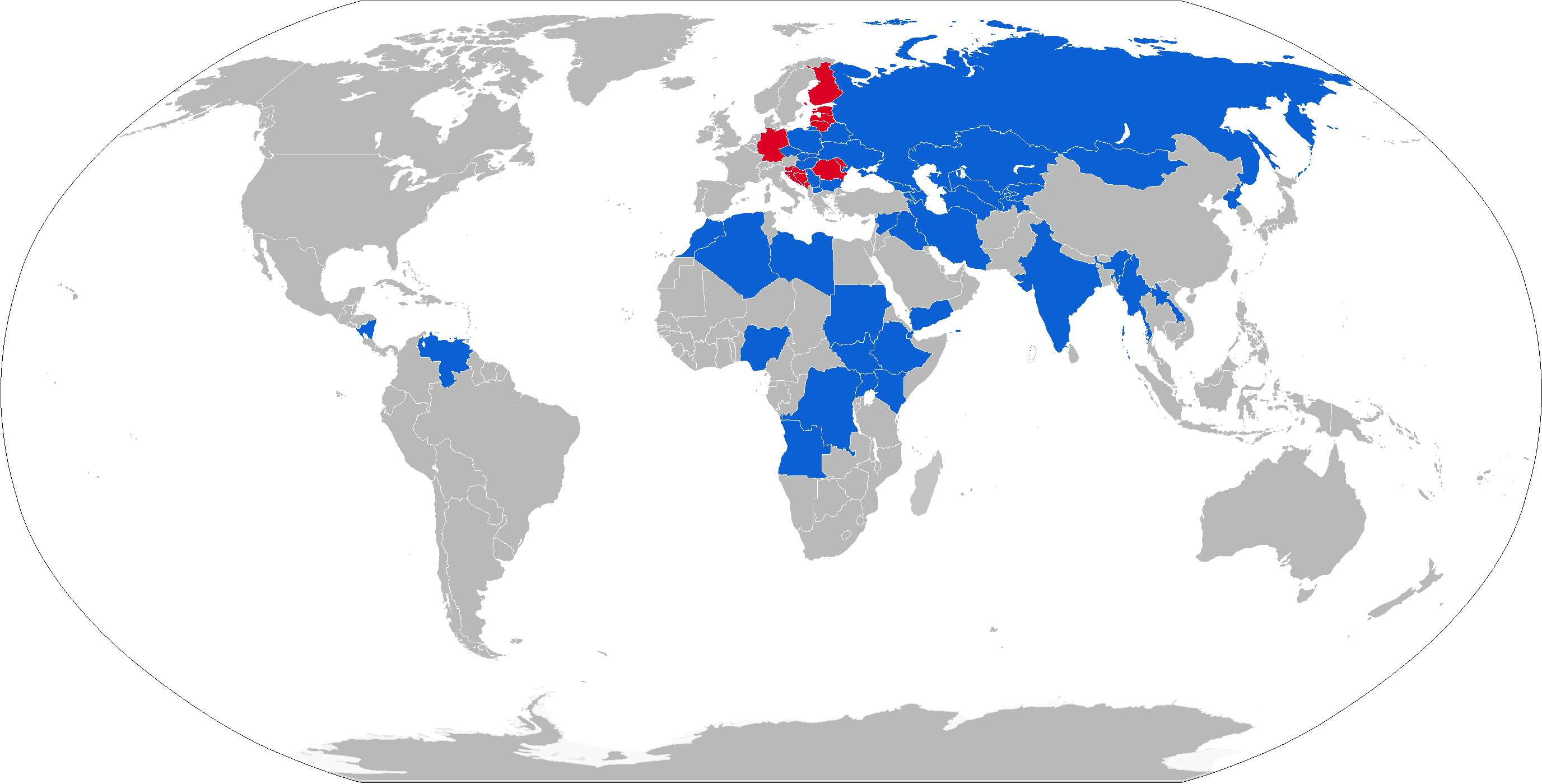
Các nhà điều hành T-72 hiện tại màu xanh lam với các nhà khai thác cũ màu đỏ.

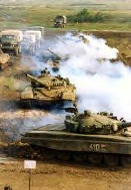
T-72 Hungary.

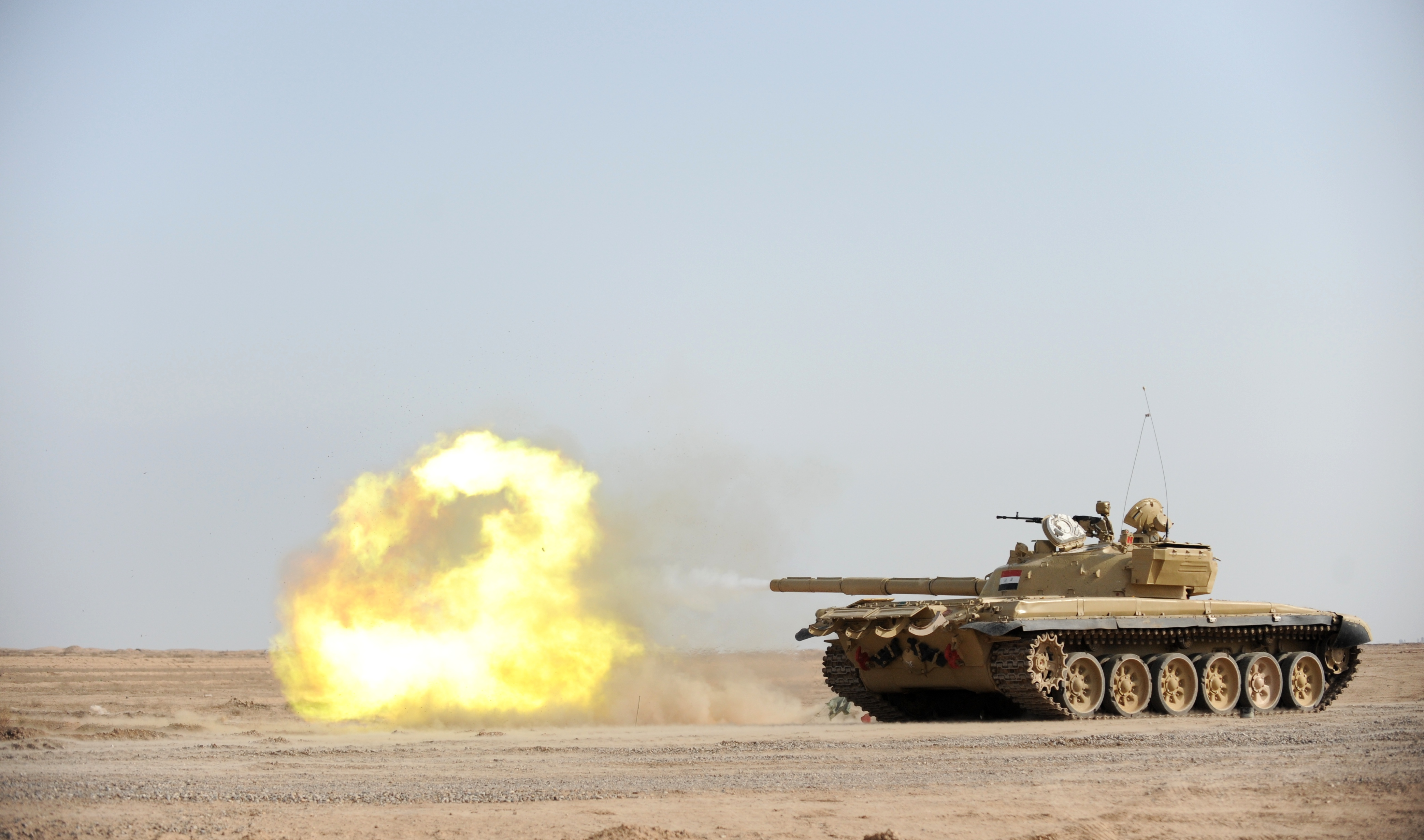
T-72 của Iraq khai hỏa trong cuộc huấn luyện, năm 2008.

- Angola[97] - 44 T-72M1 mua từ Belarus năm 1999.[79]
- Armenia - 160 [3]
- Azerbaijan - 180 T-72A và T-72B năm 2003[3]
- Belarus - 1.465 T-72B[98][99]
- Bulgaria - 430 T-72M và T-72A năm 2003 [3]
- Croatia - 3 (xem thêm M-84)
- Cuba - Khoảng 50 [3]
- Séc - 543 chiếc hưởng từ Tiệp Khắc năm 1993. 179 chiếc tăng chiến đấu chủ lực T-72 đang trong biên chế kể từ 1 tháng 1 năm 2008. Trước đó có 181 chiếc T-72 trong biên chế.[100]
- Cộng hòa Dân chủ Congo - 100 chiếc T-72AV được Ukraine chuyển giao vào năm 2010.[101]
- Djibouti - 42 chiếc mua từ Yemen.
- Ethiopia - 50 chiếc từ Yemen, 171 xe T-72UA1 được cho là đã đặt hàng từ Ukraine vào năm 2011.[102]
- Gruzia - 50 T-72A và T-72M1 năm 2004. 140 T-72A, T-72M1 và T-72B năm 2005. 170 T-72M1, T-72B và T-72 SIM-1 năm 2007.[103] Khoảng 191 T-72 vào năm 2008.[104]
- Hungary - 195 chiếc T-72M và T-72M1 năm 2009.[3] 15 chiếc tại ngũ, 113 chiếc dự bị, 77 chiếc được tặng cho Quân đội Iraq mới . Hungary thông báo họ đã đặt mua 44 xe tăng Leopard 2A7+ từ Đức, nhằm thay thế T-72 trong những năm 2020.[105][106]
- Ấn Độ - 1.900 T-72M và T-72M1 [107]
- Iran - 480 T-72M1 và T-72S từ năm 2002 (200 chiếc vào năm 1995 và 120 năm 2000) [108]
- Iraq - Gần 1.000 chiếc gồm các kiểu T-72M, T-72M1, Sư tử Babylon đã hoạt động trong quân đội Iraq năm 1990. 375 chiếc T-72, T-72M, T-72M1, Sư tử Babylon hoạt động trong quân đội Iraq năm 2003. Chỉ có 77 chiếc T-72M1 đang hoạt động năm 2007 trong quân đội Iraq mới[109]
- Kazakhstan - 300[110]
- Kyrgyzstan - 215[111]
- Libya - 150 năm 2003 [3]T-72 MBT và BMP-1 IFV tân trang thuộc Sư đoàn cơ giới số 9 Iraq ở Taji, Iraq.

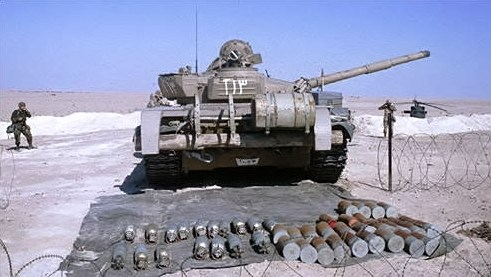
T-72 MBT và BMP-1 IFV tân trang thuộc Sư đoàn cơ giới số 9 Iraq ở Taji, Iraq.

- Malaysia - 48 PT-91M do Ba Lan chuyển giao (PT-91 của Ba Lan cải tiến, bản thân nó là một biến thể cải tiến của T-72M1).[112]
- Maroc - 148: 136 T-72B và 12 T-72BK từ Belarus được giao trong hai chuyến hàng, chuyến đầu tiên vào năm 1999 và chuyến thứ hai vào năm 2000.[113][114]
- Mông Cổ - 100[115][116][117]
- Myanmar - 139 T-72S[118]
- Nicaragua - 50 xe tăng T-72B.[119][120] Các bức ảnh ban đầu cho thấy xe tăng được nâng cấp đáng kể với các yếu tố từ chương trình T-72B3M cũng như nhiều cải tiến khác.
- Nigeria[97] - 77+ T-72M1 có thể với số lượng lớn hơn.
- Bắc Macedonia - 30 T-72A và 1 T-72AK được chuyển giao từ Ukraine vào năm 2000.[121]
- CHDCND Triều Tiên - Chắc chắn 1 chiếc T-72S đã được bán cho Bắc Triều Tiên vào đầu thập niên 1990.[122]
- Ba Lan - 586 T-72M1 (2005 - 644, 2006 - 596)[123] và 135 T-72M1Z[124] (T-72M1 nâng cấp thành tiêu chuẩn PT-91) (Còn 98 chiếc PT-91 đang hoạt động) Kế hoạch cho T-72M1 nghỉ hưu năm 2010.
- Nga - ~ 2284, 155 chiếc T-72BM "Rogatka", 8.000 chiếc niêm cất. 270 chiếc T-72B3 nhận được vào năm 2013. 143 chiếc T-72B3 bổ sung đã được giao tính đến tháng 10 năm 2014.  300 chiếc đã được giao trong năm. Lập kế hoạch để tiếp tục mua hàng. 596 chiếc được nâng cấp lên T-72B3 trước năm 2015, hơn 70 chiếc  vào năm 2015. Thêm 30 chiếc nữa tính đến tháng 5 năm 2016. Khoảng 1000 xe tăng đã được hiện đại hóa tính đến tháng 9 năm 2016, +300 (>1300 đến 2017).  40 xe tăng được giao vào tháng 9 năm 2016. +154 T-72B3M trong năm 2017.
- România - 30 T-72 và 3 hoặc 5 TR-125 (đang được rút dần khỏi hoạt động)
- Serbia - 65 T-72M
- Slovakia - 272 T-72M và T-72M1 [3], 22 chiếc T-72M1 vẫn còn phục vụ vào cuối năm 2018.[125]
- Serbia - 13+ (51) T-72M niêm cất. 30 T-72B1MS theo đơn đặt hàng với tất cả đã được giao vào năm 2021.[126][127][128]Cuộc huấn luyện chung đầu tiên của quân đội Nga và Lào với T-72B1MS trong cuộc tập trận "Laros-2019" ngày 16/12/2019.
- Nam Sudan - 96–101 chiếc được giao trong hai chuyến hàng từ Ukraine: đợt một, 32 chiếc T-72 trên MV Faina vào năm 2009, và đợt hai, 67 chiếc T-72 trong 20 chiếc (?).[129][130]  Năm 2012, một chiếc T-72 bị phá hủy trong một cuộc đụng độ biên giới. Thêm 4 xe tăng nữa bị phá hủy trong Nội chiến Nam Sudan.[131][132][133][134]
- Sudan - 400 chiếc T-72AV, trong đó 250 chiếc được mua từ Ukraine và Belarus. Đa số là đồ cũ, số còn lại được sản xuất trong nước theo giấy phép tại Tổng công ty Công nghiệp Quân đội. Thêm 170 chiếc T-72 dư thừa đã được đặt hàng vào ngày 20 tháng 9 năm 2016.[135]
- Nam Phi - [79]
- Syria - 1.600 [136]
- Tajikistan - 44 (33 năm 2000) [137]
- Turkmenistan - 702 [138]Xe tăng T-72B1V của Quân đội Venezuela trong cuộc duyệt binh tưởng niệm cựu tổng thống Hugo Chávez, tháng 3/2014.
- Ukraina - 1.180[139]
- Uzbekistan - 70 T-72B[140]
- Yemen - 39 năm 2003 [3]

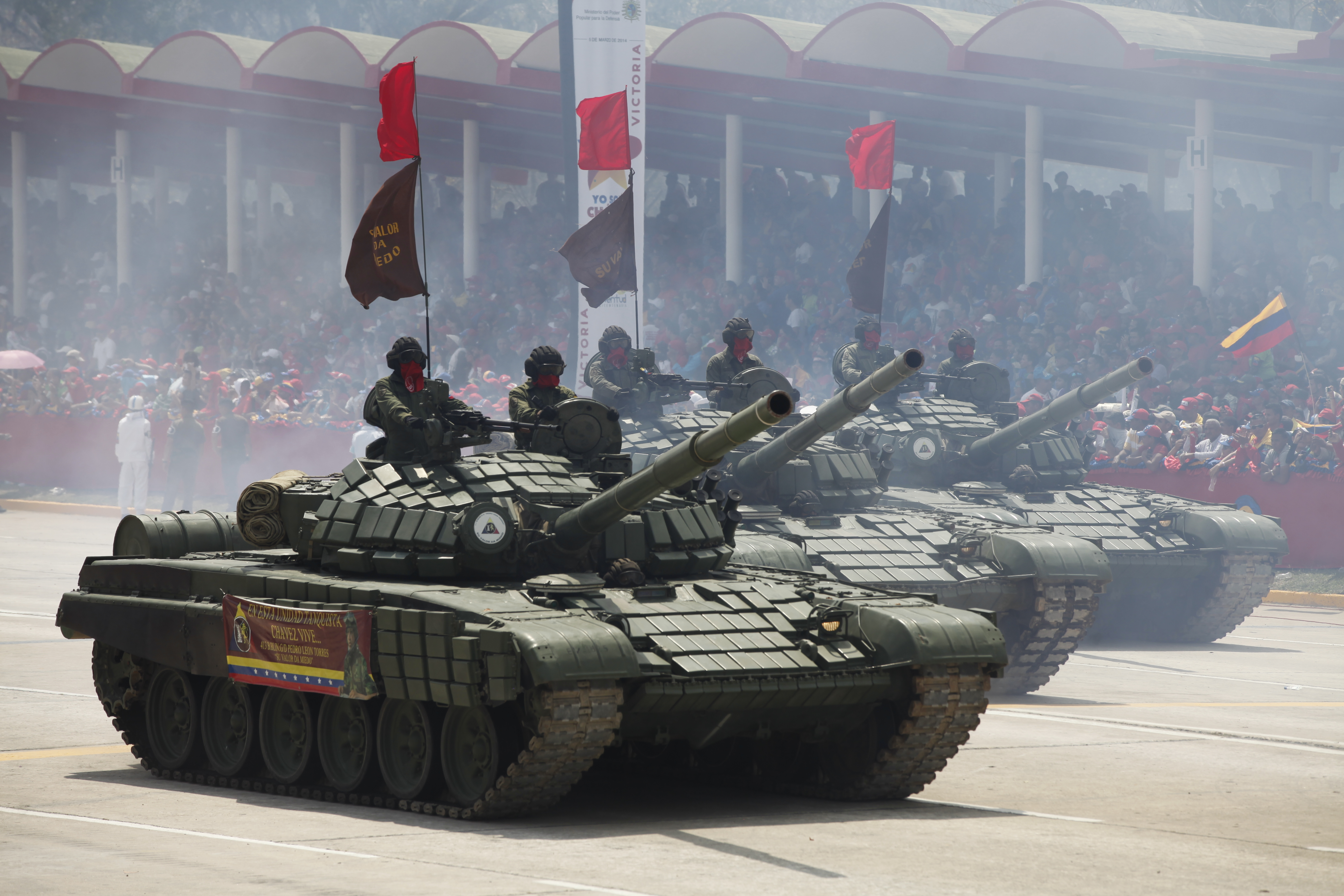
Xe tăng T-72B1V của Quân đội Venezuela trong cuộc duyệt binh tưởng niệm cựu tổng thống Hugo Chávez, tháng 3/2014.

- Lào - ~100 chiếc loại T-72B1MS "Đại bàng trắng" (Bắt đầu chuyển giao cuối năm 2018)[141][142][143][144]
- Venezuela - 92 chiếc T-72B1, được chuyển giao năm 2009–2012 từ Nga. Vào tháng 6 năm 2012, Nga và Venezuela đã đồng ý thỏa thuận mua thêm 100 chiếc T-72.[145][146]

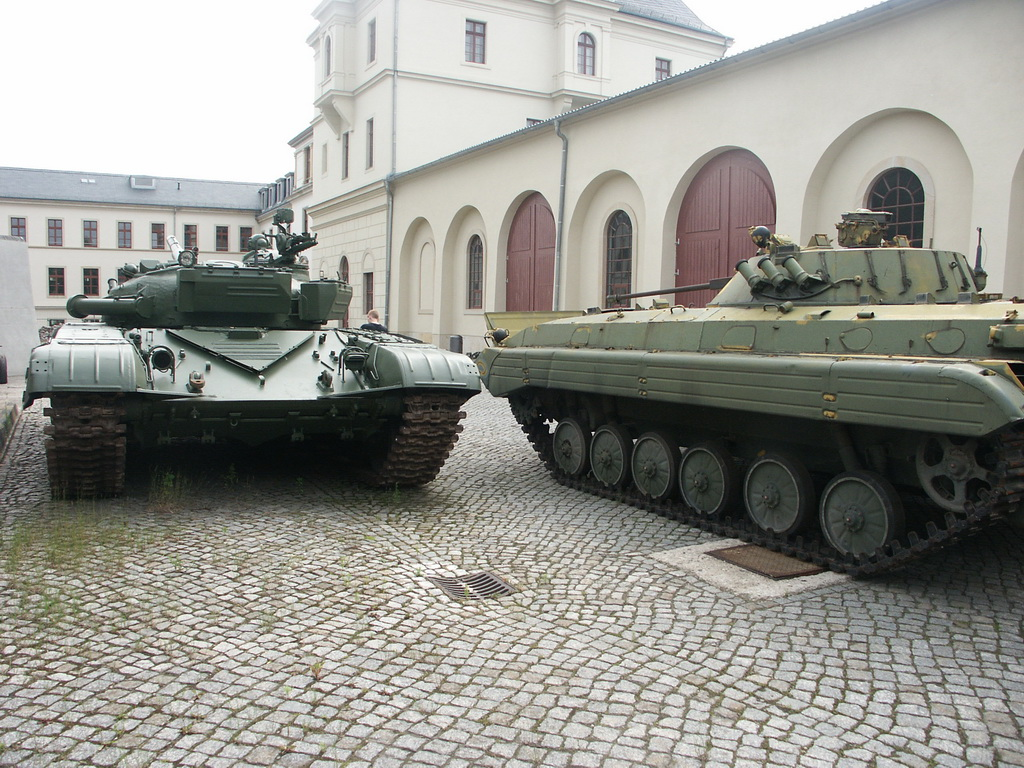
T-72 và BMP-2 thuộc Đông Đức (cũ)

### Các quốc gia sử dụng trước đây

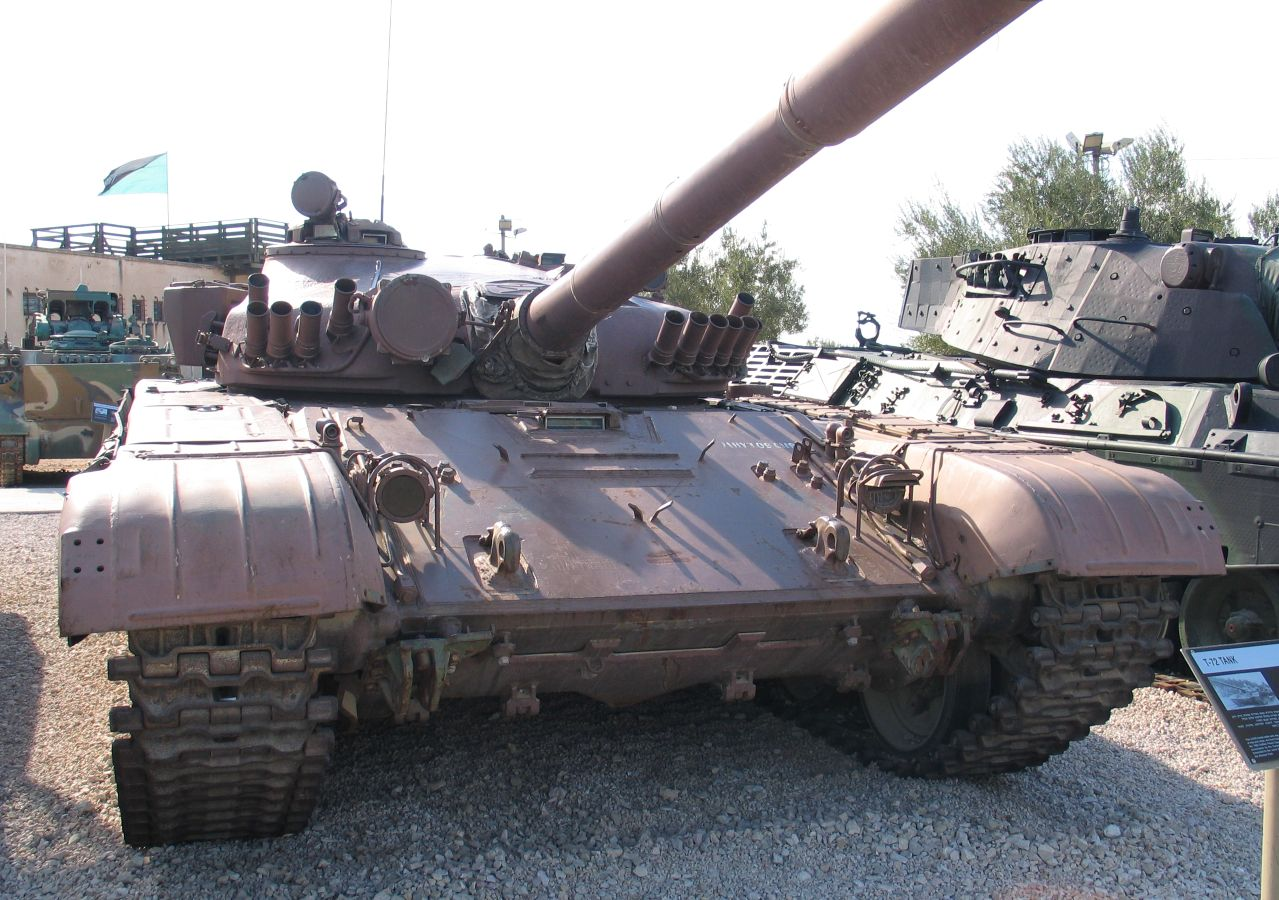
T-72M1 của Syria bị Israel chiếm, trưng bày tại Bảo tàng Yad la-Shiryon.

- Tiệp Khắc - Khoảng 1.700 chiếc T-72/T-72M/T-72M1 được sản xuất từ 1981 đến 1990. Quân đội Tiệp Khắc có 815 T-72 năm 1991. Tất cả chuyển cho các nước cộng hòa độc lập.
- Đông Đức - 35 T-72 (từ Liên Xô), 219 T-72 (từ Ba Lan và Tiệp Khắc), 31 T-72M (từ Liên Xô), 162 T-72M (từ Ba Lan và Tiệp Khắc) và 136 T-72M1. 775 T-72 được trang bị thêm giáp vỏ. Ngừng hoạt động khi Đức hợp nhất.[147]
- Phần Lan - Khoảng 160-170 T-72M1. Trong đó có khoảng 70 T-72M1 (một lữ đoàn bọc giáp) được mua từ Liên Xô và chuyển giao năm 1984, 1985-1988 và 1990. 97 chiếc T-72M1 nữa (bao gồm một số nhỏ thuộc phiên bản chỉ huy T-72M1K và T-72M1K1) được mua từ Đức năm 1992-1994. Tất cả hiện đã ngừng hoạt động, và được bán cho Cộng hòa Séc.[148]
- Israel - Chiếm được một số chiếc T-72M1 của Syria, nhưng không giống như T-54/T-55 và T-62, chúng không được sử dụng. Một trong số đó được trưng bày tại bảo tàng Yad la-Shiryon.
- Serbia và Montenegro - Chuyển cho các nước cộng hòa.
- Liên Xô - Chuyển cho các nước cộng hòa và các đồng minh của Liên Xô.
- Tây Đức/ Đức - 549 chiếc được chuyển từ quân đội Đông Đức, tất cả đều bị loại bỏ, bán cho các quốc gia khác hoặc trưng bày tại viện bảo tàng.
- Nam Tư - 90 T-72M và 3 T-72MK chế tạo tại Tiệp Khắc và Liên Xô; chuyển cho các nước cộng hòa. (xem thêm M-84)
- Nam Tư - Chuyển cho các nước cộng hòa.
- Nhà nước Hồi giáo Iraq và Levant - Một số bị quân đội Syria bắt giữ.[149]

### Thử nghiệm, đánh giá
- Hoa Kỳ (thử nghiệm)
- Pakistan - Một số được chuyển từ Iraq đến Pakistan sau Chiến tranh vùng Vịnh.
- Canada - Các xe tăng cũ của Đông Đức nhận được vào cuối Chiến tranh Lạnh để huấn luyện OPFOR. Loại biên vào năm 2000.
- Hàn Quốc -
- Úc - 1 chiếc do Đức tặng cho Quân đội Úc để đánh giá
- Thụy Điển - Mua lại 8 chiếc T-72 cũ của Đông Đức vào năm 1991 chủ yếu để đánh giá thiết giáp của Liên Xô. Một chiếc đã được bảo quản, trong khi những chiếc khác được sử dụng làm mục tiêu tập bắn.

### Quốc gia trong tương lai
- Jordan - Vào năm 2016, một hợp đồng đã được ký kết để chuyển giao 60 chiếc xe tăng cũ của Ba Lan, và những chiếc xe này đã được lên kế hoạch giao vào năm 2017–2018, nhưng hợp đồng đã không được kết thúc vì lý do địa chính trị. Những chiếc xe này có thể sẽ được hiện đại hóa cho Quân đội Ba Lan.[150]
- Việt Nam - Năm 2020, thông tin chính thức từ Việt Nam cho biết, Binh chủng Tăng - Thiết giáp sẽ chuẩn bị tổ chức huấn luyện, khai thác, sử dụng và làm chủ trang bị kỹ thuật mới T-72MS.[151]

## Nội dung liên quan

### Xe tăng có cùng sự phát triển
- Xe tăng Lion of Babylon
- T-64
- T-80
- T-84
- M-84
- T-90
- PT-91 Twardy
- M-84AB1
- M-95 Degman
- Tank-Ex/MBT-EX

### AFV có thể so sánh được
- Xe tăng Chieftain
- Leopard 1
- M60 Patton

### Trình tự thiết kế
T-54 - T-55 - T-62 - T-64 - T-72 - T-80 - T-90 - T-95

### Danh sách liên quan
- Danh sách xe tăng
- Danh sách xe tăng Xô viết